# Regatul Ayutthaya
Regatul Ayutthaya sau Imperiul Ayutthaya a fost un regat thailandez care a existat în Asia de Sud-Est între anii 1351 și 1767, centrat în jurul orașului Ayutthaya, în Siam, adică în actuala Thailanda. Călătorii europeni din începutul secolului al XVI-lea au numit Ayutthaya una dintre cele trei mari puteri ale Asiei (alături de Vijayanagara și China). Regatul Ayutthaya este considerat predecesorul Thailandei moderne, iar evoluțiile sale reprezintă o parte importantă a istoriei țării.
Numele „Ayutthaya” provine din cuvântul sanscrit Ayodhya. Această legătură își are originea în Ramakien, epopeea națională a Thailandei. Regatul Ayutthaya a apărut dintr-o mandala (o alianță politică) sau o fuziune a trei orașe-stat maritime din partea de jos a Văii Chao Phraya, la sfârșitul secolelor XIII–XIV (Lopburi, Suphanburi și Ayutthaya). Regatul timpuriu era o confederație maritimă, orientată către Asia de Sud-Est maritimă post-Srivijaya, desfășurând raiduri și primind tribut din partea acestor state maritime. După două secole de organizare politică în orașele nordice și o tranziție către un stat interior, Ayutthaya s-a centralizat și a devenit una dintre marile puteri ale Asiei.
Între 1569 și 1584, Ayutthaya a fost un stat vasal al Birmaniei Toungoo, dar și-a recâștigat rapid independența. În secolele al XVII-lea și al XVIII-lea, Ayutthaya a devenit un centru comercial internațional, iar cultura sa a înflorit. Domnia regelui Narai (1657–1688) este cunoscută pentru influențele persane și, ulterior, europene, precum și pentru trimiterea ambasadei siameze din 1686 la curtea regelui Ludovic al XIV-lea al Franței. În perioada târzie a regatului Ayutthaya, francezii și englezii s-au retras, dar influența chineză a crescut. Această perioadă a fost descrisă ca o „epocă de aur” a culturii siameze, marcată de creșterea comerțului cu China și de introducerea capitalismului în Siam, o tendință care a continuat și după căderea regatului.
Incapacitatea Ayutthayei de a institui o succesiune pașnică și pătrunderea capitalismului au subminat organizarea tradițională a elitelor și vechile legături de control al muncii, care stăteau la baza sistemului militar și administrativ al regatului. La mijlocul secolului al XVIII-lea, dinastia Konbaung din Birmania a invadat Ayutthaya în 1759–1760 și din nou între 1765–1767. În aprilie 1767, după un asediu de 14 luni, orașul Ayutthaya a căzut în fața forțelor birmane și a fost complet distrus, marcând sfârșitul celor 417 ani de existență a Regatului Ayutthaya. Totuși, Siamul și-a revenit rapid, iar autoritatea centrală a fost mutată în Thonburi-Bangkok în următorii 15 ani.
În sursele străine, Ayutthaya era denumită „Siam”, însă locuitorii se numeau pe ei înșiși Tai, iar regatul lor Krung Tai (în thailandeză: กรุงไท), adică „țara Tai”. Regatul a mai fost numit și Iudea într-o pictură comandată de Compania Olandeză a Indiilor de Est. Orașul capitală Ayutthaya este cunoscut oficial ca Krung Thep Dvaravati Si Ayutthaya (thailandeză: กรุงเทพทวารวดีศรีอยุธยา), conform surselor istorice.

## Istorie

### Origini
La începutul mileniului al doilea, Bazinul inferior al râului Chao Phraya era împărțit între Regatul Lavo, care domina jumătatea estică, și Suphannabhum, care domina partea vestică. Partea vestică a bazinului inferior al Chao Phraya a fost influențată cultural de Angkor, dar fără un control politic sau militar direct din partea acestuia.
Charnvit Kasetsiri susține că Ayutthaya a apărut din fuziunea a patru orașe-port de-a lungul bazinului inferior al Chao Phraya: Lopburi (Lavo), Suphanburi, Ayutthaya și Phetchaburi. Suphanburi a trimis prima sa misiune de tribut către dinastia Song în 1180, iar Phetchaburi către dinastia Yuan în 1294, și de asemenea către Imperiul Vijayanagar între anii 1400 și 1500.
Cele mai vechi mențiuni scrise despre Ayutthaya în cronicile chineze spun că un oficial chinez a fugit la Xian în 1282/83. Xian a trimis prima ambasadă către dinastia Yuan în 1292, după care li s-a cerut o altă ambasadă. Tradițional, unii istorici susțineau că „Xian” se referea la Sukhothai sau Suphanburi, dar cercetări mai recente (inclusiv cele ale lui Chris Baker și Pasuk Phongpaichit) susțin că „Xian” desemna Ayutthaya, fiind același nume folosit ulterior de curtea chineză. Michael Vickery a argumentat că este posibil ca termenul „Xian” să fi fost folosit de chinezi pentru a desemna întregul bazin inferior al Chao Phraya încă de la început.
Unul dintre cele mai vechi texte străine ce menționează Xian provine din texte vietnameze (Đại Việt) compilate în timpul domniei lui Lý Anh Tông, care afirmă că negustori din Regatul Xian și din alte zone au ajuns în Haïdong (海東) în anul 1149, solicitând permisiunea de a comercializa și a înființa un post de schimb la Yun Tun (雲屯). Alte solicitări pentru comerț au fost trimise în 1241 și 1360, iar tributele către Đại Việt au fost trimise în 1182 și 1334. Între 1313 și 1315, Xian a încercat fără succes să anexeze Champa, fiind oprit de trupele din Đại Việt. Există și o relatare despre siamezi conduși de Passara, fiul regelui Siamului, care au ajuns în Java și au fondat orașul Passaraan în anul 800.
Descoperiri arheologice au găsit dovezi ale existenței unor așezări pe insula Ayutthaya chiar înainte de secolul al XII-lea. Fragmente ceramice datate încă din anii 1270 au fost descoperite. Unele temple din estul Ayutthayei (în afara insulei) existau deja înainte de fondarea oficială a regatului în 1351. Săpături recente au scos la iveală baray-uri (rezervoare de apă) mai vechi peste care s-au construit structuri ulterioare. O cronică budistă, Tamnan Mulasasana, menționează că în anii 1320, doi călugări budiști au vizitat Ayutthaya în căutare de scripturi și că un alt călugăr fusese onorat anterior de „Regele din Ayodhya” la întoarcerea sa din Lanka.
Începând cu sfârșitul secolului al XIII-lea, au fost trimise expediții în Peninsula Malay și Sumatra, pentru extragerea de resurse și implicarea în comerțul maritim. Unii cercetători contemporani susțin că Ayutthaya era deja un centru comercial important încă din secolul al XI-lea sau cu câteva secole înainte de 1351.
Sondaje arheologice din secolul XXI au identificat că numele orașului pre-Ayutthaya, așa cum apare în Inscripția Khao Kop (sec. XIV–XV), era Ayodhaya Sriramthep Nakorn (în thailandeză: อโยธยาศรีรามเทพนคร), așa cum apare și în cronicile thailandeze, precum Phraratchaphongsawadan Nuea (Cronica Regală a Nordului, compilată în 1807 pe baza unor cărți vechi din perioada regelui Narai și povești ale locuitorilor nordici). Cel puțin trei decrete regale în thailandeză au fost emise în acea perioadă, iar numele regelui care domnea asupra Ayodhayei în cel mai vechi decret, Legile Diverse (Phra Aiyakan Betset) din 1225, este Regele Uthong, care a domnit între 1205 și 1253 (de nu confundat cu regele Uthong care a domnit între 1351 și 1369). Totodată, s-a constatat că limba thailandeză era deja folosită oficial, reflectând schimbările sociale ale populației din bazinul râului Chao Phraya.
Existența orașului Ayodhya Sri Rama Thep Nakhon este menționată și în cronica birmaneză Hmannan Yazawin, care pomenește despre războinicii Gywan, descendenți ai thai-yuanilor, care au mărșăluit spre regatul Thaton în 1056, conform inscripțiilor de la pagoda Arakan din Mandalay. Cronica notează că țara de sud-est a Gywanilor se numea și Ayoja. George Cœdès a interpretat termenii Ayoja sau Arawsa ca fiind echivalenți cu Ayutthaya sau Siam.
Analele Malay (Sulalatus Salatin) și Istoria Regatului Malay Patani (Sejarah Kerajaan Melayu Patani) susțin că, înainte de anul 1160, siamezii-thailandezi din Ayutthaya (denumiți Tai-Shan sau Siam-Asli, adică „siamezi aborigeni”) migraseră spre sud și pătrunseseră adânc în Peninsula Malay. Istoria Regatului Patani subliniază că conducătorii din Patani îi considerau pe siamezii din Ayutthaya ca egali, nu ca vasali – în contrast cu Sukhothai, în timpul extinderii sudice a Siamului. În secolul al XII-lea, malaezienii au fondat state precum Kedah, Melaka și Temasek, dar Patani și alte regiuni învecinate au rămas sub controlul siamezilor aborigeni.

#### Orașele pre-Ayutthaya
Săpături arheologice efectuate în apropierea Wat Khun Mueang Jai au scos la iveală urme de clădiri datând de dinainte de anii 1100. Templurile vechi din zona estică ar fi putut fi mănăstiri de pădure, similar cu modelul altor orașe timpurii. Au fost descoperite fragmente de ceramică datând din anii 1270.
Potrivit Cronicii Nordului, cea mai veche așezare a fost fondată în anul 934, pe malul sudic al râului Lopburi, în apropiere de actualul Wat Thammikarat, de către un membru al familiei regale din Bang Pan (astăzi în Phran Kratai, Kamphaeng Phet), pe nume Phra Maha Buddha Sakorn (พระมหาพุทธสาคร), care a condus orașul până la moartea sa, în 964. Succesorul său a fost detronat de Narai (de nu confundat cu regele Narai care a domnit între 1656 și 1688), fiul regelui Chadachota din Regatul Lavo, provenind din dinastia Suphannabhum.
Narai a redenumit orașul în Ayodhya (อโยธยา) și l-a stabilit ca noua capitală a regatului Lavo. Fosta capitală a fost astfel redenumită Lopburi. Se presupune că majoritatea locuitorilor Ayodhyei proveneau din Ayojjhapura, fosta capitală a Dvaravati, după prăbușirea acesteia în 946, precum și din Lavapura (capitala Lavo), ai cărei locuitori au fugit după ce orașul a fost distrus de Angkor în 1001.
Ascensiunea Ayodhyei a avut loc după căderea orașului Kamalanka (sau Mevilimbangam), situat la Nakhon Pathom, care a fost devastat de către imperiul Chola (în 1030) și de Pagan (în 1058). Ulterior, Ayodhya a devenit mai puternică decât Lopburi și alte orașe din câmpia Chao Phraya, profitând de declinul rețelei comerciale Srivijaya în secolul al XIII-lea.
După moartea lui Narai în 1087, Ayodhya a trecut prin lupte pentru putere timp de doi ani între nouă miniștri. În cele din urmă, Phra Chao Luang (พระเจ้าหลวง) a preluat conducerea și, în 1097, a mutat orașul mai la sud, pe malul estic al râului Chao Phraya, lângă gura râului Mae Bea, la sud de actualul Wat Phanan Choeng.
Cum nu avea moștenitori de sex masculin, Phra Chao Luang și-a căsătorit singura fiică cu Sai Nam Peung (สายน้ำผึ้ง), fiul lui Kraisornrat (ไกรศรราช), de origine mixtă Mon (din Chaliang) și Tai (din Chiang Saen), care era regele Lavapurei la acea vreme. Descendenții acestora, cunoscuți ulterior drept dinastia Uthong (Lavo), au condus Ayodhya până la fondarea tradițională a Regatului Ayutthaya în 1351.
În perioada pre-Ayutthaya, Ayodhya era menționată în texte chineze și vietnameze (Đại Việt) sub numele de Xian (暹; sau Siam), din anul 1149 și până la stabilirea oficială a Regatului Ayutthaya în 1351. Există numeroase înregistrări ale unor invazii ale Xian asupra Champa, Tumasik (actualul Singapore), Xili, Melayu și asupra Sultanatului Samudera Pasai din Sumatra. De asemenea, un basorelief celebru de la Angkor Wat prezintă mercenari ai armatei khmere, unii identificați ca provenind din syam-kuk, posibil „din țara Siam”. Nu este cert din ce grup etnolingvistic făceau parte acești mercenari, dar numeroși cercetători i-au identificat ca fiind siamezi.
În anul 1431, o navă din Ryukyu a raportat că „Regele din Xian l-a pedepsit pe fostul conducător al Palembangului și a pus un nou lider în funcție”.
Potrivit lucrării „Obiceiurile Cambodgiei” scrise de Zhou Daguan, delegat al dinastiei Yuan la Angkor între 1296–1297, poporul siamez exercita o influență semnificativă asupra Lavapurei (Lavo) și era prezent în număr mare în capitala khmeră Yasodharapura. Zhou Daguan a consemnat, de asemenea, că Cambodgia importa mătase și viermi de mătase din Xian și suferea din cauza atacurilor repetate ale acestor oameni. Astfel, invaziile siameze asupra Angkorului ar fi putut începe încă din anii 1290.
Cronicile laotiene Phra That Phanom menționează Ayodhya, înainte de formarea oficială a Regatului Ayutthaya, sub mai multe denumiri: Pahalanakhon (พาหละนคร), Dvaravati, și Sri Ayodhiya Dvaravati Nakhon (ศรีอโยธิยาทวารวดีนคร). La rândul său, Cronica Yonok din Lan Na se referă la Ayodhya în acea perioadă cu denumirea Guru Rath (กุรุรัฐ; adică „Țara lui Guru”), care este aproape identică cu Regatul Kolo 哥罗国 sau Kamalanka, menționat în mai multe texte chineze, existent între secolele I și XI. Era condus de Regele Guru Wongsa (กุรุวงศา; adică „Dinastia Guru”), iar poporul său era numit Khlom (กล๋อม), un termen care a fost greșit pronunțat până astăzi ca Khom.

#### Înfințarea tradițională a Ayutthaya
Ayutthaya a fost întemeiată în mod tradițional de regele Uthong la 4 martie 1351. Totuși, acest fapt a fost mult timp subiectul unor dezbateri academice. Potrivit lui Chris Baker și Pasuk Phongpaichit, există cel puțin șapte legende despre cine a fost Uthong: „un prinț nord-thailandez, un prinț chinez fugar venit de pe mare, un nobil khmer din Angkor, un conducător din una dintre orașele de pe coastă sau un Chola”. În afară de faptul că este considerat fondatorul legendar al Ayutthaya, singurul lucru cunoscut despre Uthong în cronici este anul morții sale.
Înainte de înființarea oficială a regatului, valea inferioară a râului Menam (Chao Phraya) a intrat într-o eră lipsită de conflicte în secolul al XII-lea; artefactele și ruinele datate între secolele XII–XIII descoperite în zonă indică o migrație masivă din vecinătăți, precum khmerii din est, monii din vest și grupuri tai-mon din nord. Mai multe mandale moderne au apărut 
ulterior, precum Suphannabhum, Phip Phli, Sukhothai, precum și regatul Ayutthaya.

### Dominanță maritimă timpurie
Între anii 1290 și 1490, Ayutthaya a trimis forțe spre sud, în peninsulă, și a cerut tribut de la principatele malaeze până la Temasek (Singapura – Singapore-ul modern) și Sumatra. La început, formațiunea statală Ayutthaya era o confederație orientată spre mare, mai asemănătoare cu politele malaeze din Asia de Sud-Est maritimă decât cu statele continentale precum Sukhothai și Orașele Nordice. Hărțile musulmane și europene din secolele al XV-lea și începutul secolului al XVI-lea marcau Peninsula Malaieză până la coasta Tenasserim ca făcând parte din Ayutthaya.

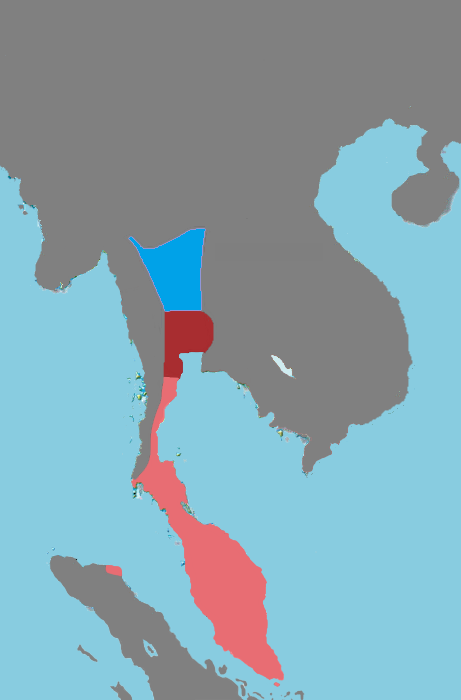
Regatul Ayutthaya (roșu) și Orașele Nordice (albastru) în secolul al XIV-lea

Ayutthaya nu păstra documente oficiale în acea perioadă, iar cronologia dinastică timpurie este, cel mai probabil, o fabricație a elitelor ulterioare care și-au scris propriile istorii: cronologia timpurie din cronicile palatului nu corespunde cu cea din cronicile templelor din Ayutthaya și nici cu înregistrările curții chineze.
Integritatea acestui mozaic de orașe din regatul timpuriu Ayutthaya era menținută în mare parte prin legături familiale, sub sistemul mandala. Regele Uthong l-a numit pe fiul său, Prințul Ramesuan, conducător al Lopburi (Lavo), pe fratele său, conducător al Praek Sriracha (în provincia Chainat de astăzi), și pe cumnatul său, Khun Luang Pa-ngua, conducător al Suphanburi. Conducătorul orașului Phetchaburi era o rudă mai îndepărtată. Regele desemna un prinț sau un membru al familiei regale să conducă un oraș, iar un astfel de oraș era numit Mueang Look Luang (thai: เมืองลูกหลวง – „oraș al prințului moștenitor”). Fiecare conducător de oraș depunea jurământ de loialitate regelui Ayutthaya, dar își păstra anumite privilegii.
Politica Ayutthayei timpurii era marcată de rivalitatea dintre cele două dinastii: dinastia Uthong, bazată în Lopburi (Lavo), și dinastia Suphannabhum, bazată în Suphanburi. Narațiunile tradiționale susțin că Ayutthaya a cucerit Sukhothai, Angkor etc., însă narațiunile moderne argumentează că cucerirea teritorială era o practică europeană, nu una tipică pentru Asia de Sud-Est. Mai degrabă, expansiunea Ayutthayei s-a produs prin fuziune politică și consolidare treptată între orașele din sudul peninsulei și cele din bazinul râului Chao Phraya, urcând spre nord.

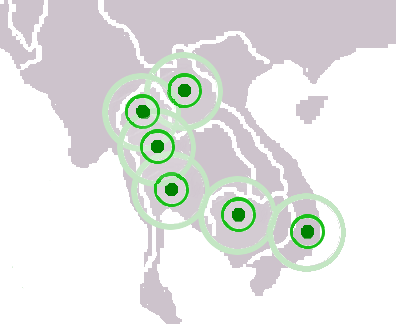
Mandale interconectate în jurul anului 1360: de la nord la sud — Lan Xang, Lanna, Orașele Nordice, Ayutthaya, Angkor și Champa

Cultura din Ayutthaya timpurie, descrisă de Ma Huan, scrib în timpul expedițiilor lui Zheng He, în secolul al XV-lea, prezenta orașul drept un port agitat, în care bărbații se antrenau pentru lupte pe apă, iar treburile cotidiene erau administrate de femei. Orașele de pe peninsulă se plângeau frecvent curții chineze despre atacurile constante ale siamezilor în acea perioadă.

### Epoca războaielor
Perioada dintre anii 1430 și 1600 a marcat o creștere accentuată a conflictelor armate în Asia de Sud-Est continentală. În anul 1500, portughezii au notat că Ayutthaya deținea 100 de elefanți; 50 de ani mai târziu, regatul avea 50.000 de elefanți. Ayutthaya a început să lanseze expediții militare terestre extinse spre vest și est. În vest, regatul a luptat pentru a cuceri orașele Tavoy, Mergui, Tenasserim și Martaban la sfârșitul secolului al XV-lea. Interesul crescând al Chinei Song pentru comerțul maritim la începutul mileniului al doilea a făcut ca schimburile comerciale dintre China și Oceanul Indian să devină extrem de profitabile. În anii 1430, Ayutthaya a atacat Angkor, dar nu a jefuit orașul, deși a instalat un conducător-marionetă pentru o scurtă perioadă.

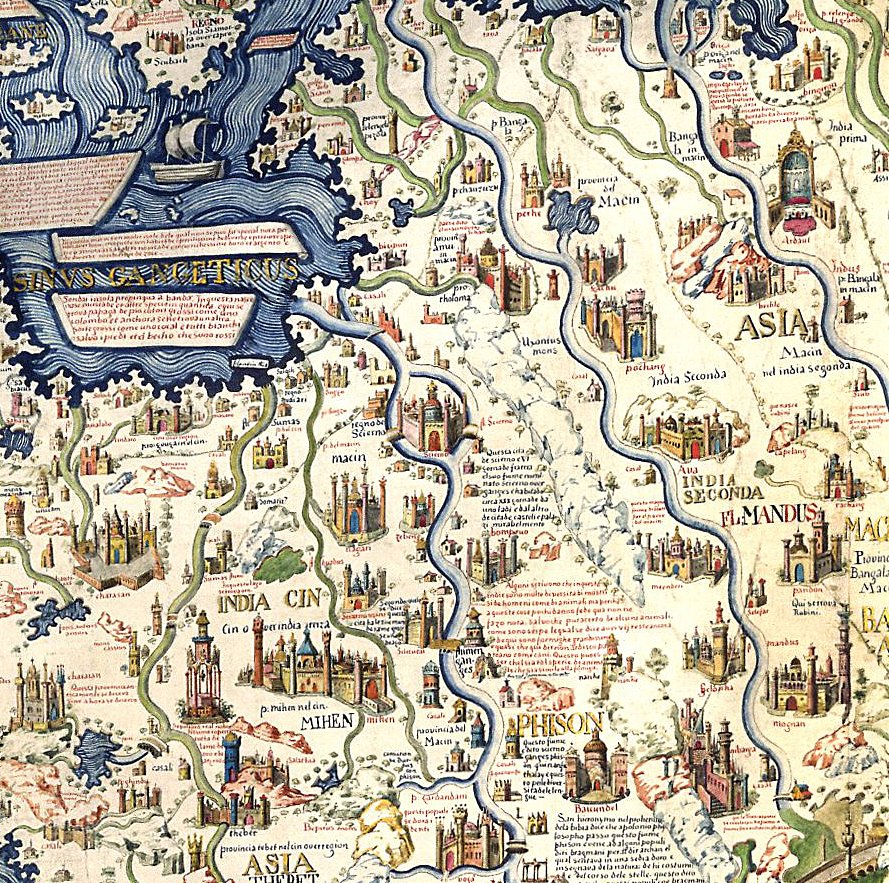
Ayutthaya este reprezentată pe harta lumii realizată de Fra Mauro (c. 1450) sub denumirea „Scierno”, derivată din persanul „Shahr-I-Naw”, care înseamnă „Oraș Nou”.

Codurile de Lege ale Palatului sub domnia lui Borommatrailokkanat reflectă noua atenție acordată războiului, prevăzând numeroase recompense pentru numărul de inamici decapitați. Introducerea elefanților, armelor de foc și mercenarilor a transformat războaiele din Asia de Sud-Est în conflicte cronice și deosebit de sângeroase. Până la sfârșitul secolului al XVI-lea, Pegu (Bago) s-a confruntat cu o revolta gravă a conscripților, phrai din Ayutthaya fugeau în păduri sau mituiau ofițerii de recrutare, iar construirea de ziduri de apărare tot mai solide a făcut ca războaiele să devină în mare parte ineficiente.

#### Tranziția către un stat continental
Regatul Ayutthaya a trecut de la un stat maritim la unul predominant continental în cursul secolelor al XV-lea și al XVI-lea. Absorbția Orașelor Nordice și schimbarea axei comerciale către rutele terestre interioare spre China au facilitat această schimbare de politică. Domnia regelui Borommatrailokkanat a reprezentat apogeul acestei fuziuni dintre bazinul central și Orașele Nordice, el fiind urmașul unor generații de căsătorii între elitele celor două regiuni.
Deși Borommatrailokkanat simboliza fuziunea dintre Nord și Sud, Regatul Lan Na, situat la nord de Ayutthaya (în actualul nord al Thailandei), a contestat influența în creștere a Ayutthayei asupra Orașelor Nordice. Războiul Ayutthaya–Lan Na a fost purtat pentru controlul Văii Superioare a râului Chao Phraya. Fie că a favorizat Orașele Nordice în detrimentul Ayutthayei, fie că a fost constrâns de necesitatea unei capitale mai apropiate de front, Borommatrailokkanat și-a mutat capitala la Phitsanulok. Lan Na a suferit mai multe înfrângeri, iar Borommatrailokkanat a încheiat pace în anul 1475.
Sfera de influență a Ayutthayei în josul peninsulei a fost contestată de Sultanatul Malacca. Ayutthaya a lansat mai multe campanii nereușite împotriva Malaccei, care beneficia de sprijin militar și diplomatic din partea Chinei Ming. La începutul secolului al XV-lea, amiralul Zheng He din flota Ming a stabilit o bază de operațiuni în orașul-port, făcând din acesta o poziție strategică pe care chinezii nu-și permiteau să o piardă în fața siamezilor. Sub această protecție, Malacca a prosperat, devenind unul dintre marii rivali ai Ayutthayei până la cucerirea sa de către portughezi. Concentrarea Ayutthayei asupra rutelor de transbordare din partea superioară a peninsulei a făcut ca regatul să nu lanseze expediții militare în partea inferioară a peninsulei sau împotriva statelor malay în secolul al XVI-lea.

#### Centralizarea și dominația lordilor nordici
Sfera de influență a Ayutthayei se întindea acum de la Orașele Nordice până la Peninsula Malaya, cu inima regatului centrată în vechea structură Ayutthaya-Suphanburi-Lopburi-Phetchaburi. Sistemul Muang Look Luang era inadecvat pentru a guverna teritorii relativ vaste. Guvernarea Ayutthayei a fost centralizată și instituționalizată sub regele Borommatrailokkanat prin reformele sale promulgate în Legea Palatină din 1455, care a devenit constituția Ayutthayei pentru restul existenței sale și a continuat să fie constituția Siamului până în 1892, deși în forme modificate. Guvernul central era dominat de sistemul Chatusadom (thai: จตุสดมภ์, lit. „Cei Patru Stâlpi”), în care curtea era condusă de doi prim-miniștri: Samuha Nayok, Prim-ministrul Civil, și Samuha Kalahom, Marele Comandant al Forțelor, care supravegheau afacerile civile și militare, respectiv. Sub autoritatea lui Samuha Nayok se aflau cele Patru Ministere. În provincii, regele trimitea nu „cârmuitori”, ci „guvernatori” pentru a administra orașele. Acestea erau conduse de nobili, nu de conducători cu privilegii, așa cum fusese anterior. A fost stabilită „Ierarhia Orașelor”, iar orașele au fost organizate în patru niveluri. Orașele mari, de nivel superior, aveau autoritate asupra orașelor secundare sau de nivel inferior.

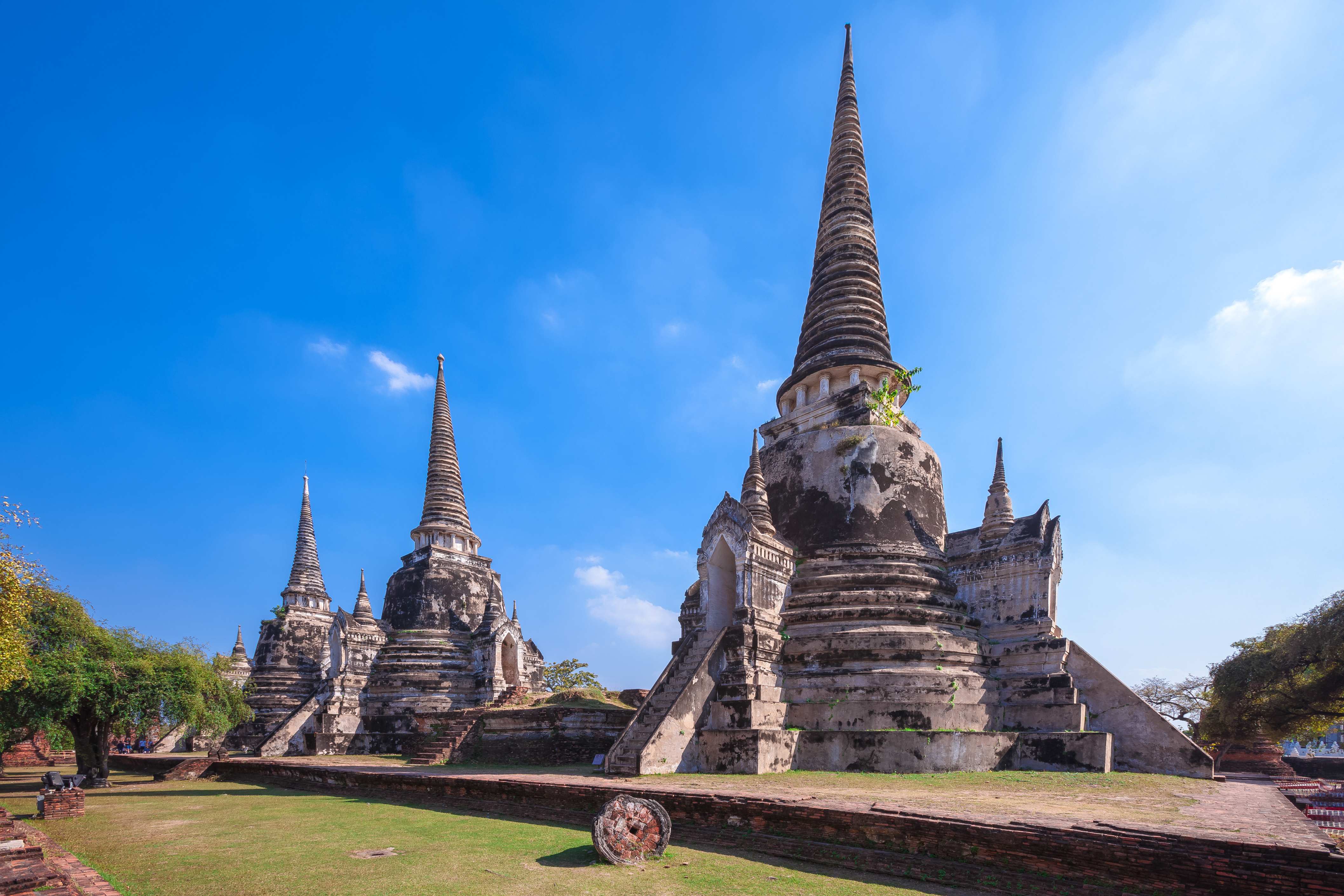
Cele trei pagode de la Wat Phra Si Sanphet adăpostesc rămășițele regilor Borommatrailokkanat, Borommarachathirat al III-lea și Ramathibodi al II-lea.

Creșterea bogăției Ayutthayei a dus la apariția unor lupte cronice pentru succesiunea la tronul regatului. Din cauza lipsei unei legi stabile privind succesiunea, începând din secolul al XVI-lea, fiecare succesiune era însoțită de guvernatori princiari sau demnitari puternici care, revendicând meritul propriu, își adunau trupele și mărșăluiau spre capitală pentru a-și susține pretențiile, culminând cu mai multe lovituri de stat sângeroase. Odată cu dominația clanului Suphanburi, acesta a trebuit să înfrunte nobilimea militaristă a Orașelor Nordice, care venea tot mai mult spre sud în căutare de bogății într-o Ayutthaya din ce în ce mai prosperă și mai puternică. Primele adevărate lupte de succesiune în Ayutthaya au avut loc la începutul secolului al XVI-lea, cu o implicare semnificativă a lordilor nordici. Sub domnia lui Maha Chakkraphat, aceștia, conduși de Lordul Phitsanulok, Maha Thammarachathirat, au devenit veritabili „regi-făuritori” în Ayutthaya. Ultimul pas în această tranziție a fost detronarea clanului Suphanburi de pe tronul Ayutthayei în urma capturării orașului de către birmanezi în 1569, ceea ce l-a adus pe Maha Thammarachathirat pe tronul Ayutthayei.
Secolul al XV-lea a marcat, de asemenea, un punct de cotitură în modul în care Ayutthaya se percepea pe sine. Regele Borommatrailokkanat a realizat un fel de ceremonie de încoronare, prima din istoria Ayutthayei, în anii 1460. Înainte de secolul al XV-lea, palatele și templele Ayutthayei erau inferioare în măreție celor din orașe precum Sukhothai și Phitsanulok. Până la începutul secolului al XVI-lea, Ayutthaya rivaliza deja cu competitorii săi regionali în privința măreției urbane, construind wat-uri (temple) și palate magnifice pentru regi, având un număr considerabil de state tributare.

#### Primele războaie birmaneze

Invazia Ayutthayei de către regele Tabinshwehti din Pegu în perioada 1547–1549.

Începând cu mijlocul secolului al XVI-lea, regatul a fost supus unor atacuri repetate din partea dinastiei Taungoo din Birmania. Războiul birmano-siamese (1547–1549) s-a soldat cu un asediu eșuat al Ayutthayei de către birmanezi. Un al doilea asediu (1563–1564), condus de regele Bayinnaung, l-a forțat pe regele Maha Chakkraphat să se predea în 1564. Familia regală a fost dusă la Pegu (Bago), iar al doilea fiu al regelui, Mahinthrathirat, a fost instalat ca rege vasal.
În 1568, Mahinthrathirat s-a revoltat după ce tatăl său a reușit să se întoarcă din Pegu ca călugăr budist. Asediul care a urmat, al treilea, a dus la cucerirea Ayutthayei în 1569, iar Bayinnaung l-a numit pe Maha Thammarachathirat (cunoscut și ca Sanphet I) drept rege vasal, instaurând dinastia Sukhothai.
În mai 1584, la mai puțin de trei ani după moartea lui Bayinnaung, Uparaja Naresuan (sau Sanphet II), fiul lui Sanphet I, a proclamat independența Ayutthayei. Această proclamație a dus la invazii repetate din partea Birmaniei, pe care siamezii le-au respins, culminând cu un duel celebru între elefanți, în 1593, între regele Naresuan și moștenitorul tronului birman, Mingyi Swa, în timpul celui de-al patrulea asediu al Ayutthayei, în care Naresuan l-a ucis pe Mingyi Swa,  deși existența acestei bătălii este contestată de unii istorici moderni, cum ar fi Sulak Sivaraksa. Astăzi, această victorie siameză este comemorată anual pe 18 ianuarie ca Ziua Forțelor Armate Regale Thailandeze.
Mai târziu, în același an, a izbucnit din nou războiul (Războiul birmano-siamez din 1593–1600), când siamezii au invadat Birmania, ocupând mai întâi provincia Tanintharyi în sud-estul Birmaniei în 1593, apoi orașele Moulmein și Martaban în 1594. În 1599, siamezii au atacat orașul Pegu, dar au fost în cele din urmă respinși de rebelii birmani care l-au asasinat pe regele Nanda Bayin și au preluat puterea.
În 1613, după ce regele Anaukpetlun a reunificat Birmania și a preluat controlul, birmanezii au invadat teritoriile siameze din provincia Tanintharyi și au cucerit Tavoy. În 1614, birmanezii au invadat Lan Na, care la acea vreme era un vasal al Ayutthayei. Luptele dintre birmanezi și siamezi au continuat până în 1618, când un tratat a pus capăt conflictului. În acel moment, Birmania deținea controlul asupra Lan Na, în timp ce Ayutthaya și-a păstrat controlul asupra părții sudice a Tanintharyi (la sud de Tavoy).

### Pace și comerț

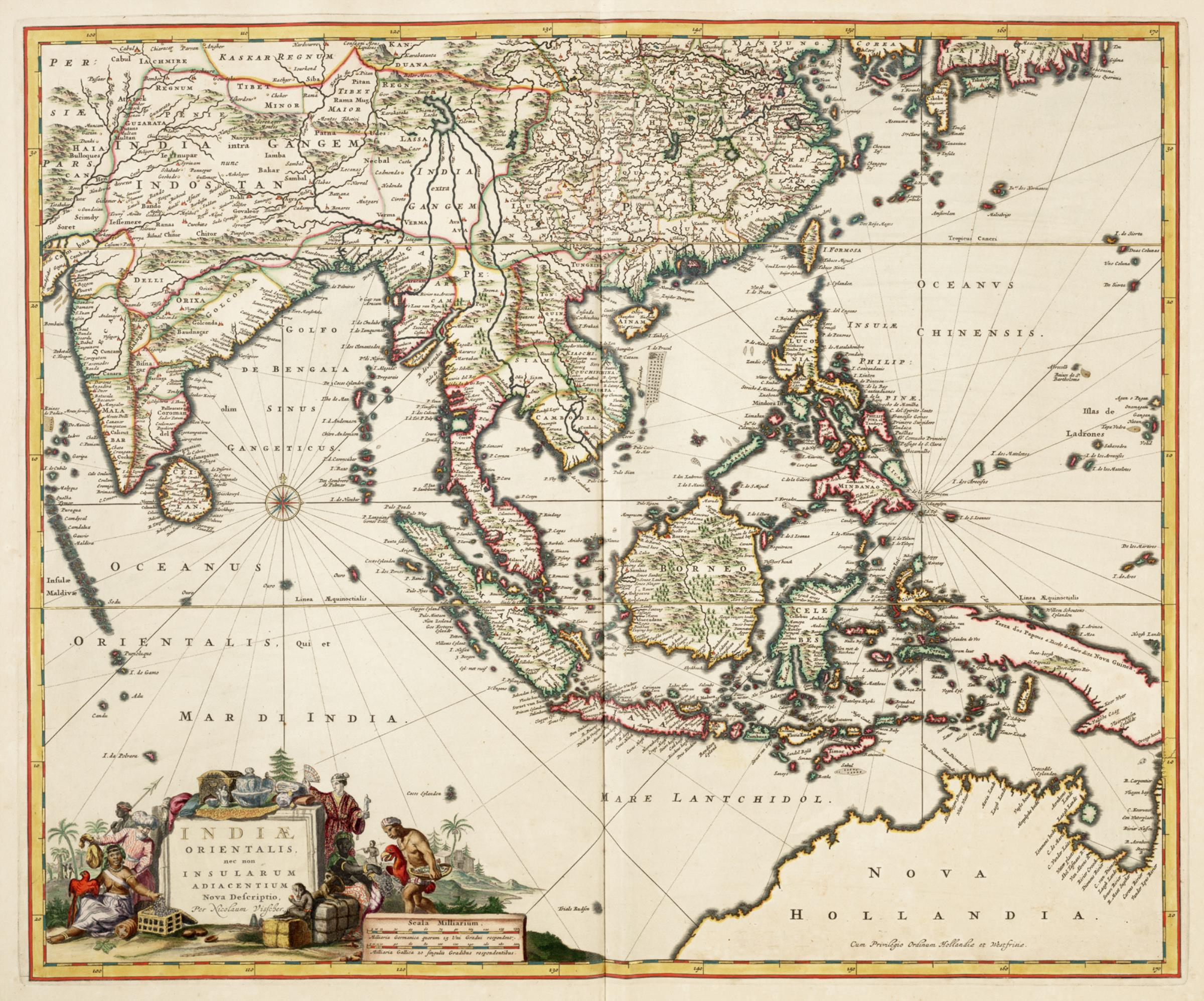
Hartă a Asiei de Sud-Est, publicată de Nicolaas Visscher II (1649–1702). Harta arată întreaga zonă de comerț a Companiei Olandeze a Indiilor de Est (VOC).

Încetarea războaielor în jurul anului 1600 a dus la o perioadă prelungită de pace și comerț, care a început odată cu domnia regelui Ekathotsorot. Cucerirea Malaccăi de către portughezi și olandezi i-a determinat pe comercianții asiatici să o evite, traversând ruta de portaj de la mijlocul peninsulei, aflată sub controlul Ayutthayei. Aceasta a fost o perioadă a marilor imperii asiatice: Imperiul Otoman, Imperiul Safavid, Imperiul Mughal, China Ming și Qing, și Japonia Tokugawa. Astfel, Ayutthaya a devenit un intermediar comercial profitabil între imperiile globale ale Lumii Moderne Timpurii. Regii și nobilii s-au orientat către vânătoare, comerț și competiția pentru tron odată cu încheierea războaielor.
Această perioadă a Ayutthayei este caracterizată și de apariția absolutismului mercantil, în care regele deținea un monopol virtual asupra tuturor veniturilor regatului, ceea ce îi permitea să construiască noi temple și palate, să sponsorizeze ceremonii și să învăluie monarhia într-un misticism ritualic. Regele avea puterea de a numi guvernatori ai orașelor din mueang-urile (orașele) interioare ale Ayutthayei, precum și miniștri responsabili de guvern. Acest fapt a făcut ca ținta tronului să devină mult mai atractivă și mai recompensatoare decât înainte. Să reușești să îți impui candidatul pe tron aducea recompense uriașe atât pentru câștigătorul coroanei, cât și pentru susținătorii săi. Posibilitatea de a numi un Front Palace (prinț moștenitor) era eficientă în vremuri de război, dar în timp de pace devenea o sabie cu două tăișuri. Străinii, datorită lipsei de conexiuni în regat, ajungeau adesea oficiali proeminenți în curtea Ayutthayei în această perioadă.

#### Dinastia Phitsanulok târzie până la începutul dinastiei Prasat Thong

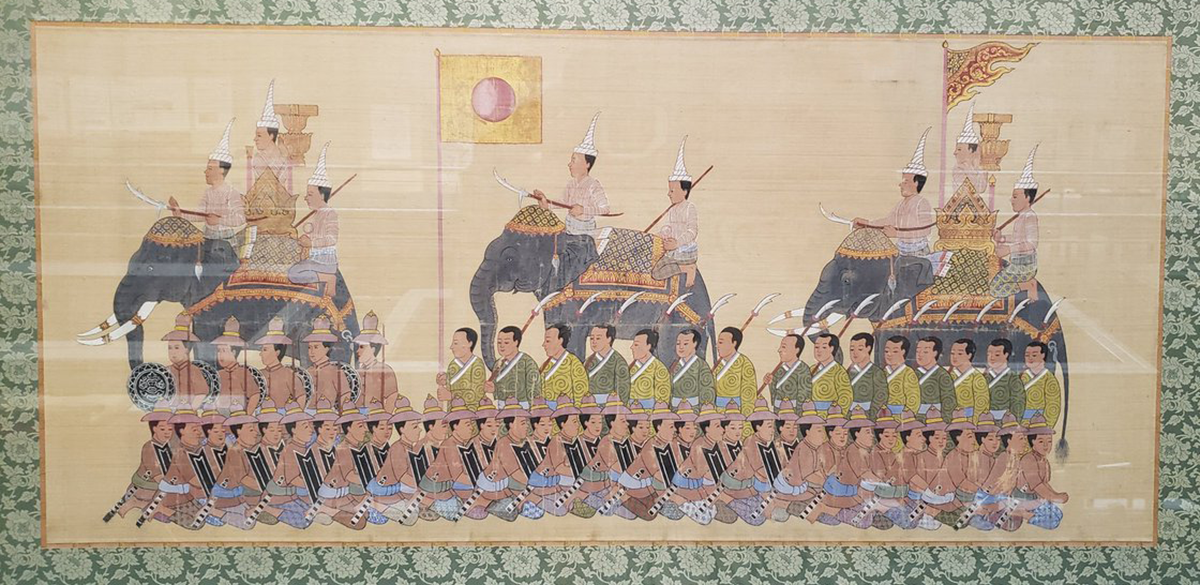
În această pictură siameză este ilustrat armata de mercenari condusă de aventurierul japonez Yamada Nagamasa, care a jucat un rol crucial în intriga de curte din prima jumătate a secolului al XVII-lea.

În 1605, Naresuan a murit din cauza unei boli în timpul unei campanii împotriva unui conflict rezultat din revărsarea burmeză în regiunea Shan, lăsând un regat siamez considerabil extins care urma să fie condus de fratele său mai mic, Ekathotsarot (Sanphet III).  Domnia lui Ekathotsarot a fost marcată de stabilitate pentru Siam și sfera sa de influență, precum și de creșterea interacțiunilor externe, în special cu Republica Olandeză, Imperiul Portughez și Șogunatul Tokugawa (prin intermediul navelor cu Sigiliu Roșu), printre alții. De fapt, reprezentanți din multe țări străine au început să ocupe funcții în administrația civilă și militară a Siamului – comercianții și mercenarii japonezi conduși de Yamada Nagamasa, de exemplu, aveau o influență considerabilă asupra regelui
Epoca lui Ekathotsarot s-a încheiat odată cu moartea sa în 1610/11. Problema 

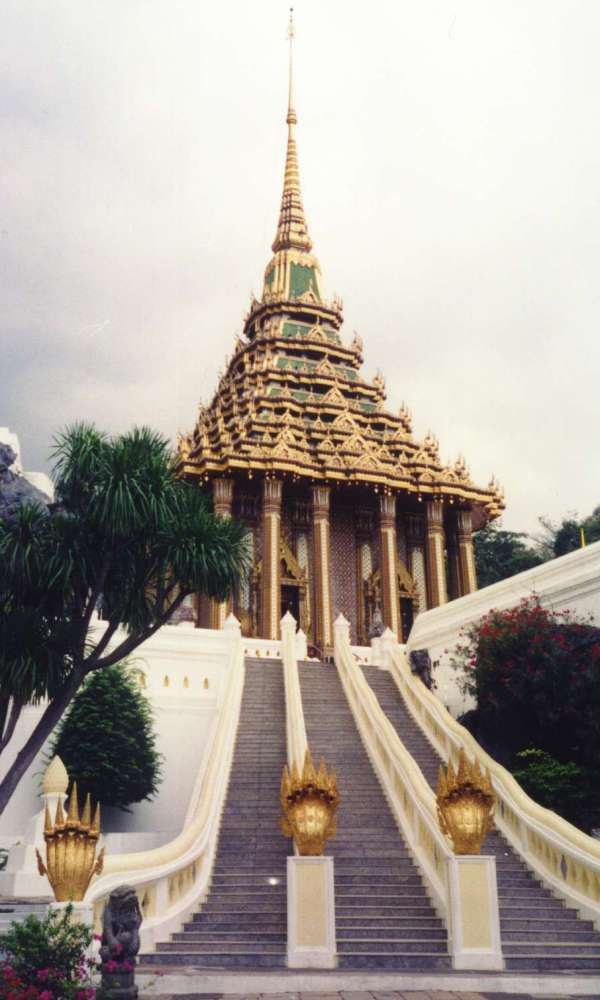
Wat Phra Phutthabat, Saraburi, construit de Regele Songtham ca un loc regal de pelerinaj.

succesiunii sale a fost complicată de presupusa sinucidere a fiului său legitim cel mare, Suthat, în timp ce cel de-al doilea fiu legitim, Si Saowaphak, nu a fost niciodată desemnat legal moștenitor de către Ekathotsarot însuși. Cu toate acestea, Si Saowaphak a succedat tronul împotriva dorințelor tatălui său decedat și a condus o domnie scurtă și ineficientă în care a fost răpit și ținut ostatic de comercianți japonezi, apoi asasinat.  După acest episod, regatul a fost predat lui Songtham, un fiu secundar al lui Ekathotsarot și o concubină de rang întâi. Songtham a restabilit temporar stabilitatea în Ayutthaya și s-a concentrat pe proiecte religioase, în special construirea unui mare templu la Wat Phra Phutthabat. În politica externă, Songtham a pierdut suzeranitatea asupra Lan Na, Cambodgiei și Tavoy-ului, a alungat portughezii, și a extins legăturile comerciale ale Siamului incluzând Compania Engleză a Indiilor de Est și Compania Franceză a Indiilor de Est, împreună cu noi colonii comerciale în Siam care reprezentau comunități din toată Asia.  În plus, Songtham a menținut serviciile lui Yamada Nagamasa, ale cărui mercenari japonezi serveau acum ca gardă regală a regelui.
Pe măsură ce viața lui Songtham începea să se stingă, problema succesiunii a generat din nou conflicte, când atât fratele regelui Songtham, prințul Sisin, cât și fiul său, prințul Chetthathirat, au găsit sprijin pentru pretențiile lor în curtea siameză. Deși tradiția thailandeză favoriza de obicei frații în locul fiilor în chestiunile de moștenire, Songtham a apelat la ajutorul verișorului său influent, Prasat Thong, pentru a asigura că fiul său va moșteni regatul. Când Songtham a murit în 1628, Prasat Thong a folosit alianța sa cu mercenarii lui Yamada Nagamasa pentru a-i epura pe toți cei care susțineau pretenția prințului Sisin, capturându-l și executându-l în cele din urmă.  Curând, Prasat Thong a devenit mai puternic în Siam decât noul rege încoronat, Chetthathirat, și prin alte intrigi a orchestrat o lovitură de stat în care Chetthathirat a fost detronat și executat în favoarea fratelui său mai mic, Athittayawong, pe care Prasat Thong intenționa să îl folosească ca rege-marionetă.

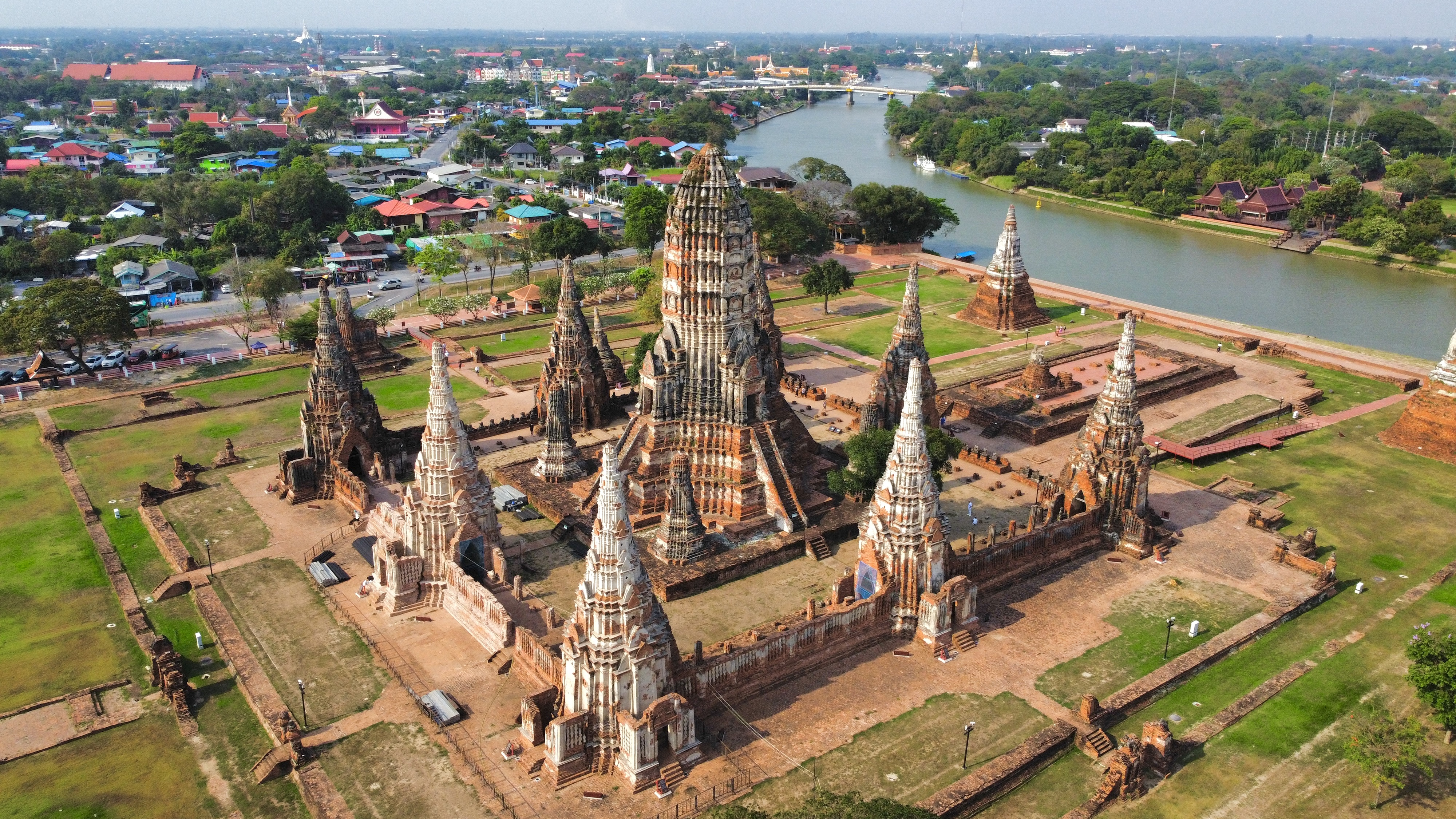
Wat Chaiwatthanaram, construit de Regele Prasat Thong în perioada Epocii Păcii și Comerțului (1600–1688).

Această formă de guvernare a întâmpinat rapid rezistență din partea unor facțiuni din curtea thailandeză nemulțumite de ideea de a avea doi conducători de facto. Deoarece Prasat Thong conducea Siamul în toate, cu excepția numelui, în calitate de Kalahom, a optat să rezolve problema prin organizarea detronării finale și execuției regelui-copil în 1629. Astfel, Prasat Thong a uzurpat complet regatul prin dubla (poate chiar tripla) regicidă, stingând dinastia Sukhothai la 60 de ani după instalarea sa de către birmanezi.  Mulți dintre foștii aliați ai regelui Prasat Thong și-au abandonat cauza după urcarea sa pe tron. În cursul reprimării acestei rezistențe, Prasat Thong l-a asasinat pe fostul său aliat Yamada Nagamasa în 1630 (care se opunea acum loviturii de stat a lui Prasat Thong), și a expulzat prompt toți japonezii rămași din Siam. Deși o comunitate de exilați japonezi a fost în cele din urmă primită înapoi în țară, acest eveniment marchează sfârșitul relației formale de lungă durată a Șogunatului Tokugawa cu Regatul Ayutthaya.

#### Influențe persane și franceze
La moartea sa în 1656, Regele Prasat Thong a fost succedat inițial de fiul său cel mare, Chai, care a fost aproape imediat detronat și executat de fratele regelui decedat, Si Suthammaracha, care, la rândul său, a fost învins în luptă individuală de nepotul său, Narai. Narai și-a consolidat în cele din urmă poziția ca rege al Ayutthaya cu sprijinul unei facțiuni curtene formate în mare parte din străini, grupuri marginalizate în timpul domniei tatălui său, Prasat Thong. Printre susținătorii săi s-au numărat, în mod notabil, mercenari persani, olandezi și japonezi. Nu este, așadar, o surpriză că epoca regelui Narai a fost una a unui Siam extrovertit. Comerțul extern a adus Ayutthaya nu doar obiecte de lux, ci și arme și tehnologie nouă. La mijlocul secolului al XVII-lea, în timpul domniei lui Narai, Ayutthaya a devenit foarte prosperă.
În 1662 a izbucnit din nou războiul între Burma și Ayutthaya (Războiul burmez-siam (1662-1664)) când regele Narai a încercat să profite de tulburările din Burma pentru a prelua controlul asupra Lan Na. Luptele de-a lungul graniței au durat doi ani, iar la un moment dat Narai a capturat Tavoy și Martaban. În cele din urmă, lipsa proviziilor a forțat pe Narai și pe siamezi să se retragă în limitele lor teritoriale. În timp ce prospera comercial, domnia lui Narai a fost și social tumultoasă. O mare parte din aceste conflicte se datorau luptei pentru influență între companiile comerciale olandeze, franceze și engleze, 

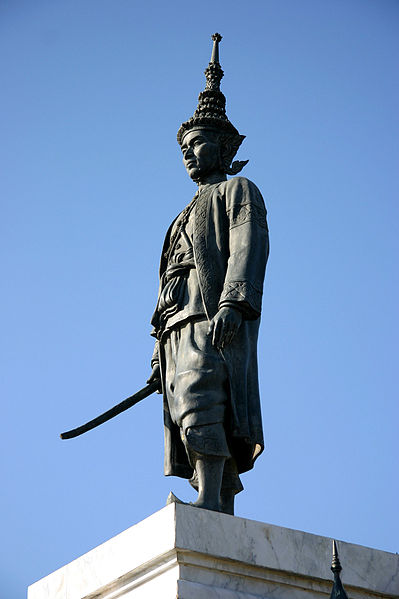
Statuia regelui Narai, realizată în 1966, situată lângă sediul provincial din Lopburi.

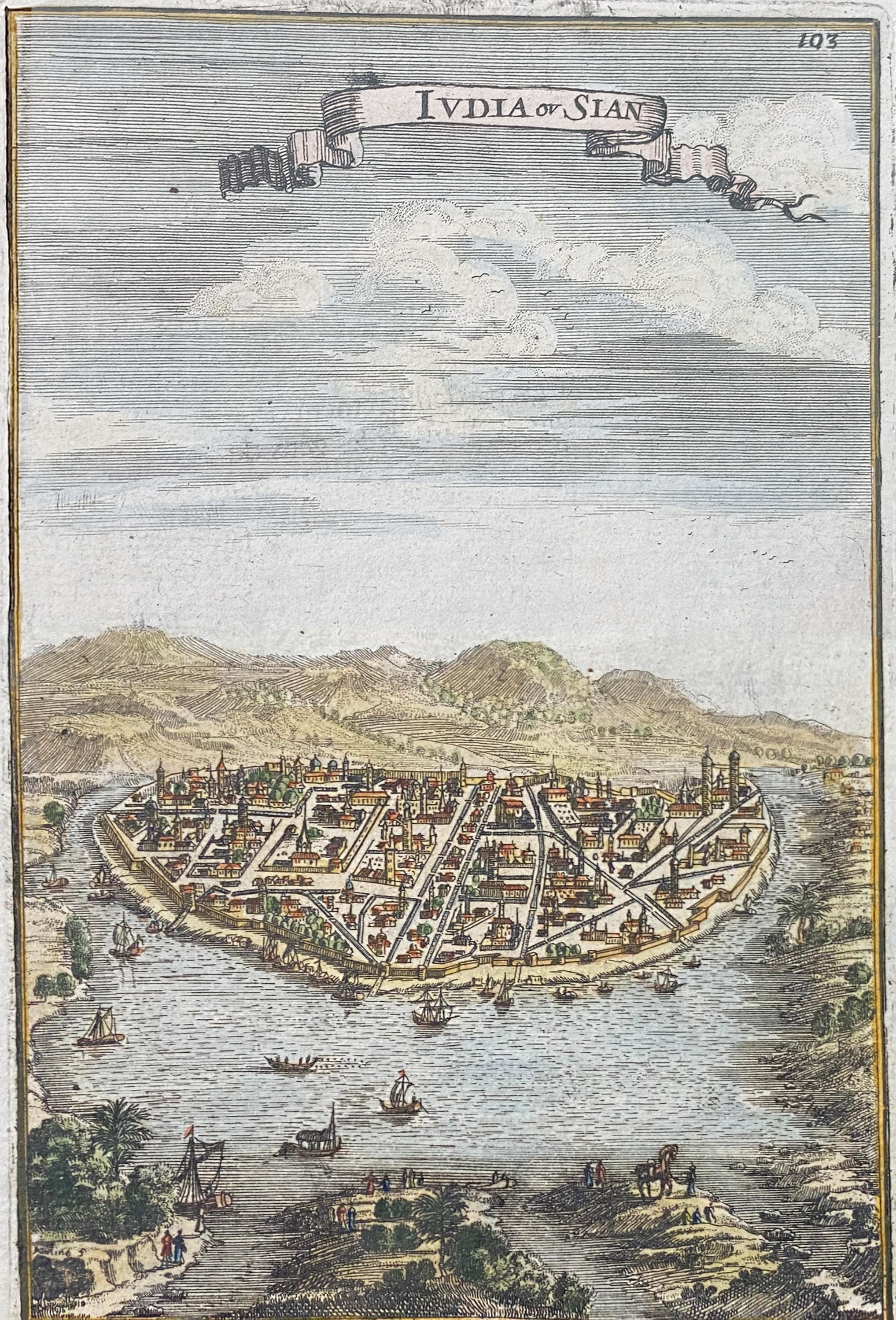
Vedere a orașului Ayutthaya, realizată de Alain Mallet în 1683.

care operau în Siam cu o intensitate fără precedent datorită rolului de centru comercial al Siamului,
încurajat de Narai. Dintre aceste influențe străine concurente, Narai a favorizat relațiile cu francezii, fiind precaut față de creșterea posesiunilor coloniale olandeze și engleze în Marea Chinei de Sud. Curând, Narai a început să primească comunități de iezuiți francezi la curtea sa și să urmărească legături mai strânse atât cu Franța, cât și cu Vaticanul. Misiunile diplomatice numeroase desfășurate de Narai în țări îndepărtate sunt unele dintre cele mai remarcabile realizări ale domniei sale. Narai a închiriat porturile Bangkok și Mergui francezilor și a încorporat mulți generali francezi în armata sa pentru a o antrena în strategii occidentale și pentru a supraveghea construcția de forturi în stil european. În această perioadă, Narai a părăsit capitala tradițională Ayutthaya pentru un nou palat proiectat de iezuiți în Lopburi.
Pe măsură ce prezența catolică creștea în Siam și un număr fără precedent de forturi franceze erau ridicate și garnizionate pe terenurile închiriate de Narai, o facțiune de curteni locali, clerici budiști și alte elemente non-catolice și/sau non-franceze din curtea lui Narai a început să resimtă cu 

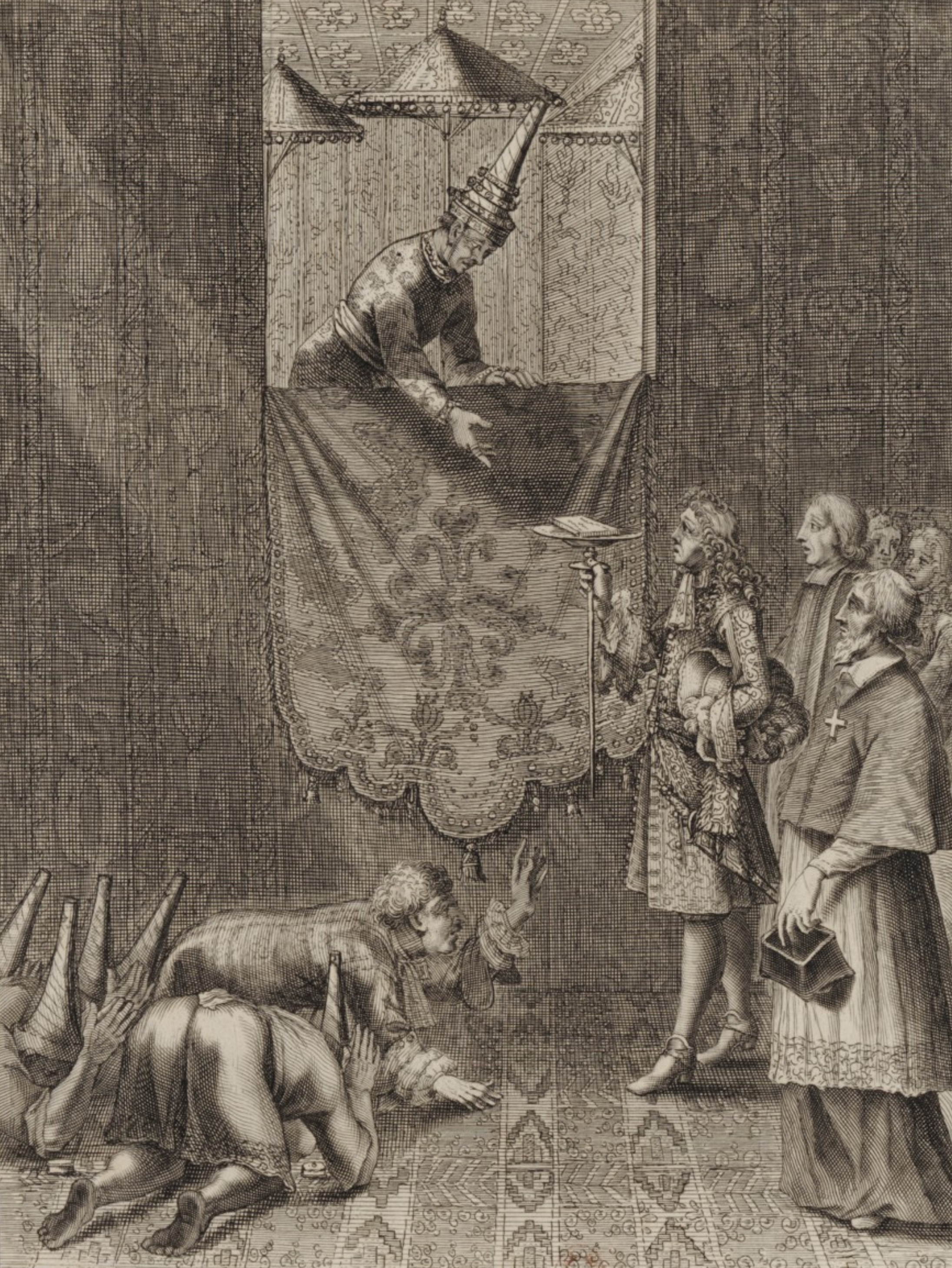
Ambasadorul francez Chevalier de Chaumont prezintă o scrisoare de la Ludovic al XIV-lea regelui Narai. Constance Phaulkon este văzut făcând o plecăciune (kowtow) în colțul din stânga jos al gravurii.

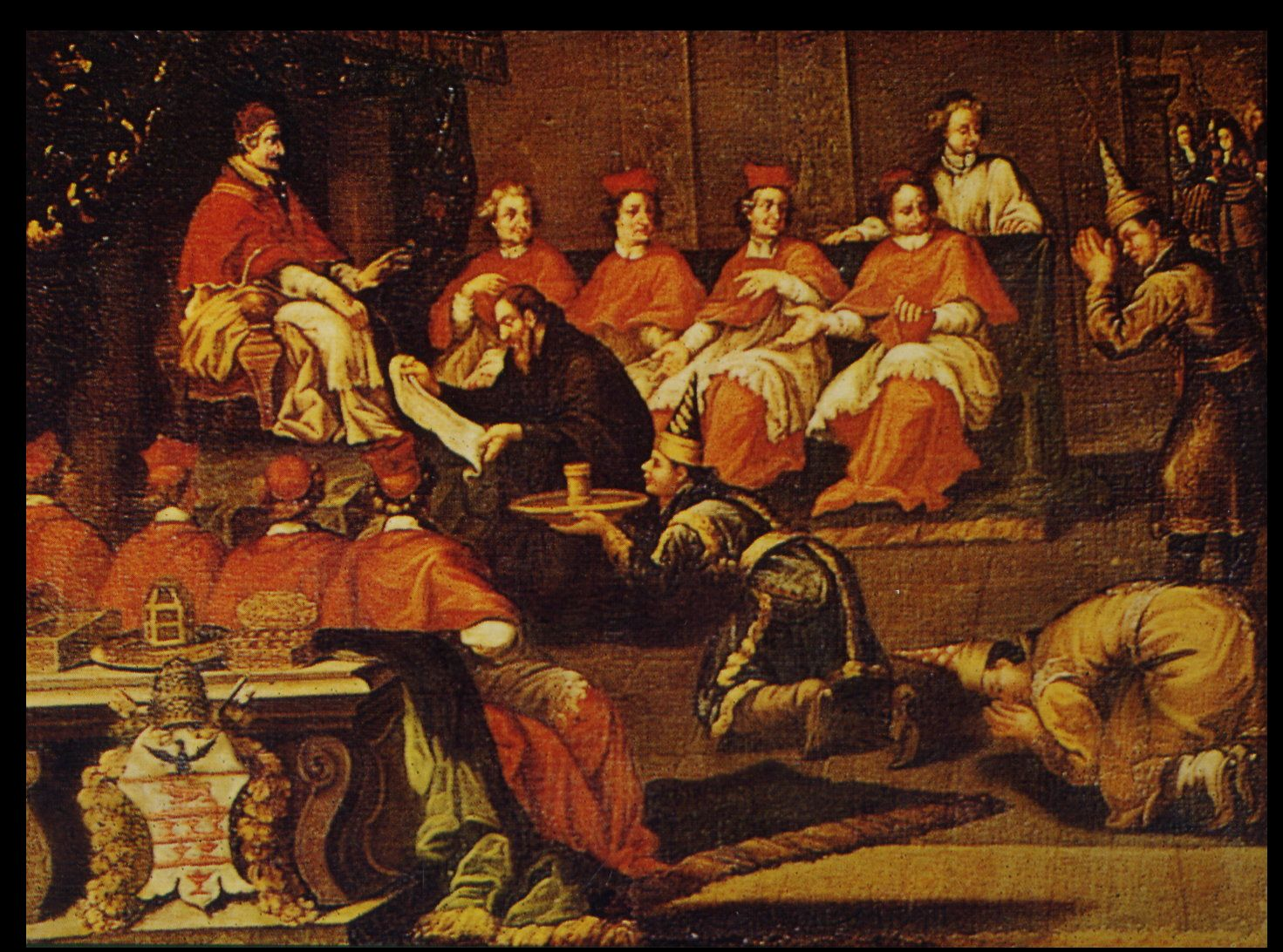
Ambasada siameză, cu părintele Guy Tachard întâlnindu-se cu Papa Inocențiu al XI-lea, 23 decembrie 1688.

ostilitate tratamentul favorabil primit de interesele franceze în timpul domniei sale. Această atitudine ostilă a fost îndreptată în special împotriva lui Constantine Phaulkon, un aventurier grec catolic și susținător al influenței franceze, care a urcat până la rangul de prim-ministru și consilier principal pentru afacerile externe ale lui Narai. O mare parte din aceste tulburări au fost de natură religioasă, deoarece iezuiții francezi încercau deschis să-l convertească pe Narai și pe familia regală la catolicism. Narai a fost vizat nu doar de convertirea catolică, ci și de musulmanii persani, cham și makassar din curtea sa, dintre care ultimii au inițiat o revoltă nereușită în 1686 pentru a-l înlocui pe Narai cu un rege marionetă musulman. Deși facțiunea anti-străină era în principal preocupată de influența catolică, există dovezi că Narai era interesat și de Islam și nu dorea să se convertească complet la niciuna dintre religii.

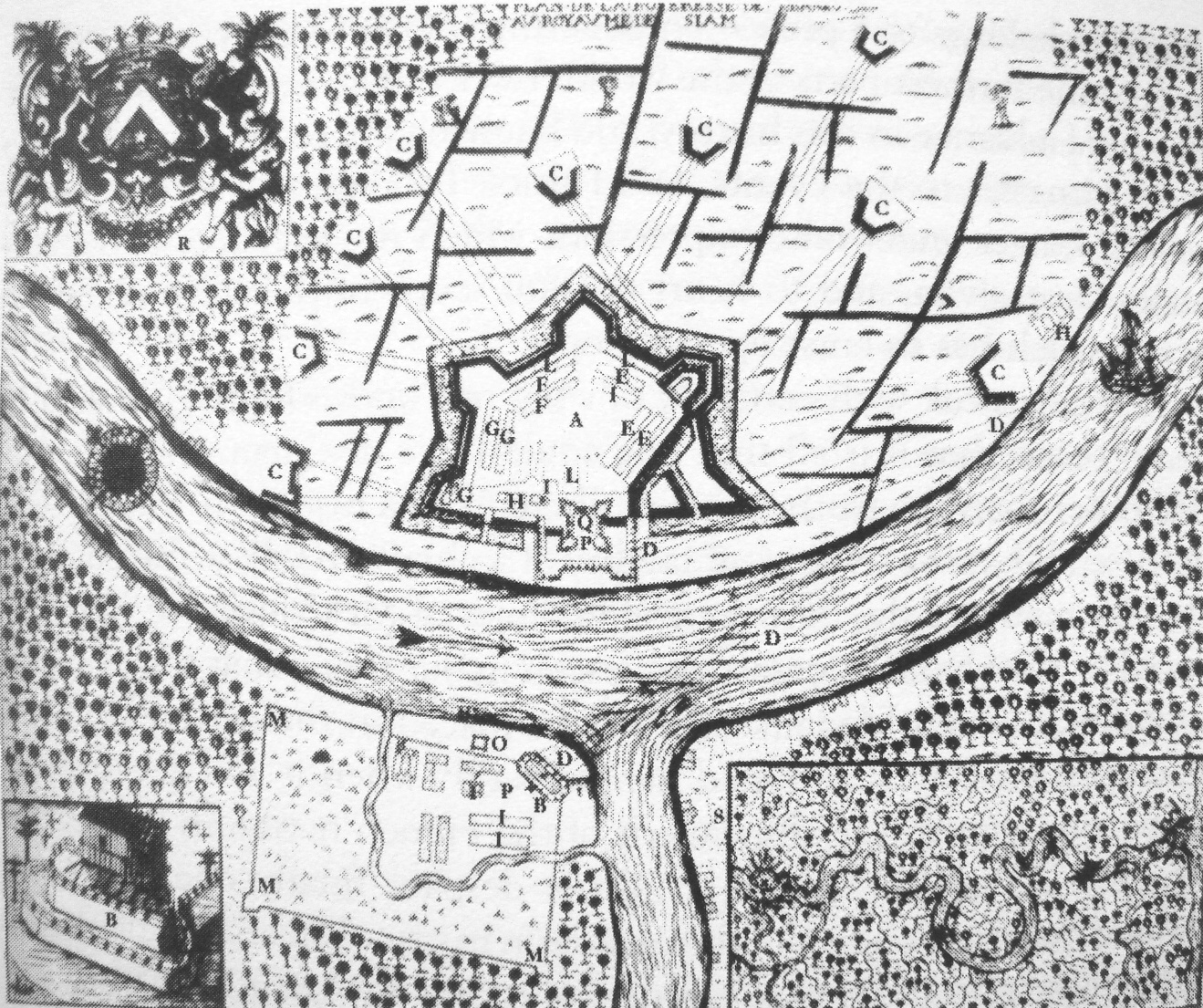
Asediul fortăreței franceze din Bangkok de către forțele revoluționare siameze ale lui Phetracha în anul 1688.

Cu toate acestea, o facțiune nemulțumită condusă de celebrul comandant al elefanților lui Narai, Phetracha, plănuia de mult un complot pentru a-l îndepărta pe Narai. Când regele s-a îmbolnăvit grav în mai 1688, Phetracha și complicii săi l-au arestat împreună cu Phaulkon și mulți membri ai familiei regale, pe care i-au executat, cu excepția lui Narai, care a murit în captivitate în iulie aceluiași an. Cu regele și urmașii săi eliminați, Phetracha a uzurpat tronul și s-a încoronat oficial rege al Ayutthaya pe 1 august.
Regele Phetracha a recucerit aproape imediat Mergui de sub controlul francez și a început asediul decisiv al Bangkokului, care s-a încheiat cu retragerea oficială a francezilor din Siam. Domnia lui Phetracha însă nu a fost stabilă. Mulți guvernatori provinciali ai săi au refuzat să-i recunoască legitimitatea, iar rebeliunile susținătorilor lui Narai au continuat mulți ani. Cel mai important efect al revoluției a fost refuzul lui Phetracha de a continua misiunile diplomatice externe inițiate de Narai. Regele Phetracha a decis să inverseze multe dintre deciziile lui Narai și a închis aproape toate formele de interacțiune europeană, cu excepția relațiilor cu olandezii.

### Perioada târzie a Regatului Ayutthaya

#### Prosperitate continuă și legături intensificate cu China

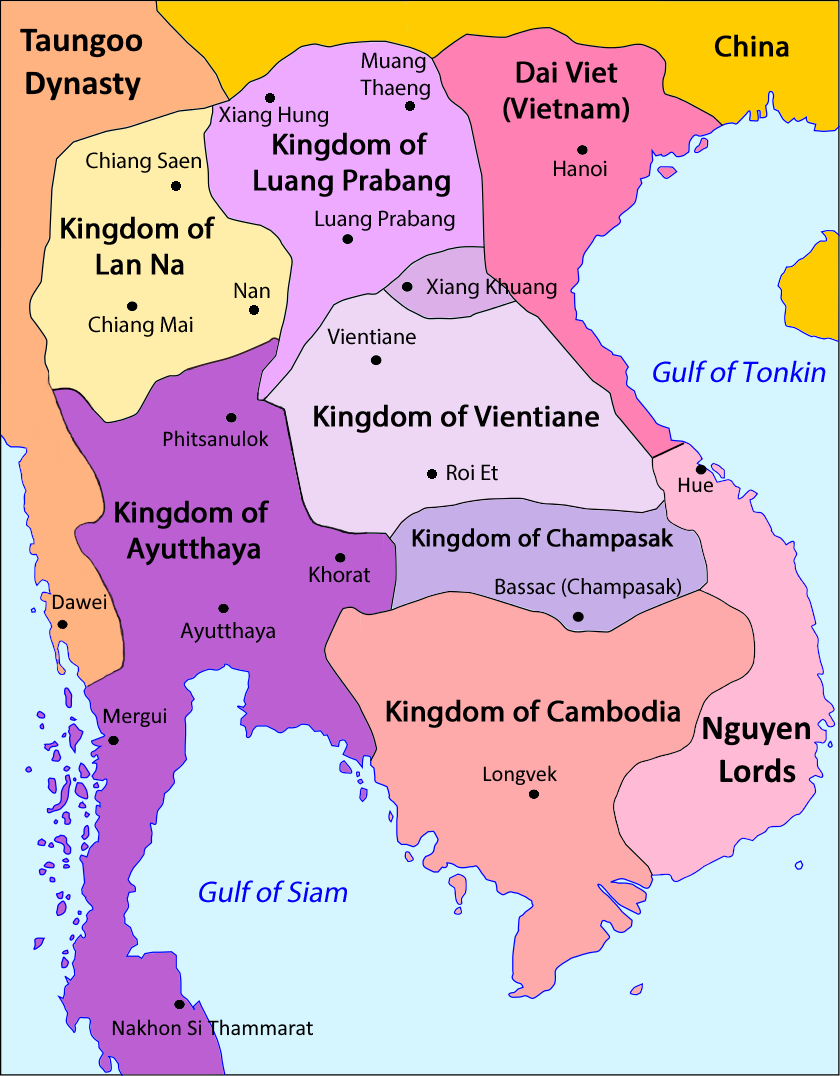
Ayutthaya și Asia de Sud-Est continentală în anul 1707. Notă: granițele politice din Asia de Sud-Est au rămas relativ nedefinite până în perioada modernă.

În ciuda plecării majorității europenilor din Ayutthaya, prezența lor economică în regat era neglijabilă în comparație cu comerțul dintre Ayutthaya și China-Oceanul Indian. Lieberman, ulterior susținut de Baker și Phongpaichit, respinge ideea că presupusa izolare a Siamului de comerțul global, după plecarea francezilor și englezilor în 1688, ar fi dus la declinul treptat al Ayutthaya, culminând cu distrugerea sa de către birmanii în 1767, afirmând:
„Este clar, însă, că sfârșitul anilor 1600 și mai ales începutul anilor 1700 a inaugurat o perioadă nu de declin susținut, ci de vitalitate economică asistată de chinezi, care avea să continue până în secolul al XIX-lea.”
În schimb, secolul al XVIII-lea a fost, probabil, cel mai prosper din istoria Regatului Ayutthaya, în special datorită comerțului cu China Qing. Creșterea populației Chinei în secolele XVII–XVIII, alături de penurii de orez și foamete în sudul Chinei, au făcut ca aceasta să fie dornică să importe orez din alte națiuni, în special din Ayutthaya. În perioada târzie a Ayutthaya (1688–1767), populația chineză din regat s-a triplat, posibil, ajungând la 30.000 de persoane între 1680 și 1767. Chinezii au jucat un rol esențial în stimularea economiei Ayutthaya în ultimul secol de existență al regatului și, ulterior, au fost esențiali în redresarea rapidă a Siamului după invaziile birmaneze din anii 1760, monarhii post-Ayutthaya (Taksin și Rama I) având legături apropiate, de sânge și politice, cu această comunitate sino-siameză.
Conflicte de succesiune și corupție
Între 1600 și 1767, toate succesiunile regale, cu excepția a două, au fost contestate prin mici războaie civile în capitală. Tronul devenise o sursă de putere și bogăție atât de mare în cei 150 de ani de prosperitate, încât mulți prinți aveau ambiții să îl preia. Un nobil din Ayutthaya din secolul al XVIII-lea se plângea că o mare parte a oficialilor curții și a generalilor capabili fuseseră uciși în numeroasele lupte pentru succesiune din ultimii 90 de ani. Ultimul monarh, Ekkathat, împreună cu fratele său, Uthumphon, l-au subminat pe prințul Thammathibet, Uparaj al Palatului din Față și moștenitor desemnat al tatălui său, regele Borommakot, instigând sau expunând relația acestuia cu două dintre concubinele regelui. Prințul Thammathibet a fost executat pentru presupusele sale crime.
Corupția era răspândită din cauza prosperității economice. Cumpărarea de funcții și mita pentru posturi politice deveniseră practici obișnuite.
Introducerea capitalismului, ascensiunea oamenilor de rând și proto-naționalismul

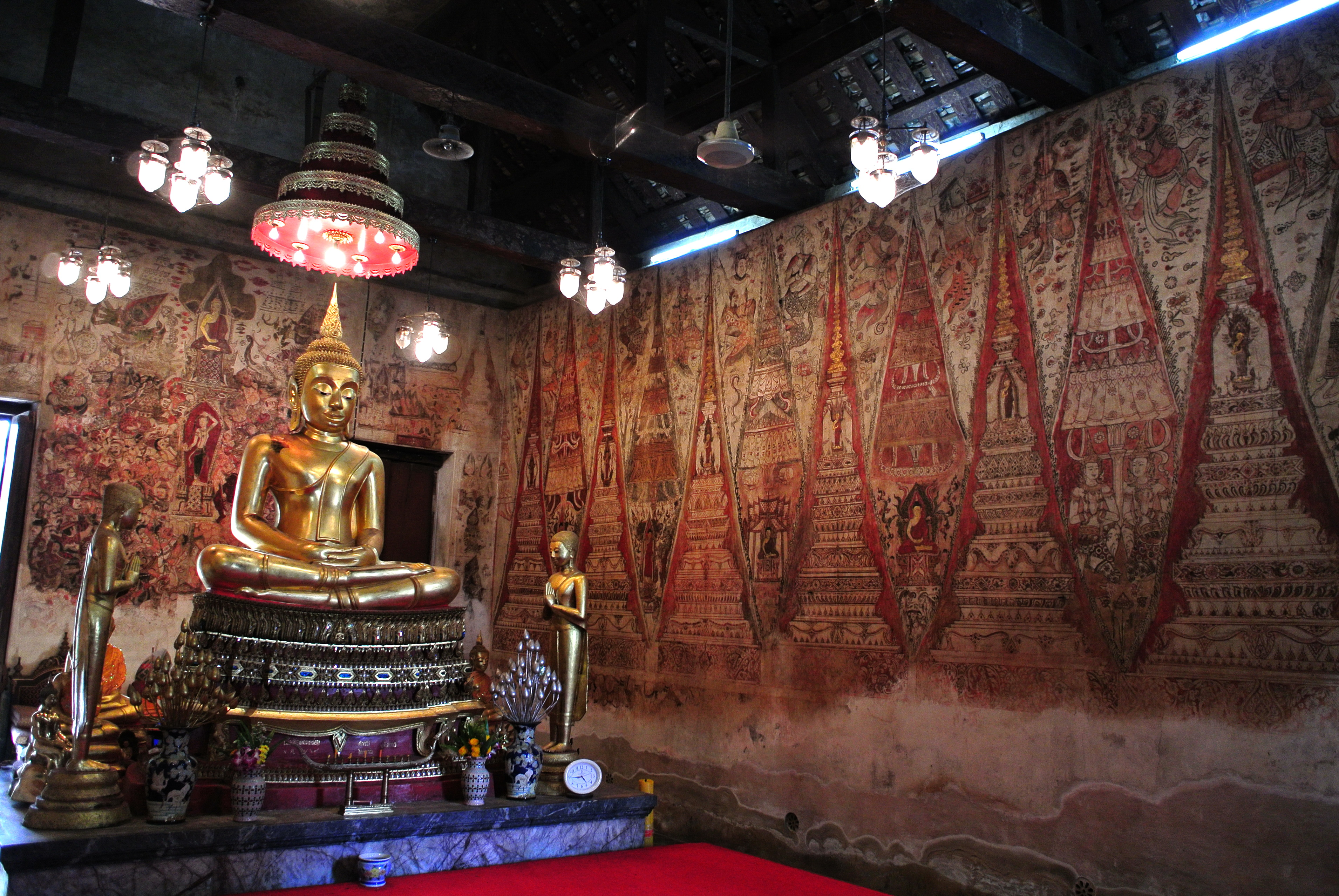
Fresce ale templelor din Ayutthaya din secolul al XVIII-lea, aflate în Wat Ko Kaew Suttharam, Phetchaburi, construite de Regele Borommakot (domnie: 1733–1758).

Sosirea în masă a coloniștilor chinezi agricultori în Siam, în secolul al XVIII-lea, a introdus capitalismul în regat. Cei 150 de ani de creștere economică i-au încurajat pe phrai (supușii de rând) să fugă de sub controlul guvernului și să devină fermieri independenți, pentru a-și câștiga existența. Oamenii au evitat sistemul guvernamental al phrai în diverse moduri, inclusiv intrând în monahism sau fugind în pustietate.
O nouă categorie de persoane apare acum în înregistrările târzii ale Ayutthaya, numită phrai mangmi – „iobag bogat”.
Începând cu 1688, perioada a fost caracterizată de revolte tot mai severe ale oamenilor de rând. Revolta masivă din 1688 împotriva catolicismului francez a fost fără precedent în istoria Ayutthaya de până atunci. Revoltele din 1688 au marcat și începutul proto-naționalismului, în care s-a format conceptul unei naționalități proto-siameze budiste. Totuși, regii Ayutthaya se considerau apărători ai „regatului, poporului și budismului” doar ocazional – idee care avea să fie pe deplin realizată abia în regimurile Thonburi și Bangkok, ca răspuns la distrugerea traumatică a statului siamez în 1767.

#### Nobilimea și Budismul

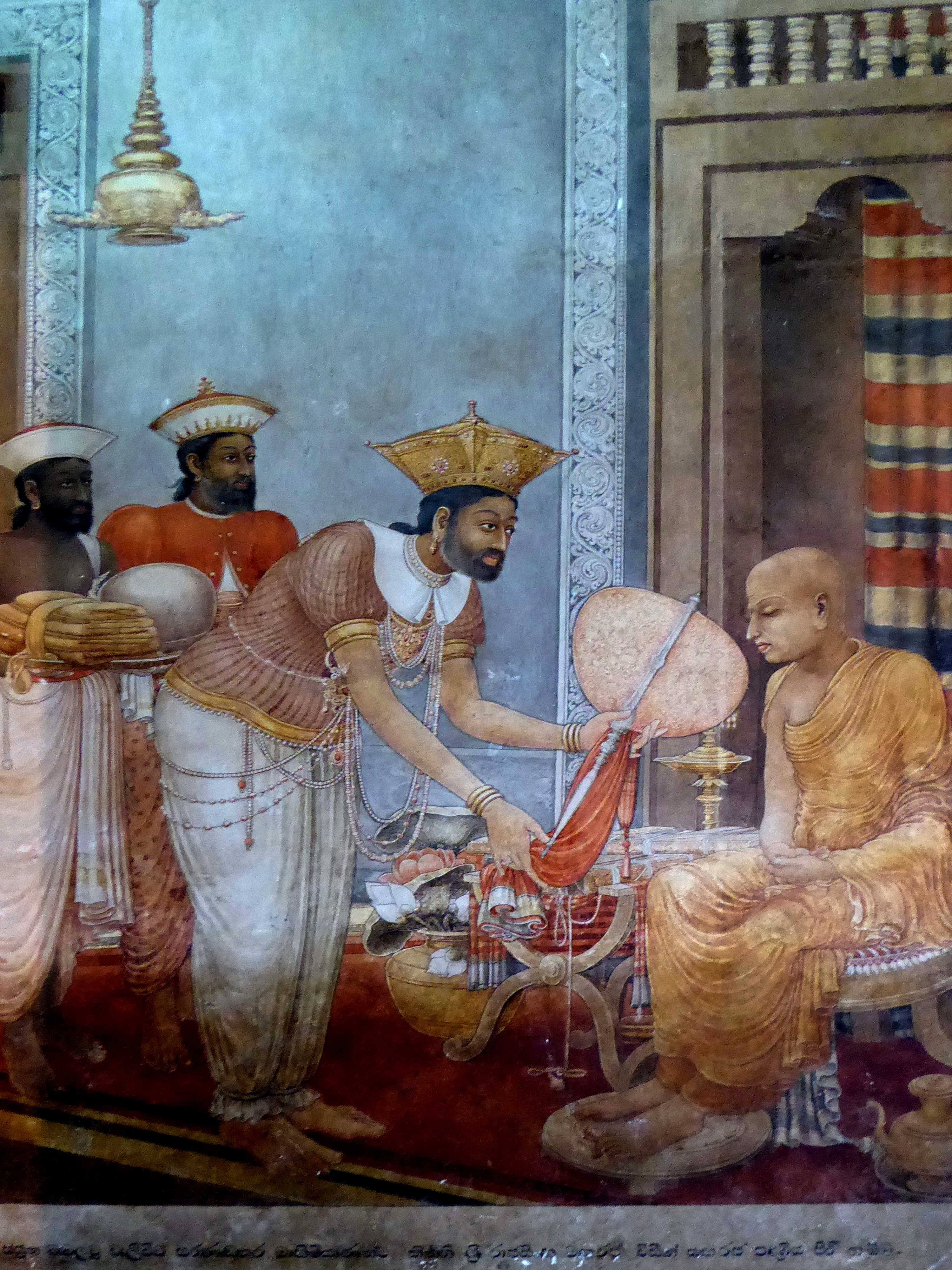
Pictură reprezentându-l pe regele Kirti Sri Rajasinha al regatului Kandy (r. 1747–1782) și pe călugărul singalez Weliwita Sri Saranankara Thero.

Cei 150 de ani de prosperitate au adus averi semnificative elitei din Ayutthaya. Elita a creat tropi teatrali, a organizat ceremonii elaborate, funeralii fastuoase și a fost recompensată cu titluri regale — privilegii care anterior erau rezervate exclusiv familiei regale.
Regele și nobilimea au ajuns să concureze între ei pentru controlul unei forțe de muncă aflate în scădere. Legile repetate emise de Ayutthaya privind îmbunătățirea controlului asupra forței de muncă reflectă eșecul crescând al elitei de a menține autoritatea asupra oamenilor.
Tulburările cauzate de acumularea excesivă de avere au determinat nobilimea să se orienteze către reformarea budismului ca nouă sursă de ordine socială. Simbolul acestei tranziții a fost domnia regelui Borommakot (1733–1758), considerat un monarh evlavios, cu trăsăturile unui Bodhisattva virtuos: a construit și a restaurat temple și a transformat dramatic peisajul arhitectural al Ayutthayei în timpul domniei sale. În 1753, ca răspuns la cererea unei delegații de călugări srilankezi, Borommakot a trimis doi călugări siamezi pentru a reforma budismul Theravāda în Sri Lanka.
Totuși, abia în perioada timpurie a Regatului Rattanakosin, sub viitorul rege Rama I, nobilimea supraviețuitoare din Ayutthaya va reuși să reformeze cu succes budismul în propria viziune, formând o legătură aproape neîntreruptă între monarhia siameză și budism, care continuă până în prezent în Thailanda modernă.

#### Situația militară și politică până în 1759

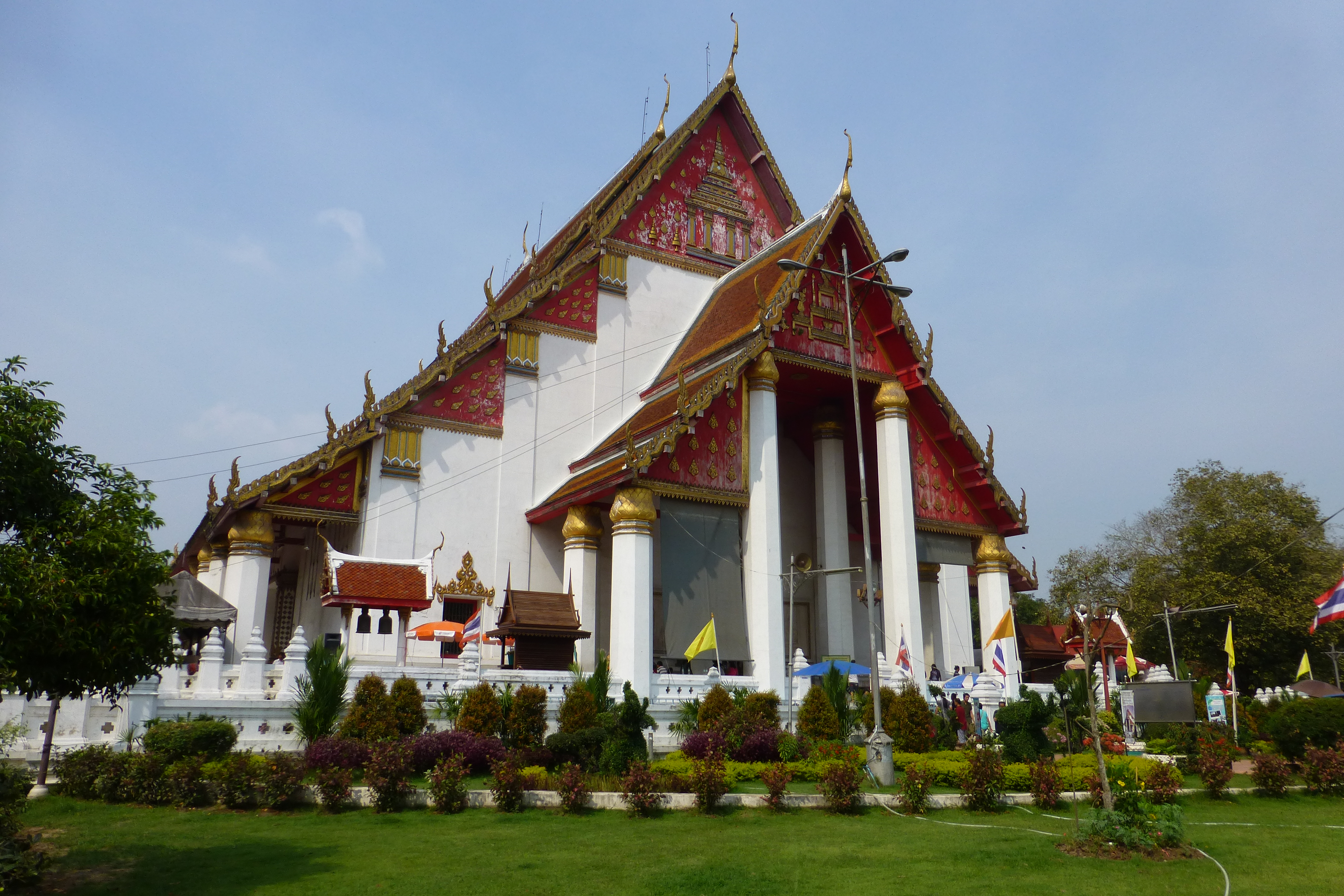
Wihan Phra Mongkhon Bopit, unul dintre marile proiecte de construcție ale regelui Borommakot, care a transformat drastic orizontul orașului Ayutthaya în secolul al XVIII-lea.

Între anii 1600 și 1759, intensitatea războiului a scăzut semnificativ în comparație cu epocile anterioare. Regele Narai a încercat (fără succes) să cucerească Chiang Mai în anii 1650–1660. Începând cu aproximativ 1715, Ayutthaya s-a luptat cu domnii Nguyễn (conducătorii sudului Vietnamului) pentru controlul Cambodgiei. În contrast, regatul Ayutthaya și Birmania Restaurată Taungoo au menținut relații în general armonioase, trimițând ambasade reciproce în secolul al XVII-lea.
Organizarea militară a Ayutthayei a rămas aproape neschimbată timp de 150 de ani. Regatul s-a bazat în continuare pe forțele sale de mercenari. A eșuat în crearea unei caste militare de elită, precum samuraii japonezi sau rajpuții sikh, probabil pentru că regii Ayutthayei au evitat în mod deliberat apariția unei clase războinice care ar fi putut amenința tronul. Pe de altă parte, orașul Ayutthaya se baza pe musonii sezonului ploios, care făceau orașul imposibil de asediat timp de șase luni pe an.
Ayutthaya acumulase un arsenal uriaș de tunuri și arme, care i-a uimit pe birmani când au deschis tezaurul orașului în timpul jefuirii Ayutthayei în 1767. Cu toate acestea, regatul nu mai avea destui oameni pentru a manevra aceste arme, din cauza colapsului sistemului corvezii și a motivației economice crescute pentru phrai (țăranii obligați la muncă) de a fugi și a se angaja în agricultura liberă, stimulată de integrarea Ayutthayei în economia mondială pe parcursul ultimilor 150 de ani de pace.

### Căderea Ayutthayei
Dinastia Toungoo birmană slăbită a fost răsturnată în 1752 de poporul Mon din Regatul Hanthawaddy Restaurat. Aung Zeiya

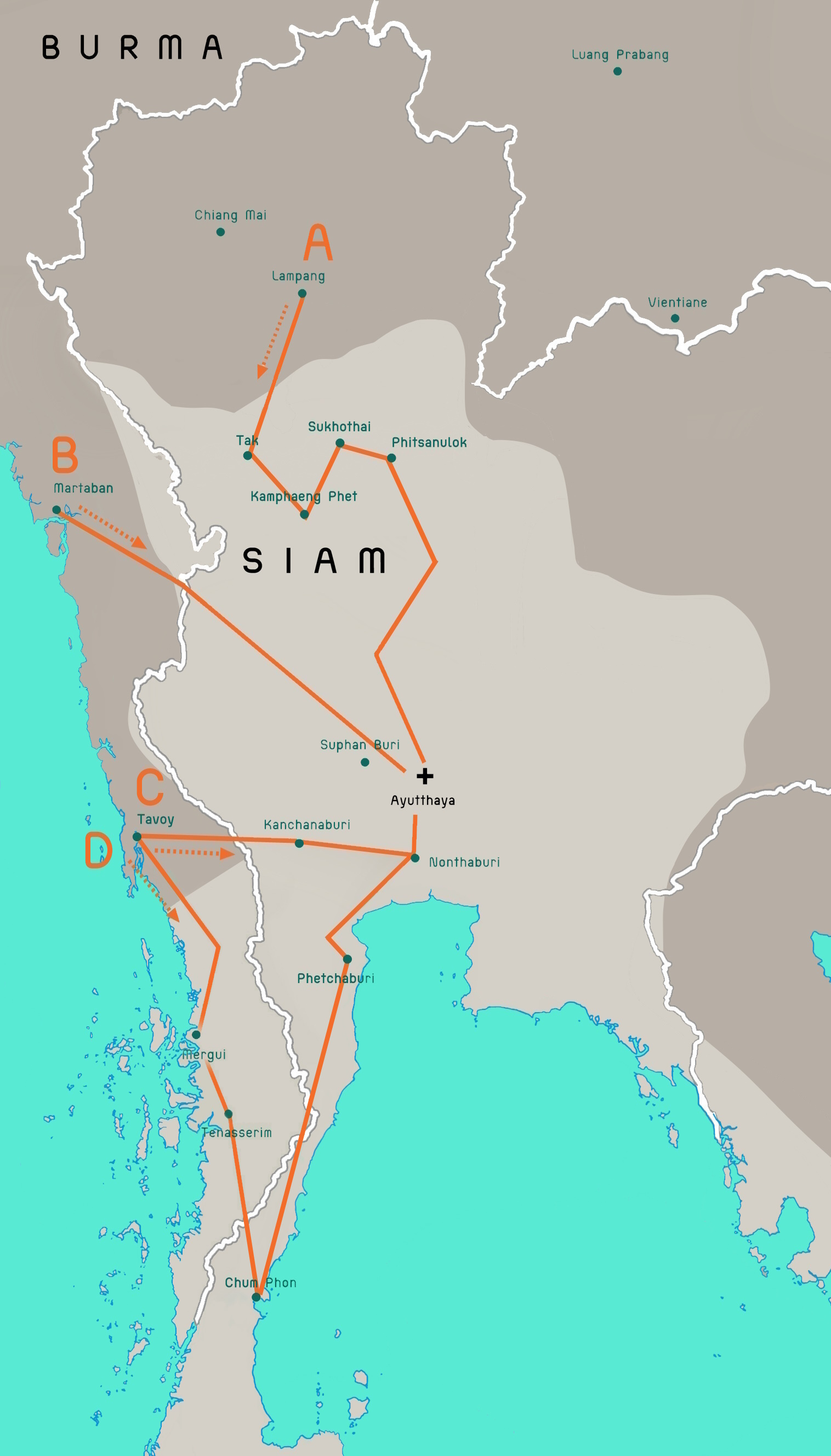
Rutele invaziei birmaneze din 1765–1767

, un lider local birman, s-a ridicat împotriva Monilor și a recucerit Burma de Sus, proclamându-se rege sub numele Alaungpaya și întemeind un regim militarist al noii dinastii Konbaung. Alaungpaya a continuat să cucerească Monii din Burma de Jos în 1757, unificând astfel întreaga Burma sub conducerea sa. Anul următor, în 1758, Monii s-au răsculat în Burma de Jos împotriva lui Alaungpaya, dar au fost înăbușiți și au căutat refugiu pe Coasta Tenasserim, controlată de Siam. Alaungpaya a cerut Siamului să predea rebelii Mon, dar Ayutthaya nu a fost cooperantă. Regele birman a fost astfel convins că Siam sprijinea rebelii Mon. Alaungpaya dorea, de asemenea, să-și extindă puterea și gloria, conform ideologiei Chakravartin a conducătorului universal.
Alaungpaya a condus armatele sale birmane experimentate spre atacul asupra Ayutthayei la mijlocul anului 1759, cucerind Tenasserim, trecând prin Pasul Singkhon și atacând spre periferia de nord-vest a orașului Ayutthaya la începutul anului 1760. Ayutthaya nu era pregătită pentru război. Absența îndelungată a amenințărilor externe și prosperitatea economică din mijlocul secolului al XVIII-lea au făcut ca sistemul tradițional de recrutare să devină inutil și ineficient. Lipsa de oameni a subminat sistemul de apărare siamez. Poporul panicat din Ayutthaya l-a implorat pe regele-templu mai capabil, Uthumphon, să renunțe la viața călugărească pentru a conduce apărarea. Din fericire, a venit sezonul ploios, obligând birmanezii să se retragă. Alaungpaya însuși, fie bolnav, fie rănit în urma unei explozii de tun, a murit în drumul său spre Burma în 1760. Astfel, Ayutthaya a fost salvată pentru ultima dată de la cucerirea birmaneză.
După retragerea birmanezilor, Siam a făcut puțin pentru a-și reforma armata în vederea noilor invazii birmaneze. Ekkathat l-a presat pe Uthumphon să se întoarcă permanent la viața monahală în 1760 și a preluat puterea. Prințul Thepphiphit, exilat anterior în Ceylon în 1758, a fost implicat într-o rebeliune locală și a fost repatriat în Siam în 1762, ceea ce l-a nemulțumit pe Ekkathat. Noul rege birman Hsinbyushin, care a participat la invazia Siamului din 1759-1760, era hotărât să ducă la bun sfârșit campania neterminată a tatălui său Alaungpaya de a cuceri Ayutthaya. Cucerirea Lanna (actualul nord al Thailandei) în 1763 și a Laosului în 1765 de către birmanezi le-a oferit acces la un mare număr de oameni.
Hsinbyushin a ordonat marea invazie asupra Ayutthayei pe două căi: ruta Tavoy-Tenasserim cu 20.000 de oameni birmano-monzi sub comanda lui Maha Nawrahta și ruta Lanna sub Nemyo Thihapate cu 20.000 de oameni birmano-lanna. Cele două armate urmau să se întâlnească la Ayutthaya. La începutul anului 1765, regimentul Tavoy a cucerit vestul Siamului. La mijlocul lui 1765, Nemyo Thihapate a condus regimentul birmano-lanna pentru a ataca și cuceri nordul Siamului. Reprimarea guvernatorilor periferici în fața rebeliunilor interne a făcut ca puține resurse să fie disponibile pentru apărarea frontului. Orașele periferice siameze au căzut unul după altul în mâinile birmanezilor. Maha Nawrahta a condus coloana principală din Tavoy pentru a ataca Ayutthaya în noiembrie 1765.
William Powney, un negustor britanic aflat la comerț în Ayutthaya, a condus forțele britanico-siameze pentru a ataca birmanezii în Bătălia de la Nonthaburi în decembrie 1765, dar a fost înfrânt.

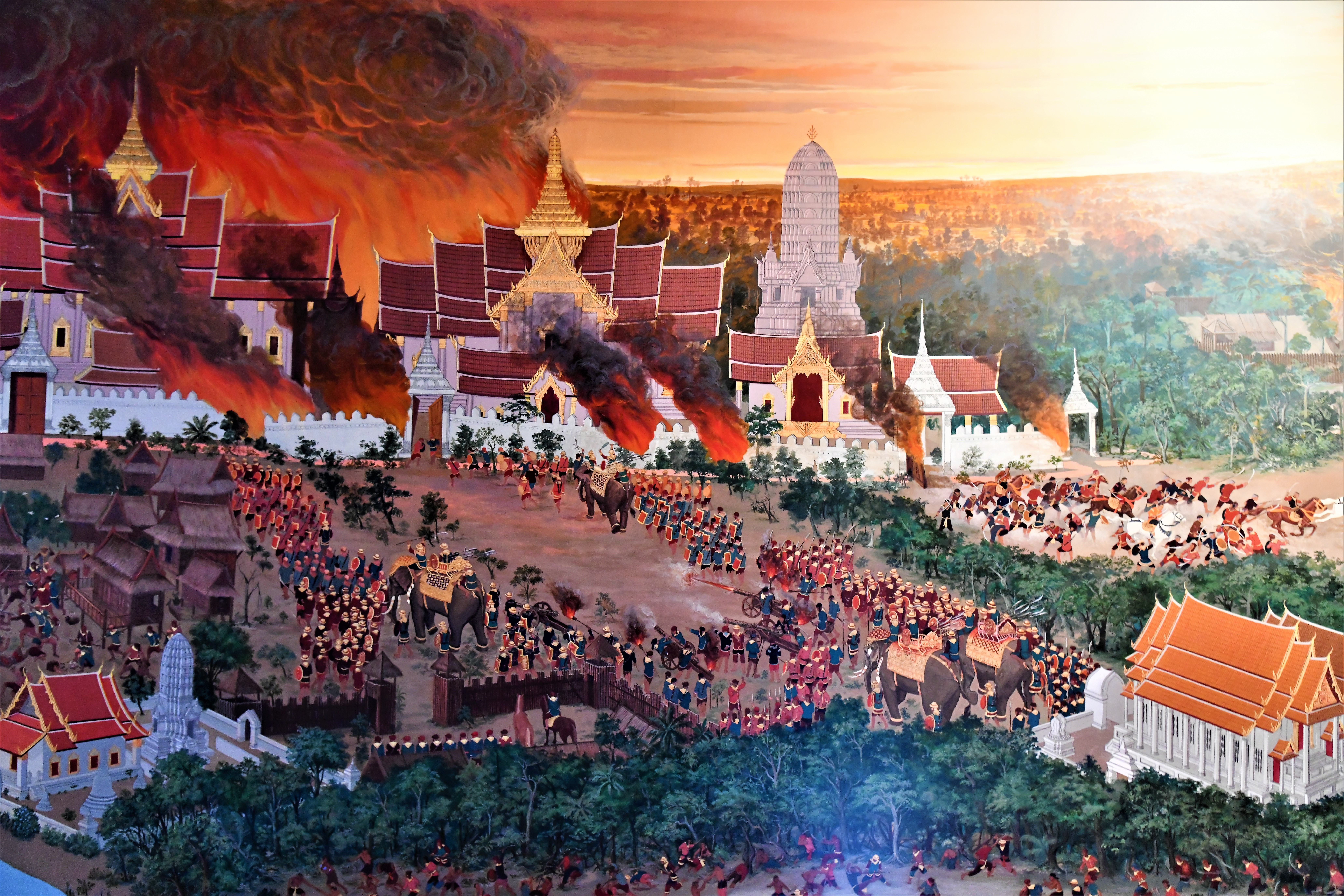
Reprezentare modernă a căderii Ayutthayei din 1767

Cele două regimente invadatoare s-au reunit în cele din urmă la Ayutthaya în ianuarie 1766 și au început asediul. Maha Nawrahta și-a plasat regimentul Tavoy la Siguk (actualul district Bang Ban), la vest de Ayutthaya, iar Nemyo Thihapate la Paknam Prasop (districtul Bang Pahan), la nord. Inițial, Ayutthaya a rezistat bine datorită abundenței de provizii, apărătorii așteptând sosirea sezonului ploios. Birmanezii însă nu aveau intenția să plece. Taberele Bang Rachan, un grup de apărători locali, au reușit să reziste forțelor de ocupație birmaneze timp de cinci luni la începutul lui 1766. Când sezonul ploios s-a apropiat, birmanezii au rămas pe plută și s-au concentrat pe înălțimi.
Birmanezii s-au apropiat de zidurile orașului Ayutthaya în septembrie 1766. La începutul lui 1766, din cauza conflictelor asupra statelor Shan, China Qing a invadat Burma în Războiul Sino-Birman. Regele birman Hsinbyushin a îndemnat comandanții să finalizeze cucerirea Ayutthayei pentru a putea transfera forțele pe frontul chinez. Asediatorii birmanezi au construit 27 de turnuri de fortificație în jurul Ayutthayei pentru a intensifica asediul în ianuarie 1767.
Situația apărătorilor Ayutthayei a devenit disperată, tot mai mulți siamezi predându-se pentru a scăpa de anarhie și foamete. Phraya Tak, un ofițer militar siamez de origine chineză, realizând deznădejdea apărării, a adunat oameni și a spart asediul în ianuarie 1767 pentru a căuta un nou post în estul Siamului. Creștinii franco-portughezi și imigranții chinezi au asigurat ultima linie de apărare în sudul Ayutthayei.
În martie 1767, Ekkathat a încercat să încheie un armistițiu cu birmanezii, dar fără succes. La scurt timp după aceea, Maha Nawrahta a murit, iar Nemyo Thihapate a preluat comanda tuturor asediatorilor birmanezi. Birmanezii au înăbușit rezistențele chineze și creștine în martie 1767.
În aprilie 1767, Nemyo Thihapate a ordonat săpături subterane sub zidurile Ayutthayei, dând foc fundațiilor, provocând prăbușirea porțiunii nord-estice a zidurilor și permițând astfel birmanezilor să intre în oraș. După 14 luni de asediu, capitala regală siameză veche de patru secole a căzut în mâinile invadatorilor birmanezi la 7 aprilie 1767.
Spre deosebire de prăbușirea anterioară a Ayutthayei în 1569, distrugerea din 1767 a fost permanentă, profundă și extinsă. Palatele și templele au fost incendiate, iar locuitorii au fost uciși fără discriminare. Ekkathat, ultimul rege al Ayutthayei, a murit fie de foame, fie împușcat accidental. Comorile și artefactele culturale au fost confiscate. Imaginea lui Buddha, Wat Phra Si Sanphet, care a stat două secole și jumătate la templul cu același nume, a fost distrusă și topită pentru aur. Se estimează că 200.000 de siamezi au murit în război, iar între 30.000 și 100.000 de oameni, inclusiv regele-templu Uthumphon, membri ai dinastiei Ban Phlu Luang și mii de curteni, au fost deportați în masa din Thailanda centrală către capitala birmană Ava.
Cucerirea birmaneză din 1767 a lăsat Siamul depopulat pentru aproximativ un secol, până la mijlocul secolului XIX. Nemyo Thihapate și victorioșii birmanezi au părăsit Ayutthaya în iunie 1767, lăsând comandantul Mon Thugyi (sau Suki) în fruntea unei forțe mici de ocupație la Phosamton, nord de Ayutthaya. Regimuri locale au apărut în diverse centre regionale din cauza lipsei autorității centrale.
Lieberman afirmă că „sute de mii au murit posibil în timpul invaziei birmaneze din 1765–67”. Mulți oameni au fost luați cu forța sau au fugit în păduri. Obiectele au fost duse în Burma. Tot ce nu putea fi mutat a fost ars de soldații birmanezi. Istoricii Chris Baker și Pasuk Phongpaichit descriu căderea orașului ca o eșec al apărării și o eșec în gestionarea bogăției crescânde. Până în 1767, Ayutthaya devenise o pradă pe care multe regate o doreau. Într-o epocă în care războaiele erau purtate mai mult între regi decât pe criterii etnice, mulți siamezi s-au aliat cu birmanezii la jefuirea Ayutthayei. Nobilii ayutthayezi capturați s-au stabilit în funcție de rangurile lor la curtea Ava, integrându-se bine, conform cronicilor birmaneze. Istoricul Nidhi Eoseewong afirmă că „regatul a căzut chiar înainte ca zidurile Ayutthayei să cadă”.

#### Urmări

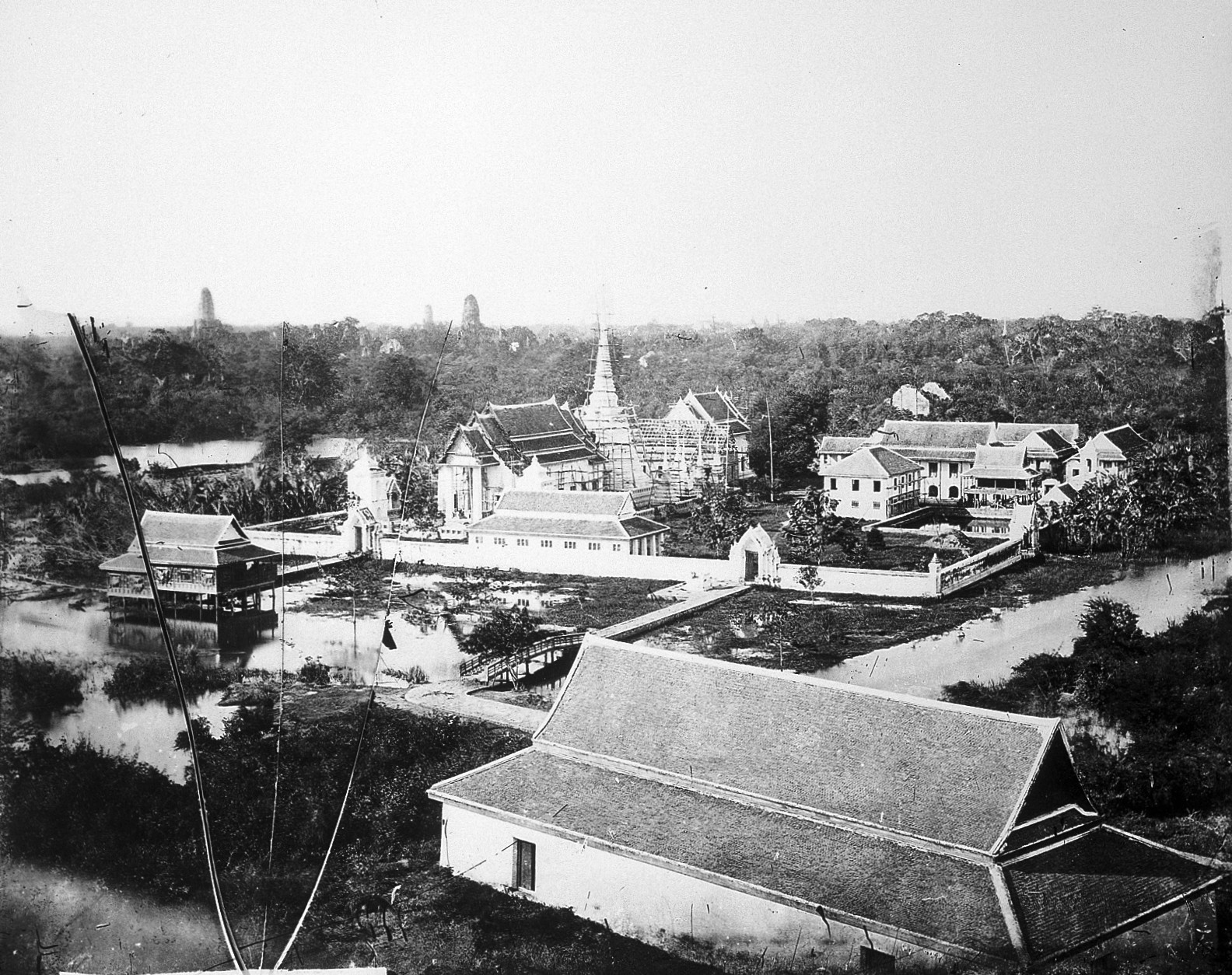
Linia orizontului a Ayutthayei, fotografiată de John Thomson, la începutul anului 1866.

Ayutthaya, totuși, potrivit lui Lieberman, reprezenta secole de dezvoltare politică și economică ce nu puteau fi distruse cu ușurință. Un general, Phraya Taksin, fost guvernator al orașului Tak și de origine sino-siameză, a început efortul de reunificare. El și-a adunat forțele și a recucerit capitala ruinată Ayutthaya de la garnizoana birmană din Pho Sam Thon în iunie 1767, folosindu-se de legăturile sale cu comunitatea chineză pentru a obține resurse semnificative și sprijin politic. În cele din urmă a stabilit o capitală la Thonburi, pe malul opus al râului Chao Phraya față de actuala capitală, Bangkok. Taksin a urcat pe tron, devenind cunoscut sub numele de Regele Taksin. Până în 1771, el reunificase Siamul (cu excepția orașelor Mergui și Tenasserim) și învinsese toți stăpânii locali. Noul conflict dintre Birmania și Siam avea să dureze încă 50 de ani, depopulând zone întinse ale Siamului (inclusiv Orașele Nordice și Phitsanulok, fosta a doua capitală a Ayutthayei) și lăsând unele regiuni pustii până târziu în anii 1880.
Palatele și templele care marcau Ayutthaya drept capitală regală au fost reduse la „grămezi de ruine și cenușă”. Orașul, descris de un vizitator danez în 1779 ca un „spectacol teribil”, complet îngropat sub vegetație și locuit de elefanți și tigri, a fost totuși repopulat destul de curând, templele vechi din Ayutthaya fiind folosite pentru festivaluri și sărbători după devastare. Potrivit unui istoric, adevărații demolatori ai fostei capitale au fost monarhii post-Ayutthaya, care au demontat majoritatea ruinelor ce supraviețuiseră atacului birman pentru a construi noua capitală la Bangkok, din motive simbolice și practice; Bangkok era succesoarea Ayutthayei în ochii noii elite din Bangkok și, prin urmare, trebuia să-i transfere puterea spirituală prin reutilizarea cărămizilor pentru a construi Bangkok, în timp ce perspectiva unor invazii birmane viitoare însemna că nu era timp suficient pentru a ridica o capitală prin metodele tradiționale în perioada timpurie a Regatului Rattanakosin.

## Guvern

### Regi

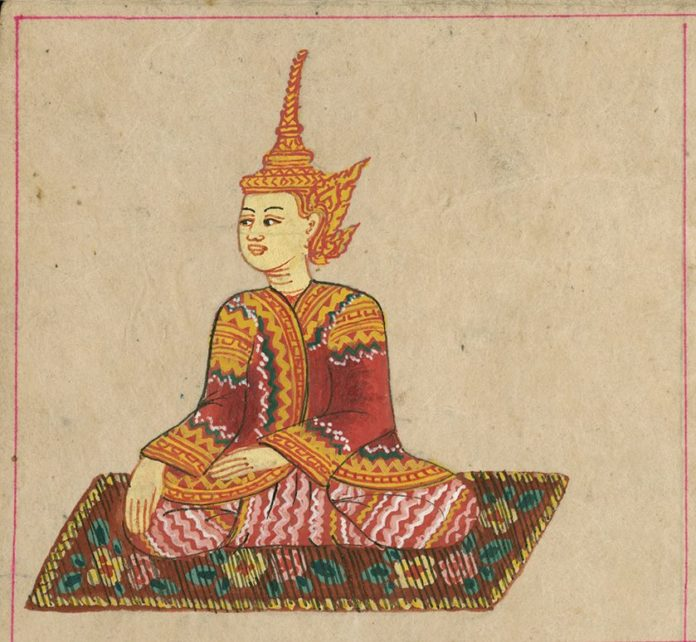
O reprezentare birmaneză a unui rege din Ayutthaya, posibil Regele Uthumphon sau Ekkathat.

În faza sa maritimă timpurie, conducătorii din Ayutthaya erau liderii unui oraș-port. Ma Huan l-a descris pe conducătorul Ayutthayei în secolul al XV-lea ca purtând pantaloni cu margini aurii, călărind un elefant în timp ce inspecta orașul, însoțit de un singur slujitor, și locuind într-o reședință cu aspect modest. Relațiile lor cu celelalte orașe erau de tipul „primul între egali”. Conducătorii timpurii ai Ayutthayei trebuiau să își echilibreze propriile interese cu cele ale orașelor lor vasale. Pe măsură ce Ayutthaya a integrat orașele nordice și a adaptat funcțiile guvernamentale în secolele XV și XVI, conducătorii Ayutthayei au devenit mai regali și au preluat mai multă putere în detrimentul orașelor vasale. În secolul al XVII-lea, pe măsură ce regii s-au îmbogățit prin comerț, au folosit averea pentru a-și exprima puterea, inclusiv prin învăluirea monarhului în ritualuri și simbolism de inspirație angkoriană și brahmanică.
Regii din Ayutthaya, începând cu secolul al XVII-lea, au fost monarhi absoluți cu statut semi-religios. Autoritatea lor deriva din ideologiile hinduismului și budismului, precum și din leadershipul natural. Regele din Sukhothai a fost sursa de inspirație pentru Inscripția 1 găsită la Sukhothai, care afirma că regele Ramkhamhaeng asculta petițiile oricărui supus care suna clopotul de la poarta palatului. Astfel, regele era considerat ca un tată pentru poporul său.
În Ayutthaya, însă, aspectele paterne ale regalității au dispărut. Regele era considerat chakkraphat (din sanscrită chakravartin), cel care, prin respectarea legii, făcea ca întreaga lume să se învârtă în jurul său. Conform tradiției hinduse, regele este avatarul lui Vishnu, distrugătorul demonilor, născut pentru a apăra poporul. În credința budistă, regele este un conducător drept (dharmaraja, în sanscrită), care urmează cu strictețe învățăturile lui Gautama Buddha și urmărește binele supușilor săi.

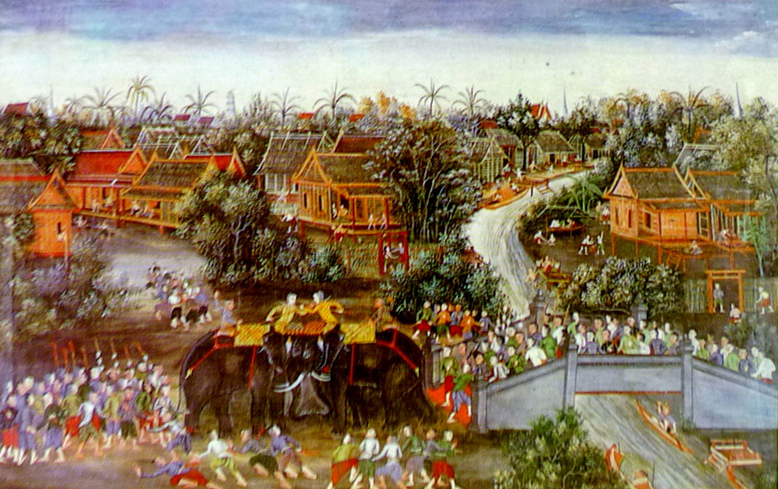
O pictură care înfățișează evenimentul în care doi fii ai regelui Intharacha s-au luptat până la moarte pe elefanți, pe podul Pa Than.

Numele oficiale ale regilor reflectau aceste religii: hinduismul și budismul. Ei erau considerați încarnări ale diverșilor zei hinduși: Indra, Shiva sau Vishnu (Rama). Ceremonia de încoronare era condusă de brahmani, întrucât zeul hindus Shiva era „stăpânul universului”. Cu toate acestea, conform codurilor, datoria supremă a regelui era de a fi protectorul poporului și distrugătorul răului.
Conform budismului, regele era de asemenea considerat un bodhisattva. Una dintre cele mai importante îndatoriri ale regelui era construirea unui templu sau a unei statui a lui Buddha, ca simbol al prosperității și păcii.
Pentru localnici, un alt aspect al regalității era analogia cu „Stăpânul Pământului” sau „Cel care conduce lumea” (Phra Chao Phaendin). Conform etichetei curții, exista un limbaj special, Rachasap (din sanscrită Rājāśabda, „limbaj regal”), folosit pentru a comunica cu sau despre regalitate. În Ayutthaya, se spunea că regele acorda control asupra pământurilor supușilor săi, de la nobili la oameni de rând, conform sistemului sakna sau sakdina, codificat de regele Borommatrailokkanat (1448–1488). Sistemul sakdina era similar, dar nu identic cu feudalismul, în care monarhul nu deținea terenul.
Deși nu există dovezi concrete că acest sistem de administrare a terenurilor a constituit o economie formală de tip palat, francezul François-Timoléon de Choisy, care a vizitat Ayutthaya în 1685, scria: „regele are putere absolută. Este cu adevărat zeul siamezilor: nimeni nu îndrăznește să-i rostească numele.” Un alt scriitor din secolul al XVII-lea, olandezul Jan van Vliet, observa că regele Siamului era „onorat și venerat de supușii săi, imediat după Dumnezeu”. Legile și ordinele erau emise de rege. Uneori, el era și cel mai înalt judecător, care judeca și pedepsea criminali importanți, precum trădătorii sau rebelii.
Pe lângă sistemul sakdina, o altă inovație instituțională a regelui Borommatrailokkanat a fost instituirea funcției de uparaja, tradusă ca „vicerege” sau „prinț moștenitor”, de obicei deținută de fiul cel mare sau fratele de sânge al regelui, în încercarea de a regulariza succesiunea la tron – un efort deosebit de dificil într-o dinastie poligamă. În practică, exista un conflict inerent între rege și uparaja, iar succesiunile disputate erau frecvente.
Totuși, este clar că puterea tronului din Ayutthaya avea limite. Hegemonia regelui era întotdeauna bazată pe carisma sa, pe vârstă și pe susținători. Fără susținători, aveau loc din când în când lovituri de stat sângeroase. Cele mai puternice figuri ale capitalei erau întotdeauna generalii sau ministrul Departamentului Militar, numit Kalahom. În ultimul secol al Ayutthayei, lupte sângeroase între prinți și generali, pentru accederea la tron, au măcinat curtea regală.
Cu excepția succesiunii pașnice a lui Naresuan de către Ekathotsarot în 1605, „metoda de succesiune regală în Ayutthaya pe tot parcursul secolului al XVII-lea a fost lupta”. Deși vizitatorii europeni în Thailanda încercau să identifice reguli în ordinea de succesiune siameză, observând că în practică fratele mai tânăr al regelui decedat îi succeda adesea, acest obicei nu părea a fi consacrat oficial. Regele aflat la putere acorda adesea titlul de uparaja succesorului preferat, dar în realitate era un „proces de eliminare”: orice membru de sex masculin al clanului regal (de obicei frați și fii ai regelui decedat) putea revendica tronul Ayutthayei pentru sine și putea câștiga prin înfrângerea tuturor rivalilor.
Mai mult, grupuri de nobili, comercianți străini și mercenari susțineau activ candidații preferați în speranța de a beneficia de rezultatul fiecărui conflict.

### Sistemul Mandala
Ayutthaya a urmat din punct de vedere politic sistemul mandala, un model comun regatelor din Asia de Sud-Est înainte de secolul al XIX-lea. În secolul al XVII-lea, monarhii Ayutthayei au reușit frecvent să numească guvernatori non-nativi în orașele și localitățile controlate de regat, pentru a preveni apariția concurenței din partea nobilimii locale.
Spre sfârșitul perioadei Ayutthaya, capitala siameză exercita o influență puternică asupra entităților politice din câmpia inferioară a râului Chao Phraya, însă avea un control din ce în ce mai slab asupra regiunilor aflate la distanță mai mare față de Ayutthaya.
Istoricul thailandez Sunait Chutintaranond afirmă că „ideea conform căreia Ayutthaya era un stat centralizat puternic” nu se susține și că „în Ayutthaya, hegemonia guvernatorilor provinciali nu a fost niciodată eliminată cu succes.”

## Dezvoltare politică

### Clase sociale

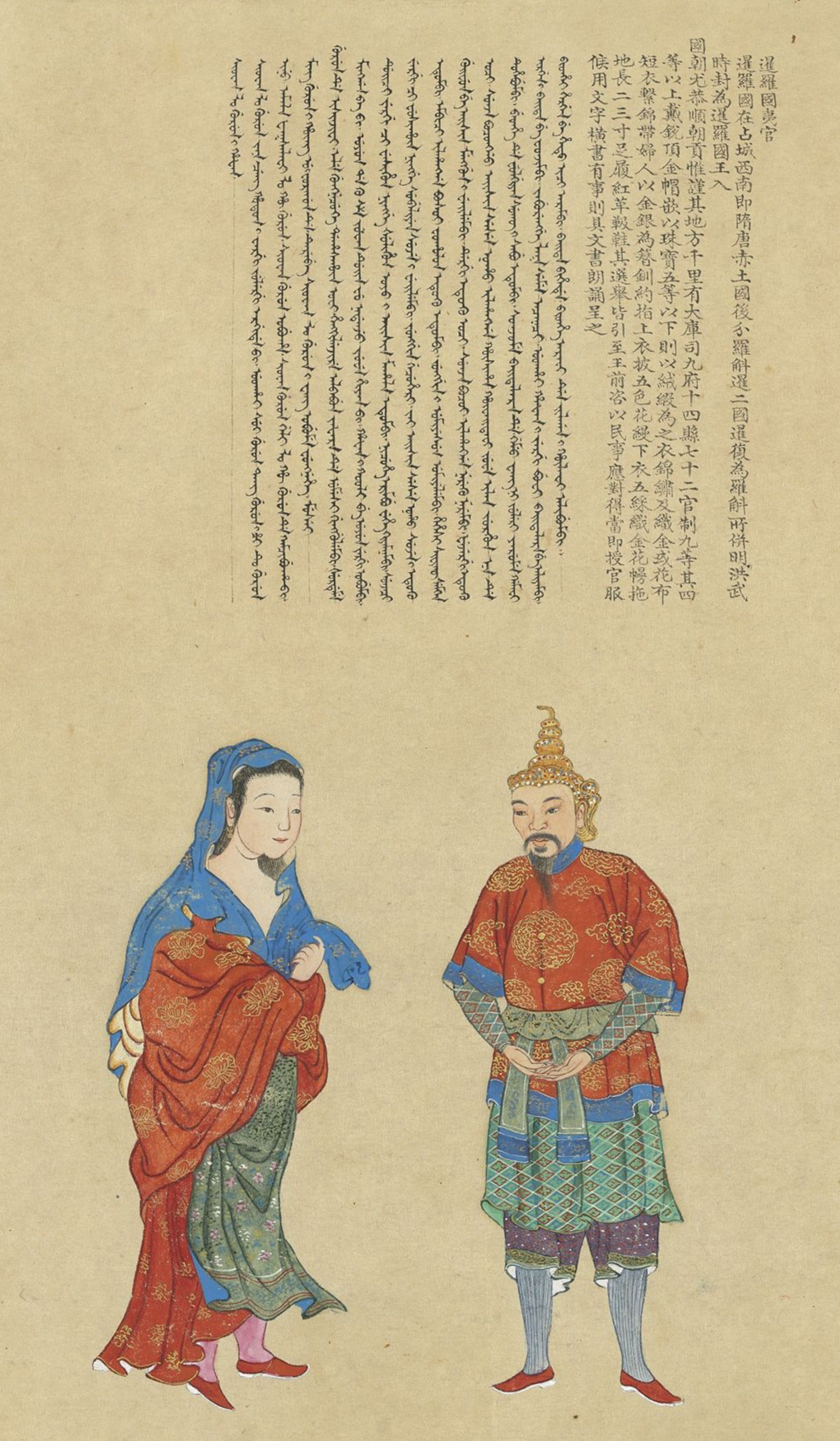
Portret al oficialilor statului siamez, unul dintre tablourile din colecția Portretele tributare periodice către dinastia Qing, realizată de Xie Sui în secolul al XVIII-lea, aflată în Muzeul Național al Palatului din Taipei.

Reformele regelui Borommatrailokkanat (r. 1448–1488) au plasat regele din Ayutthaya în centrul unei ierarhii sociale și politice extrem de stratificate, care se extindea în întregul regat. Deși lipsesc dovezi concrete, se crede că unitatea de bază a organizării sociale în Regatul Ayutthaya era comunitatea satului, alcătuită din gospodării extinse ale familiilor. Dreptul asupra pământului era deținut de către șeful satului, care îl administra în numele comunității, însă țăranii proprietari se bucurau de folosirea terenurilor atât timp cât le cultivau.
Nobilimea s-a transformat treptat în curteni (อำมาตย์, amāt) și conducători tributari ai unor orașe minore. Regele a ajuns să fie recunoscut drept încarnarea pământească a zeilor Shiva sau Vishnu și a devenit obiectul sacru al cultelor politico-religioase, oficiate de brahmanii de la curtea regală, parte a anturajului budist al palatului. În contextul budist, devaraja (regele divin) era considerat un bodhisattva. Credința în regalitatea divină a persistat până în secolul al XVIII-lea, deși până atunci implicațiile sale religioase avuseseră deja un impact limitat.

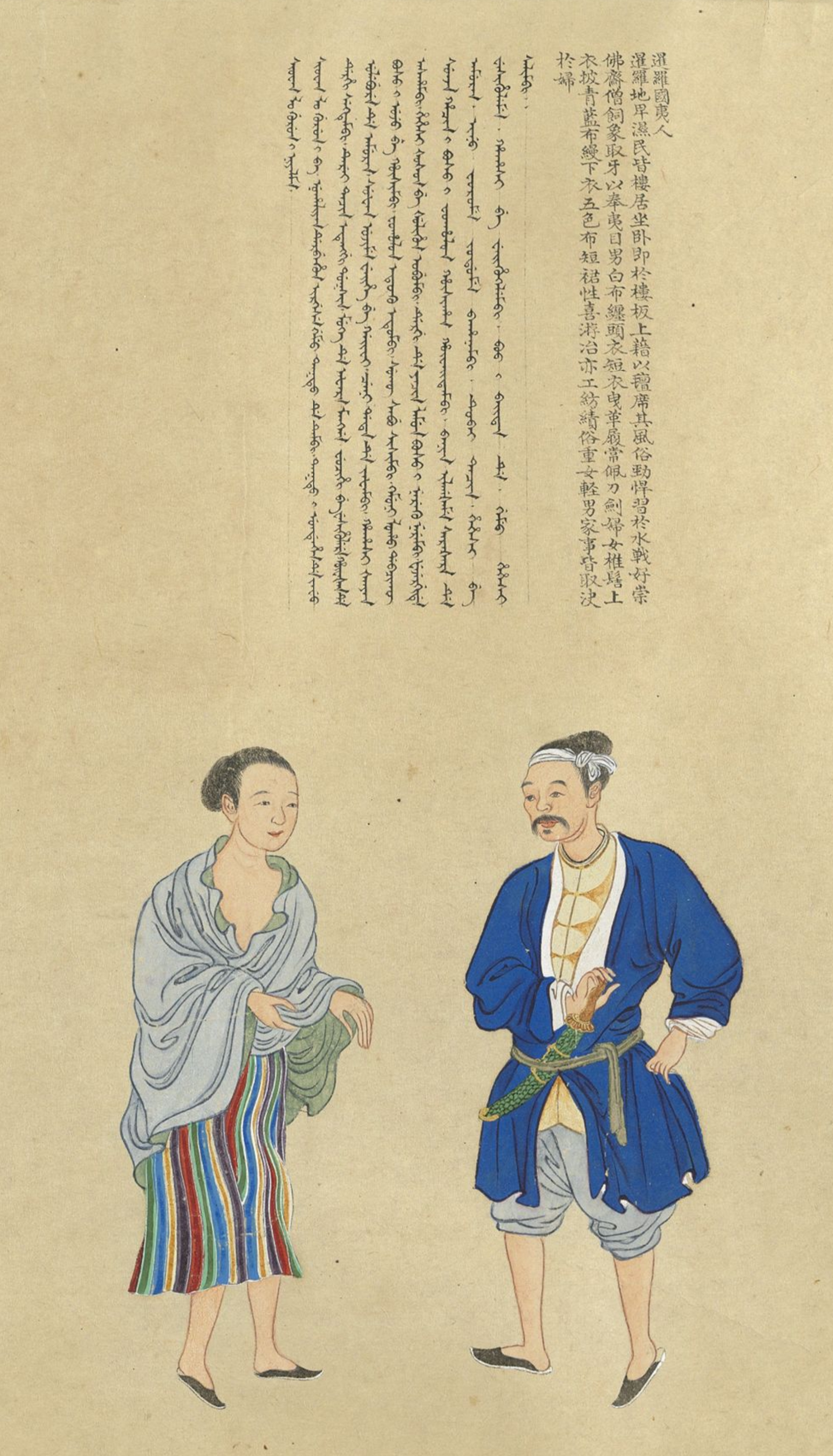
Portret al aristocraților siamezi din colecția Portretele tributare periodice către dinastia Qing, realizată de Xie Sui în secolul al XVIII-lea, aflată în Muzeul Național al Palatului din Taipei.

### Ierarhia claselor sociale
Având rezerve ample de pământ disponibil pentru cultivare, regatul depindea de obținerea și controlul unei forțe de muncă adecvate pentru munca agricolă și apărare. Ascensiunea dramatică a regatului Ayutthaya a implicat războaie constante și, deoarece niciuna dintre părțile din regiune nu deținea un avantaj tehnologic, rezultatul bătăliilor era de obicei determinat de mărimea armatelor. După fiecare campanie victorioasă, Ayutthaya transporta un număr de oameni cuceriți înapoi în propriul teritoriu, unde aceștia erau asimilați și adăugați forței de muncă.
Ramathibodi al II-lea (1491–1529) a instituit un sistem de muncă forțată (corvoadă) prin care fiecare om liber trebuia să fie înregistrat ca phrai (servitor) la seniorii locali, chao nai (เจ้านาย). Când izbucnea un război, bărbații phrai erau supuși recrutării forțate.

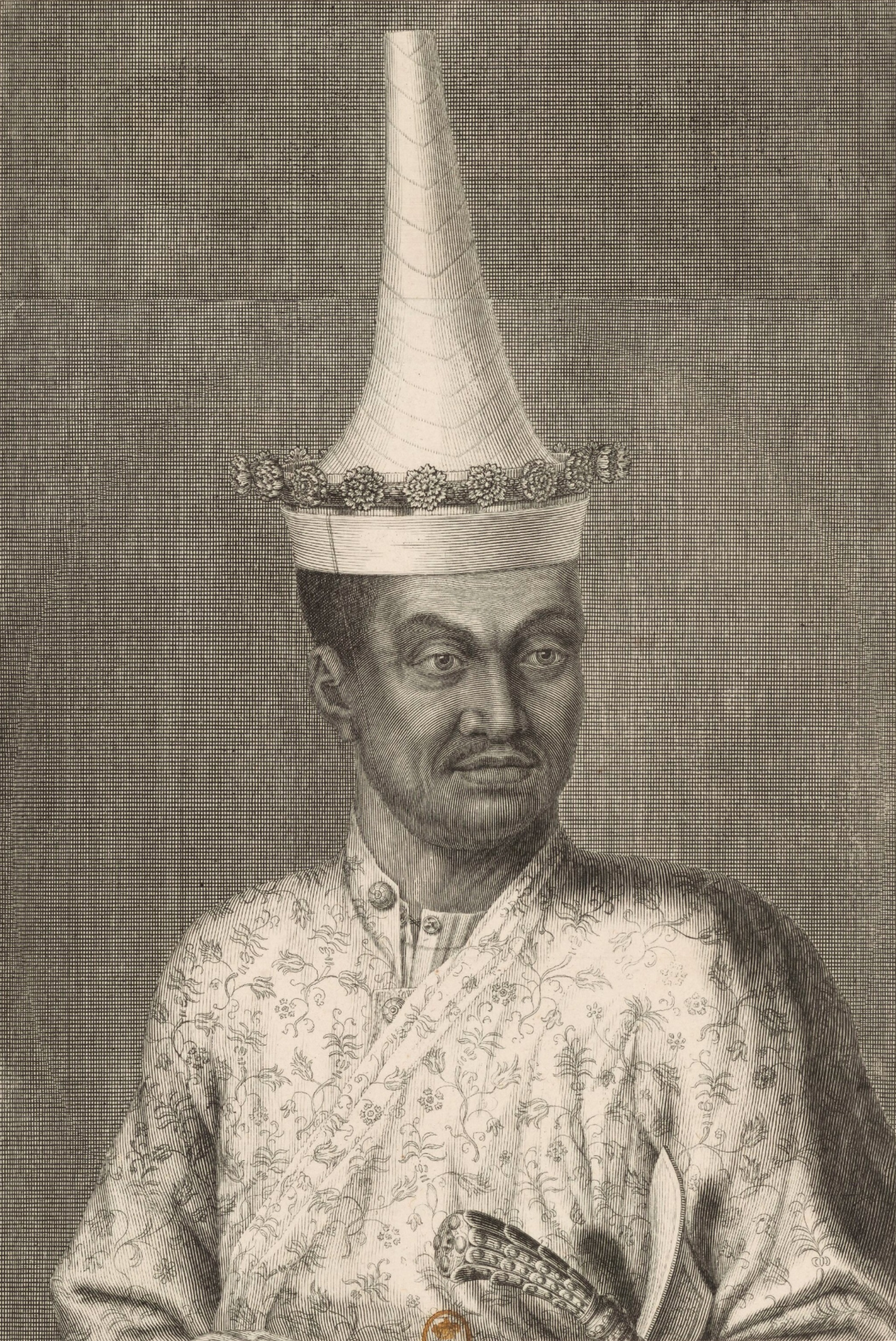
Oficialul ayutthayan Kosa Pan purtând Lomphok și Khrui, simboluri ale statutului

Deasupra phrai se afla un nai (นาย), responsabil pentru serviciul militar, munca forțată pe proiecte publice și pe pământurile oficialului căruia îi fusese repartizat. Phrai Suay (ไพร่ส่วย) își îndeplinea obligațiile muncitorești prin plata unei taxe. Dacă găsea munca forțată impusă de nai-ul său intolerabilă, putea să se vândă ca that (ทาส, „sclav”) unui nai sau senior mai atractiv, care apoi plătea o taxă de despăgubire pentru pierderea forței de muncă în regim de corvoadă.
Până în secolul al XIX-lea, phrai constituiau până la o treime din forța de muncă a regatului.
Averea, statutul și influența politică erau interdependente. Regele aloca terenuri de orez funcționarilor de la curte, guvernatorilor provinciali și comandanților militari ca plată pentru serviciile lor aduse coroanei, conform sistemului sakdina. Înțelegerile privind acest sistem au fost analizate pe larg de sociologi thailandezi precum Jit Phumisak și Kukrit Pramoj. Mărimea fiecărei alocări de teren pentru un oficial era determinată de numărul de oameni de rând sau phrai pe care îi putea comanda pentru a munci acele terenuri. Cantitatea de forță de muncă pe care un conducător sau oficial o putea mobiliza determina statutul său în ierarhie și nivelul său de avere.
În vârful ierarhiei se afla regele, care era simbolic cel mai mare proprietar de pământ din regat și, teoretic, comanda serviciile celui mai mare număr de phrai, numiți phrai luang („servitori regali”), care plăteau taxe, serveau în armata regală și munceau pe pământurile coroanei.
Totuși, recrutarea forțelor armate depindea de nai sau mun nai, care înseamnă literalmente „lord” — oficiali care comandau propriii lor phrai som, sau „supuși”. Acești oficiali trebuiau să se supună ordinelor regelui în caz de război. Astfel, oficialii deveneau figuri-cheie în politica regatului. Cel puțin doi dintre ei au organizat lovituri de stat și au preluat tronul, în timp ce luptele sângeroase dintre rege și oficialii săi, urmate de epurări ale curții, erau frecvente.
Regele Borommatrailokkanat, la începutul secolului al XVI-lea, a stabilit alocări clare de teren și phrai pentru oficialii regali de pe fiecare treaptă a ierarhiei, determinând astfel structura socială a țării până la introducerea salariilor pentru funcționarii publici în secolul al XIX-lea.
| Social class | Description |
| ------------ | --- |
| Munnai       | Elita administrativă scutită de taxe din capitală și centrele administrative. |
| Phrai Luang  | Servitori regali care lucrau pentru coroană o perioadă specificată în fiecare an (posibil șase luni). În mod normal, le era interzis să părăsească satul natal, cu excepția cazurilor în care erau chemați pentru corvoade sau servicii militare. |
| Phrai Som    | Oamenii de rând fără obligații față de coroană. Ei erau mult mai numeroși decât phrai luang. |

În afara acestui sistem, într-o oarecare măsură, se aflau sangha (comunitatea monastică budistă), pe care o puteau integra toate clasele sociale, și chinezii din străinătate. Wats (mănăstirile) deveneau centre ale educației și culturii thailandeze, iar în această perioadă chinezii au început să se stabilească în Thailanda și curând au început să controleze viața economică a țării.

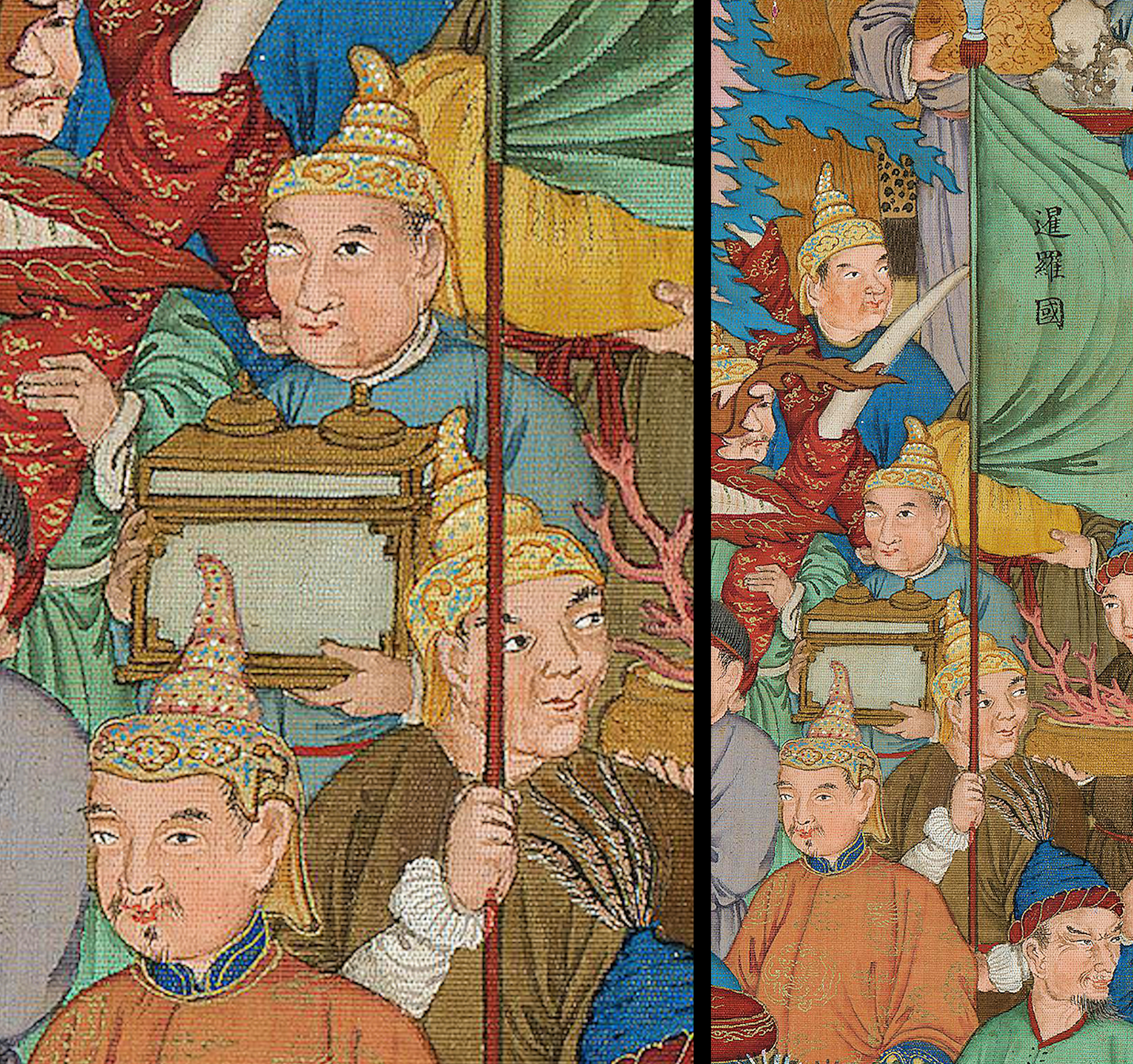
Delegați din Siam (暹罗国) la Beijing în 1761. 万国来朝图

Chinezii nu erau obligați să se înregistreze pentru serviciul de corvoadă, astfel încât erau liberi să se deplaseze în regat după bunul plac și să se ocupe de comerț. Până în secolul al XVI-lea, chinezii controlau comerțul intern din Ayutthaya și ocupau poziții importante în serviciul civil și militar. Majoritatea acestor bărbați luau soții thailandeze, deoarece puține femei părăseau China pentru a-i însoți. Uthong a fost responsabil pentru compilarea unui Dharmaśāstra, un cod legal bazat pe surse hinduse și pe obiceiurile tradiționale thailandeze. Dharmaśāstra a rămas un instrument al dreptului thailandez până târziu în secolul al XIX-lea. A fost introdusă o birocrație bazată pe o ierarhie de oficiali cu ranguri și titluri, iar societatea a fost organizată în consecință. Totuși, sistemul de caste nu a fost adoptat.
Secolul al XVI-lea a fost martorul ascensiunii Birmaniei, care a cucerit Chiang Mai în războiul birmano-siamez din 1563–1564. În 1569, forțele birmane, sprijinite de rebeli thailandezi, în mare parte membri ai familiei regale thailandeze, au capturat orașul Ayutthaya și au dus întreaga familie regală în Birmania (războiul birmano-siamez 1568–1570). Thammarachathirat (1569–1590), un guvernator thailandez care îi ajutase pe birmanezi, a fost instalat ca rege vasal în Ayutthaya. Independența thailandeză a fost restaurată de fiul său, regele Naresuan (1590–1605), care s-a întors împotriva birmanezilor și până în 1600 i-a alungat din țară.
Hotărât să prevină o altă trădare ca a tatălui său, Naresuan a început unificarea administrației țării sub controlul direct al curții regale din Ayutthaya. A pus capăt practicii de a numi prinți regali să guverneze provinciile Ayutthaya, atribuind în schimb oficiali ai curții care trebuiau să aplice politicile transmise de rege. De atunci, prinții regali au fost închiși în capitală. Luptele lor pentru putere au continuat, dar sub supravegherea atentă a regelui.

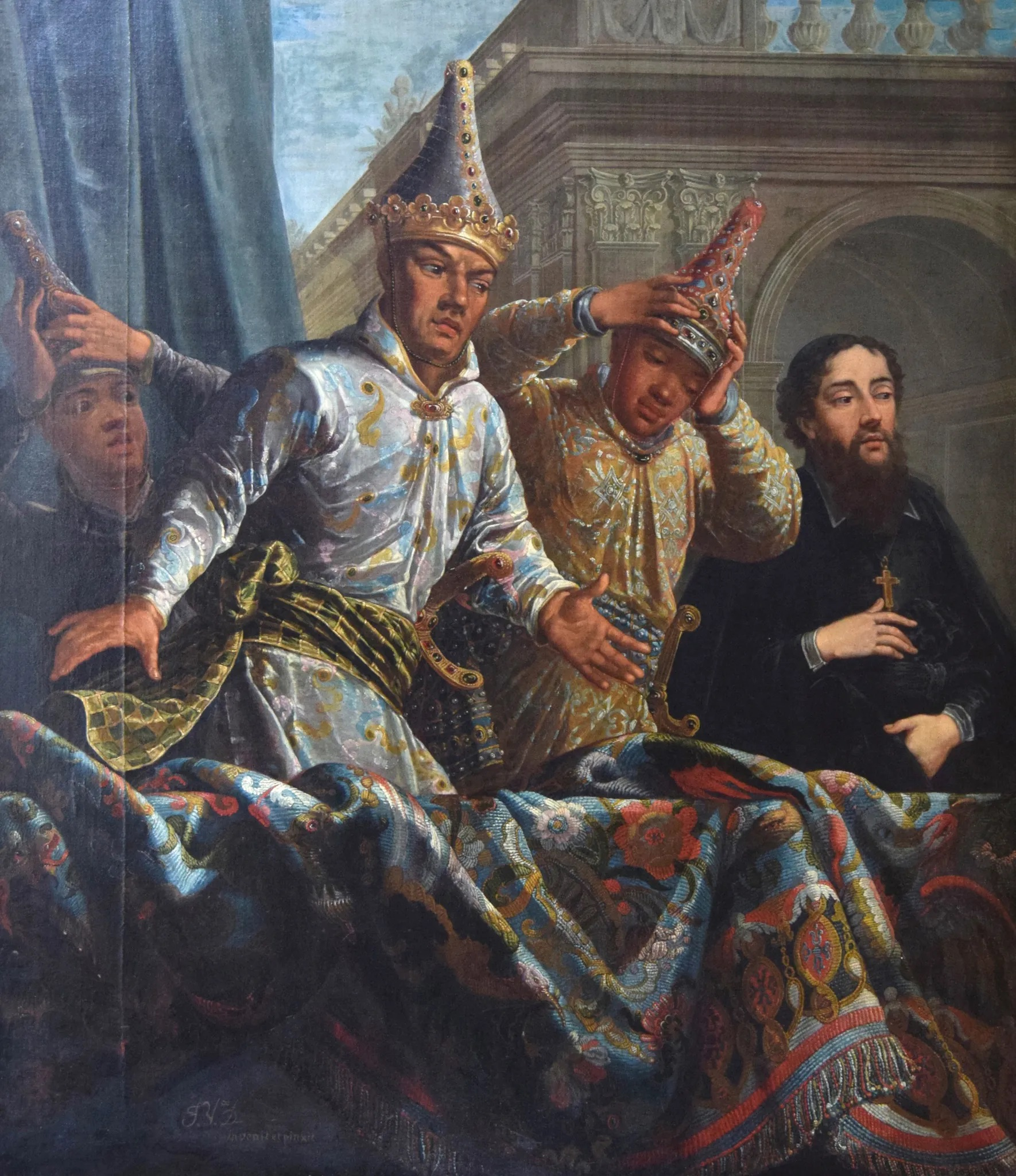
Ambasada siameză din 1686, însoțită de traducătorul lor, abatele Artus de Lionne. Pictură realizată de Jacques Vigouroux Duplessis (circa 1680–1732).

Pentru a-și asigura controlul asupra noii clase de guvernatori, Naresuan a decretat că toți oamenii liberi supuși serviciului phrai deveniseră phrai luang, legați direct de rege, care distribuia serviciile lor oficialilor săi. Această măsură i-a conferit regelui un monopol teoretic asupra întregii forțe de muncă, iar ideea s-a dezvoltat că, deoarece regele deținea serviciile tuturor oamenilor, el poseda și toată țara. Posturile ministeriale și guvernatorii – împreună cu sakdina aferente – erau de obicei poziții moștenite, dominate de câteva familii adesea legate de rege prin căsătorie. De fapt, căsătoria era frecvent folosită de regii thailandezi pentru a cimenta alianțe între ei și familiile puternice, o tradiție care a continuat până în secolul al XIX-lea. Ca urmare a acestei politici, soțiile regelui erau de obicei zeci.
Chiar și după reformele lui Naresuan, eficiența guvernului regal în următorii 150 de ani a fost instabilă. Puterea regală în afara pământurilor coroanei – teoretic absolută – era în practică limitată de laxitatea administrației civile. Influența guvernului central și a regelui nu era extinsă dincolo de capitală. Când a izbucnit războiul cu birmanezii la sfârșitul secolului al XVIII-lea, provinciile au abandonat ușor capitala. Deoarece trupele de apărare nu puteau fi mobilizate rapid pentru a proteja capitala, orașul Ayutthaya nu a rezistat agresorilor birmanezi.

### Armata

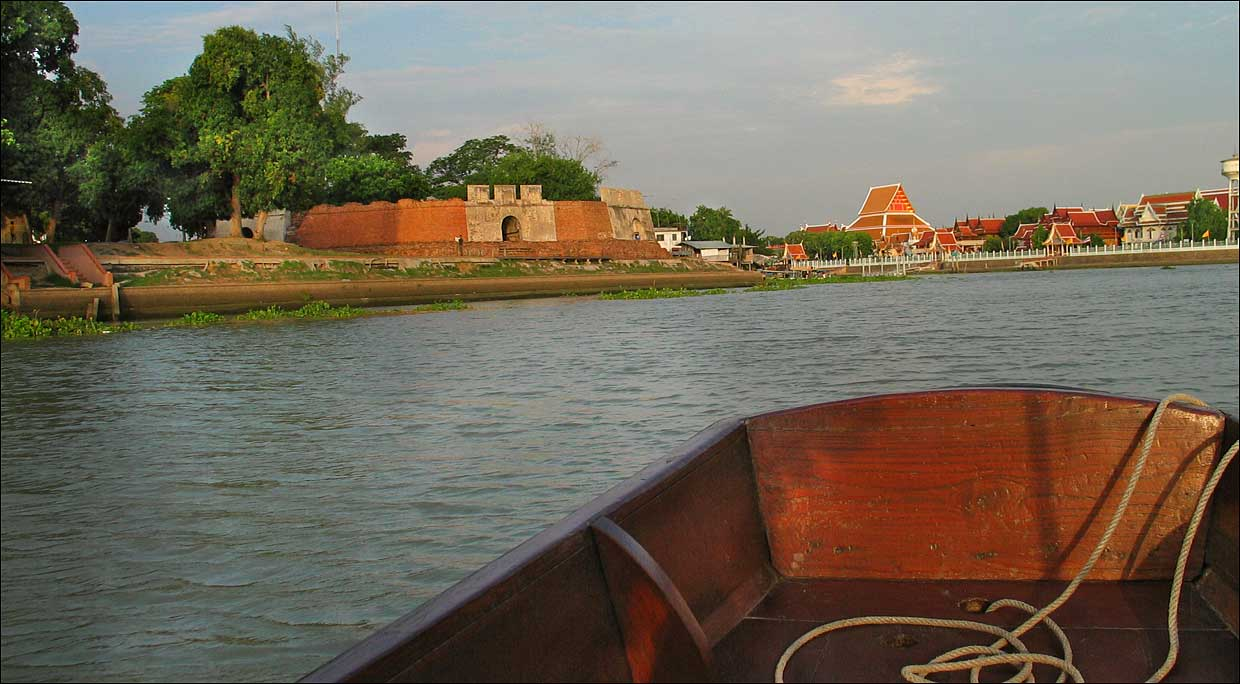
Fortăreața Pom Phet, vestigiu păstrat al fortificațiilor defensive care apărau orașul Ayutthaya; restaurată. Wat Phanan Choeng este vizibil în fundal.

Armata Ayutthaya a fost originea Armatei Regale Thailandeze. Armata era organizată în două componente: o mică armată permanentă de câteva mii de soldați, care apăra capitala și palatul, și o armată mult mai mare, constituită prin recrutare în timp de război. Recrutarea se baza pe sistemul phrai (inclusiv phrai luang și phrai som), care obliga conducătorii locali să furnizeze un număr predeterminat de bărbați din jurisdicția lor, proporțional cu populația, în vremuri de război. Acest sistem de bază al organizării militare a rămas aproape neschimbat până în perioada timpurie Rattanakosin.
Principalele arme ale infanteriei erau în mare parte săbiile, sulițele și arcurile cu săgeți. Unitățile de infanterie erau sprijinite de cavalerie și de corpuri de elefanți de luptă.

### Teritoriu

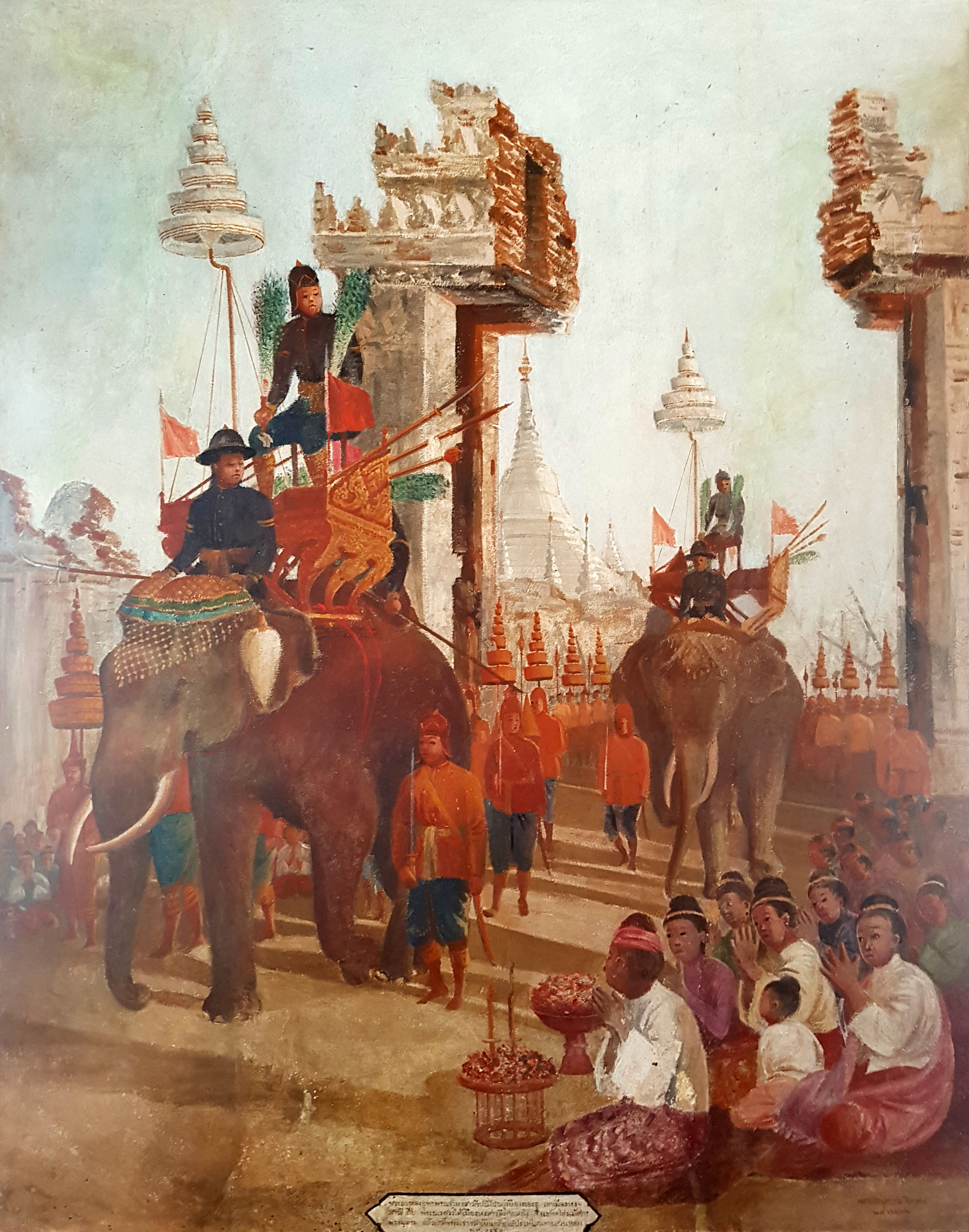
Regele Naresuan intră în Bago, Birmania, abandonat, în anul 1600, frescă realizată de Phraya Anusatchitrakon, Wat Suwandararam, Parcul Istoric Ayutthaya.

Conform unei surse franceze, în secolul al XVIII-lea, Ayutthaya includea următoarele orașe principale: Martaban, Ligor sau Nakhon Sri Thammarat, Tenasserim, Junk Ceylon sau Insula Phuket, Singora sau Songkhla. Tributarele sale erau Patani, Pahang, Perak, Kedah și Malacca.
Mai ales în sud, pretențiile Ayutthaya erau adesea contestate sau minimalizate de sultanatele malay, ceea ce a dus la o serie de expediții militare începând din secolele XVII și XVIII pentru a subjuga aceste sultanate dificile, cel mai faimos fiind expediția militară a regelui Narai către Sultanatul Singora în 1680.

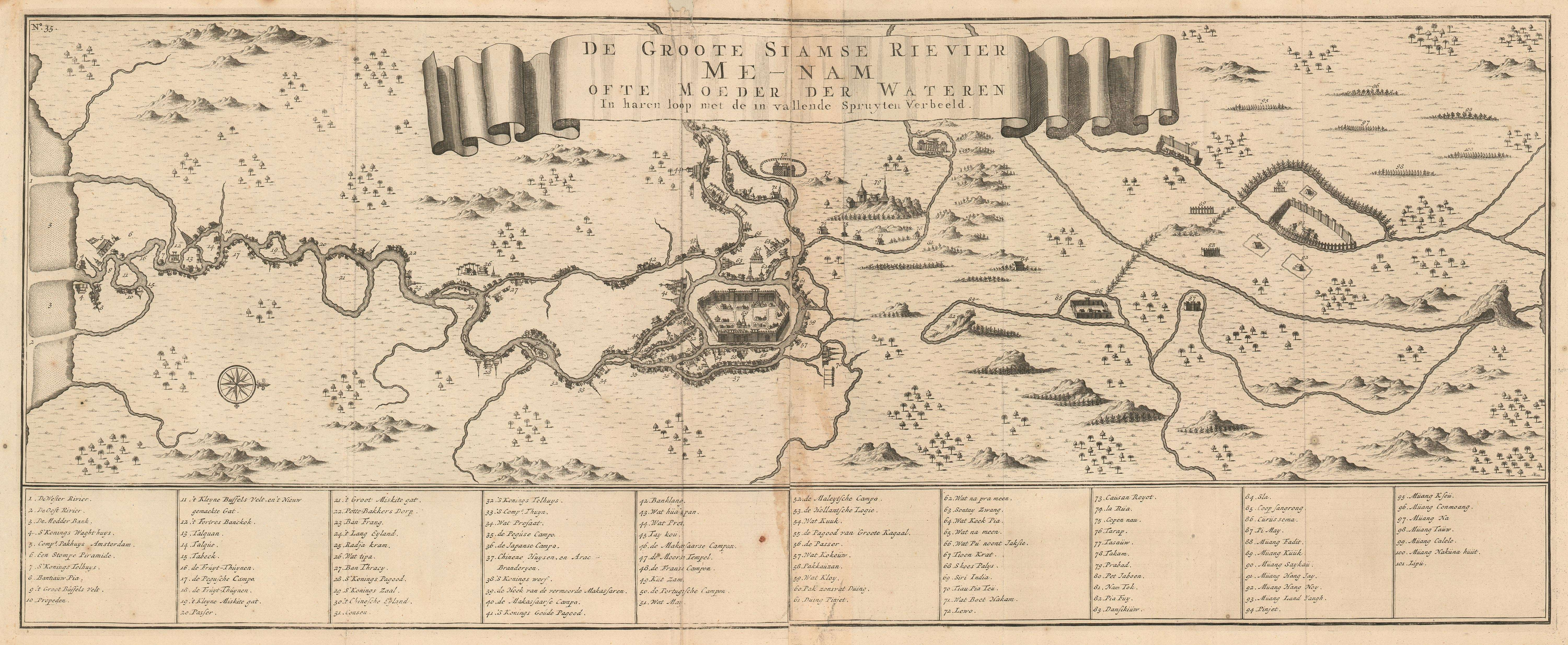
Râul Chao Phraya în Siam (Ayutthaya) – hartă realizată de Valentijn, 1726.

## Cultură și societate

### Populația
Pe toată durata existenței Regatului Ayutthaya, acesta a fost gestionat în mare parte de o societate a nobilimii de serviciu, compusă din câteva mii de persoane, și de țărani servitori (phrai), care formau restul populației, fiind comparabilă cu vechiul regim (Ancien Régime) din Franța sau feudalismul din restul Europei. Scara socială exista în timpul războaielor și, în special în perioada târzie a Ayutthaya, în urma prosperității comerciale din ultimii 150 de ani de pace ai regatului, țăranii bogați au început să conteste statu quo-ul social.
Potrivit istoricului Chris Baker, țărănimea Ayutthaya practica agricultura de tip navetist și trăia în principal în zone dense de-a lungul canalelor care duceau către orașul Ayutthaya și alte orașe din regat, producând bunuri și textile artizanale pentru piața internațională.

### Limba
Limba siameză (thailandeză) era inițial vorbită doar de elita Ayutthaya, dar treptat a depășit clasele sociale și a devenit răspândită în tot regatul în perioada târzie Ayutthaya (1688–1767), deși limba mon era vorbită de oamenii de rând în delta râului Chao Phraya până în jurul anului 1515. Limba khmeră a fost o limbă de prestigiu la curtea Ayutthaya până când a fost înlocuită de limba siameză, dar a continuat să fie vorbită de comunitatea etnică khmeră din Ayutthaya. Mai multe variante ale limbii chineze erau vorbite în Regatul Ayutthaya, chinezii devenind o minoritate importantă în perioada târzie a regatului.
Alte limbi minoritare vorbite în Regatul Ayutthaya includeau malaieza, persana, japoneza, cham, olandeza și portugheza.

### Religie

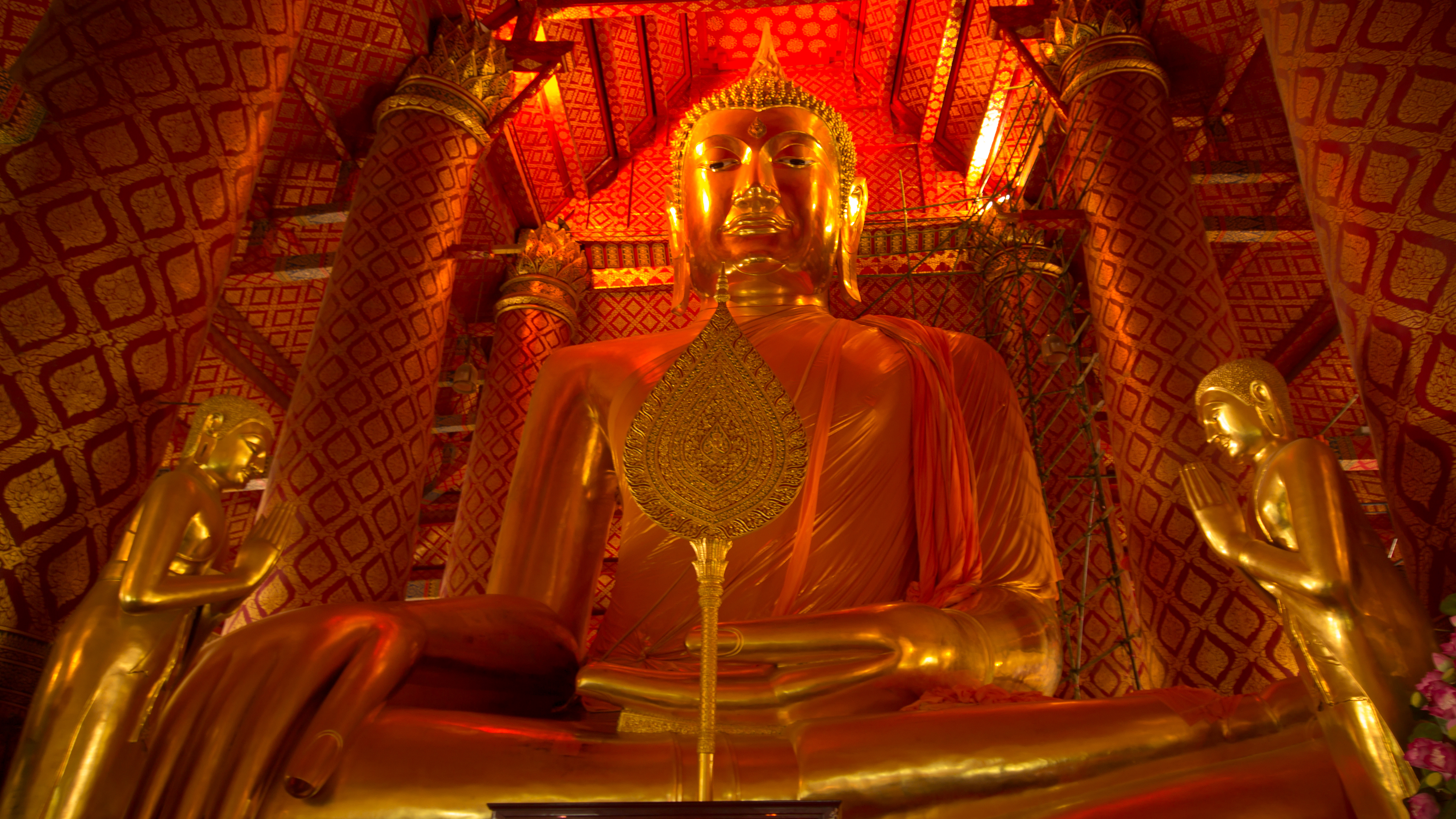
Imensul Buddha așezat, acoperit cu aur, de 19 metri, din Wat Phanan Choeng. Construit în 1324, templul este anterior datei tradiționale de fondare a orașului, 1351.

Religia principală a regatului Ayutthaya era budismul Theravada. Cu toate acestea, multe dintre elementele sistemului politic și social au fost preluate din scripturile hinduse și erau practicate de preoți brahmani. Multe regiuni ale regatului practicau, de asemenea, budismul Mahayana, islamul, iar, influențate de misionari francezi care au ajuns prin China în secolul al XVII-lea, unele zone mici s-au convertit la catolicism. Influența practicilor Mahayana și tantrice a pătruns și în budismul Theravada, dând naștere unei tradiții numite Theravada Tantric.
Lumea naturală era, de asemenea, populată de o serie de spirite care fac parte din Satsana Phi. Phi (thai: ผี) sunt spirite ale clădirilor sau teritoriilor, ale locurilor naturale sau ale unor fenomene; sunt, de asemenea, spirite ancestrale care protejează oamenii sau pot include și spirite malefice. Spiritele phi care sunt zeități protectoare ale unor locuri sau orașe sunt celebrate la festivaluri cu adunări comunitare și ofrande de mâncare. Aceste spirite sunt prezente peste tot în folclorul thailandez.
Se credea că spiritele influențează fenomenele naturale, inclusiv bolile umane, astfel că ritualul baci a devenit o parte importantă a identității religioase și a sănătății spirituale a oamenilor de-a lungul mileniilor. Casele spiritelor erau un obicei popular important, folosit pentru a asigura echilibrul între lumea naturală și cea supranaturală. Astrologia era, de asemenea, o parte vitală în înțelegerea lumilor naturală și spirituală și devenise un mijloc cultural important pentru impunerea tabu-urilor și obiceiurilor sociale.

### Arte și spectacole

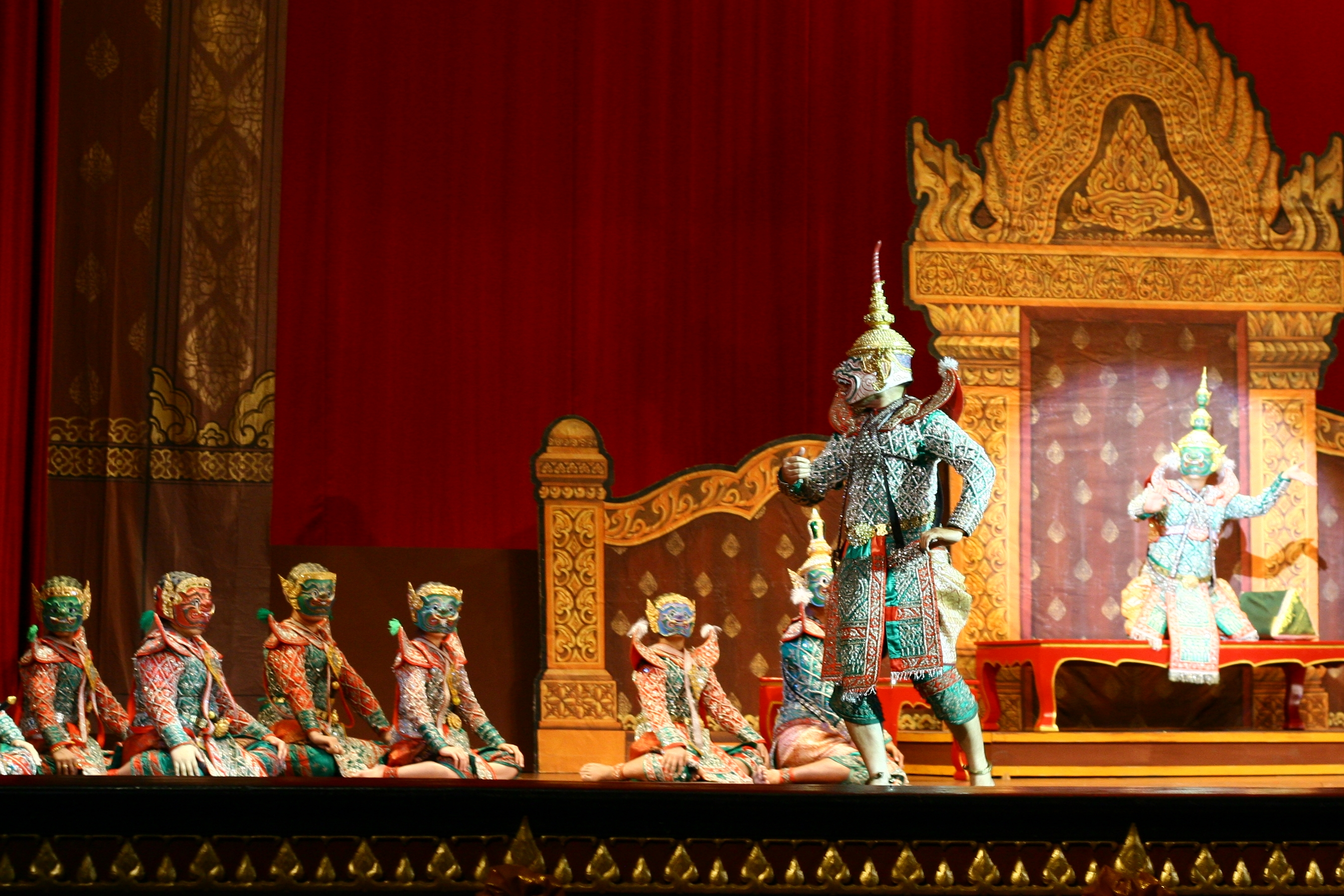
Spectacolul Khon, un dans faimos din perioada Ayutthaya.

Mitul și epopeea Ramakien oferă siamezilor o sursă bogată de materiale dramatice. Curtea regală din Ayutthaya a dezvoltat forme clasice de expresie dramatică numite khon (thailandeză: โขน) și lakhon (ละคร). Ramakien a avut un rol important în modelarea acestor arte dramatice. În perioada Ayutthaya, khon, o versiune dramatizată a Ramakien, era clasificată drept lakhon nai, adică un spectacol teatral rezervat exclusiv publicului aristocratic. Drama siameză și dansul clasic s-au răspândit ulterior în întreaga Peninsulă Indochineză și au influențat dezvoltarea artei de înaltă cultură în majoritatea țărilor din zonă, inclusiv Birmania, Cambodgia și Laos.

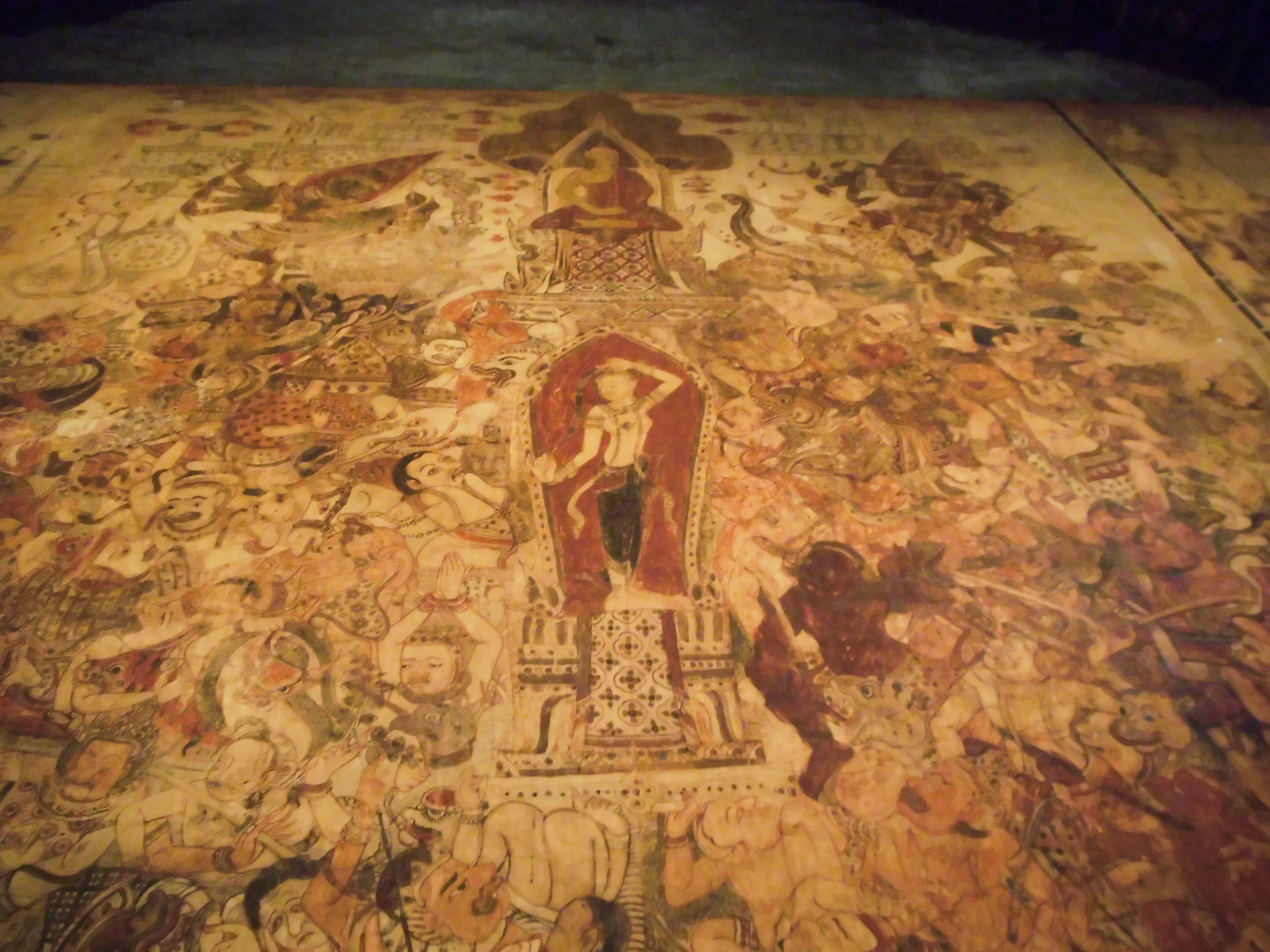
Frescă murală budistă într-un wat din Wat Ko Kaew Suttharam, Phetchaburi; frescele murale în wat-urile din Siam s-au răspândit în perioada târzie a Ayutthayei, în secolul al XVIII-lea.

Dovezi istorice arată că arta thailandeză a teatrului era deja foarte evoluată în secolul al XVII-lea. Ludovic al XIV-lea, Regele Soare al Franței, avea relații diplomatice formale cu regele Narai al Ayutthayei. În 1687, Franța a trimis diplomatul Simon de la Loubère să documenteze tot ceea ce vedea în Regatul Siamez. În celebra sa lucrare Du Royaume de Siam, La Loubère a observat cu atenție teatrul clasic siamez din secolul al XVII-lea, inclusiv o scenă epică de luptă dintr-o reprezentație khon, și a descris în detaliu:
„Siamezii au trei tipuri de spectacole de scenă: ceea ce numesc Cone [khôn] este un dans figurativ, pe sunetul viorii și al altor instrumente. Dansatorii poartă măști și sunt înarmați, reprezentând mai degrabă o luptă decât un dans. Și deși toți folosesc mișcări ample și posturi extravagante, nu încetează să intercaleze câte un cuvânt. Majoritatea măștilor lor sunt hidoase și reprezintă fie fiare monstruoase, fie tipuri de diavoli. Spectacolul numit Lacone este un poem epic și dramatic combinat, care durează trei zile, de la ora opt dimineața până la șapte seara. Sunt istorii în versuri, serioase, și cântate de mai mulți actori mereu prezenți, care doar cântă alternativ… Rabam este un dans dublu de bărbați și femei, care nu este războinic, ci galant… îl pot executa fără prea mult efort, pentru că modul lor de dans este un marș circular, foarte lent și fără mișcări ample; dar cu multe contorsionări lente ale corpului și brațelor."
Despre costumele dansatorilor khon, La Loubère a notat:
„Cei care dansează în Rabam și Cone poartă bonete din hârtie aurită, înalte și ascuțite, ca pălăriile mandarinilor de ceremonie, dar care atârnă în lateral sub urechi, fiind împodobite cu pietre false și cu doi ciucuri din lemn aurit.”
La Loubère a observat, de asemenea, existența muay Thai și muay Laos, remarcând că arătau asemănător (adică implicau utilizarea ambelor pumni și coate în luptă), dar tehnicile de înfășurare a mâinilor erau diferite. Muay Thai din perioada Ayutthaya (mai bine cunoscut sub numele de Muay Boran) avea să influențeze profund sportul modern Muay Thai.

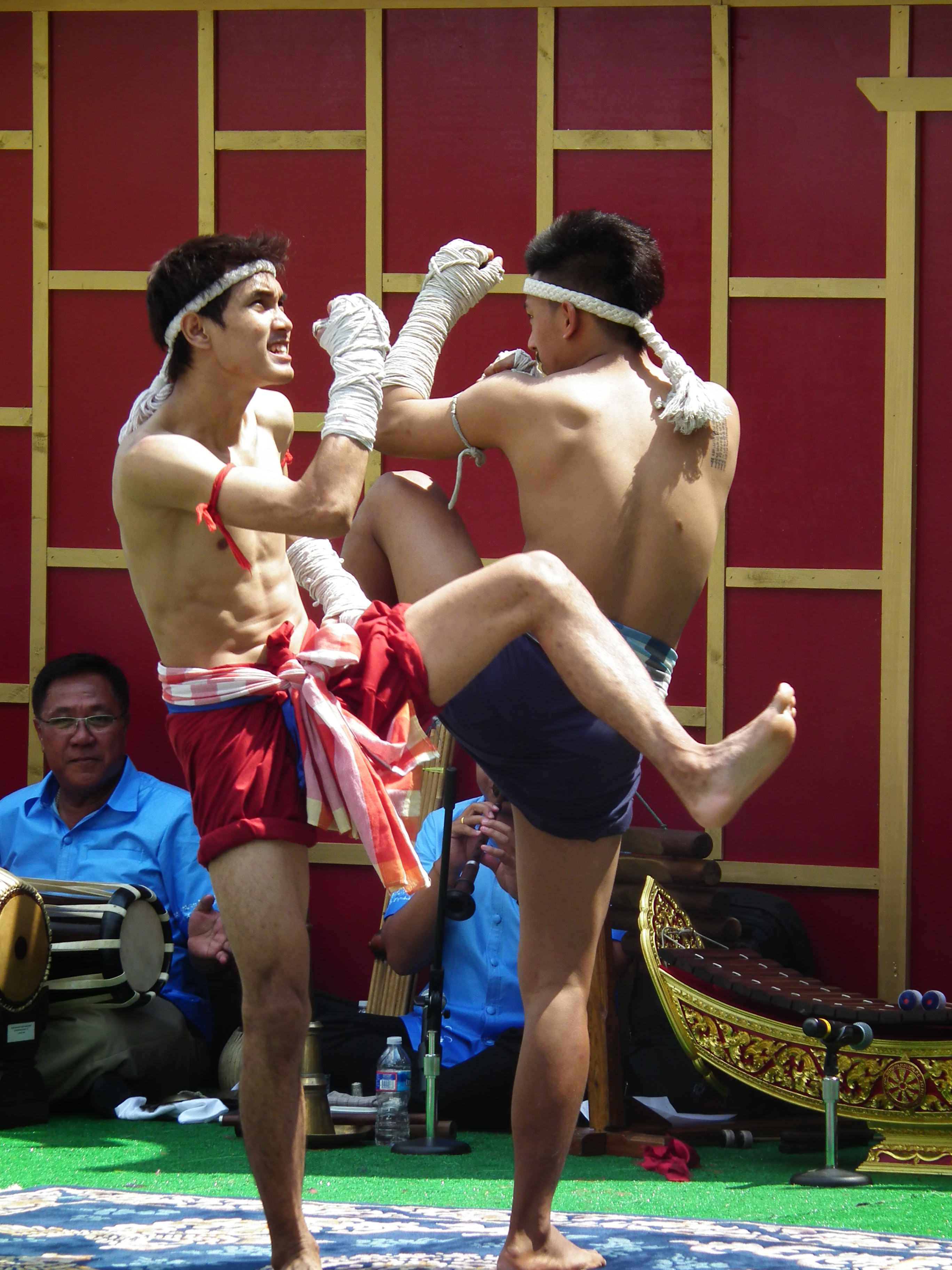
Luptători de Muay Thai purtând tradiționalele mongkhon și pra jiad.

Realizările și influența artei și culturii thailandeze, dezvoltate în perioada Ayutthaya, asupra țărilor vecine sunt evidente în observațiile lui James Low, un savant britanic specializat în Asia de Sud-Est, în timpul începuturilor erei Rattanakosin:
„Siamezii au atins un grad considerabil de perfecțiune în spectacolele dramatice – și sunt, din acest punct de vedere, invidiați de vecinii lor burmezi, laoțieni și cambodgieni, care angajează actori siamezi ori de câte ori au ocazia.”
Krabi-krabong este o formă de luptă cu săbii dezvoltată în Ayutthaya, recunoscută astăzi ca un element esențial al culturii și artelor tradiționale thailandeze. Wat Phutthaisawan, un templu antic important din Ayutthaya, este considerat locul de naștere al krabi-krabong.

### Literatură
Ayutthaya a fost un regat bogat în producție literară. Chiar și după prăbușirea Ayutthayei în 1767, multe capodopere literare în limba thailandeză au supraviețuit. Totuși, literatura ayutthayană (precum și literatura thailandeză înainte de era modernă) a fost dominată de compoziții în versuri (adică poezie), în timp ce lucrările în proză erau rezervate problemelor legale, înregistrărilor afacerilor de stat și cronicilor istorice. Astfel, există multe opere de natură poetică epică în limba thailandeză. Tradiția poetică thailandeză s-a bazat inițial pe forme poetice indigene precum rai (ร่าย), khlong (โคลง), kap (กาพย์) și klon (กลอน). Unele dintre aceste forme poetice — în special khlong — au fost împărtășite între vorbitorii limbilor tai încă din vremuri străvechi (înainte de apariția Siamului).

#### Influența sanscrită asupra limbii siameze
Prin influența budistă și hindusă, o varietate de metri prosodici Chanda au fost preluați prin intermediul Ceylonului (Sri Lanka). Deoarece limba thailandeză este monosilabică, a fost nevoie de un număr mare de cuvinte împrumutate din sanscrită și pali pentru a putea compune acești metri clasici sanscriți. Conform lui B. J. Terwiel, acest proces s-a accelerat în timpul domniei regelui Borommatrailokkanat (1448–1488), care a reformulat sistemul de guvernare al Siamului, transformând politica sa într-un imperiu bazat pe sistemul feudal mandala.
Noul sistem cerea o limbă imperială pentru clasa nobilă. Această influență literară a schimbat cursul limbii thailandeze (sau siameze), diferențiind-o de celelalte limbi tai prin creșterea drastică a numărului de cuvinte din sanscrită și pali și prin impunerea dezvoltării unui sistem de scriere care să păstreze ortografia cuvintelor sanscrite pentru scopuri literare. Până în secolul al XV-lea, limba thailandeză evoluase într-un mediu distinct, cu o identitate literară emergentă a unui nou stat.
Aceasta a permis poeților siamezi să compună în diferite stiluri poetice și stări, de la versuri jucăușe și umoristice, la klong-uri romantice și elegante și la prosodii chan rafinate și imperioase, modificate după metri clasici sanscriți. Poeții thailandezi au experimentat aceste forme prosodice diferite, creând poezii "hibride" inovatoare, precum Lilit (un amestec de versuri khlong și kap sau rai) sau Kap hor Klong (poezii khlong încapsulate de versuri kap). Astfel, thailandezii au dezvoltat un simț fin pentru poezie.
Pentru a valorifica acest nou mediu literar, era necesară o educație clasică intensivă în pali, ceea ce a făcut ca poezia să devină o ocupație exclusivă a claselor nobile. Totuși, Terwiel notează, citând manualul din secolul al XVII-lea Jindamanee, că scribii și oamenii de rând erau încurajați să învețe pali și sanscrită de bază pentru avansarea în carieră.

#### Ramakien

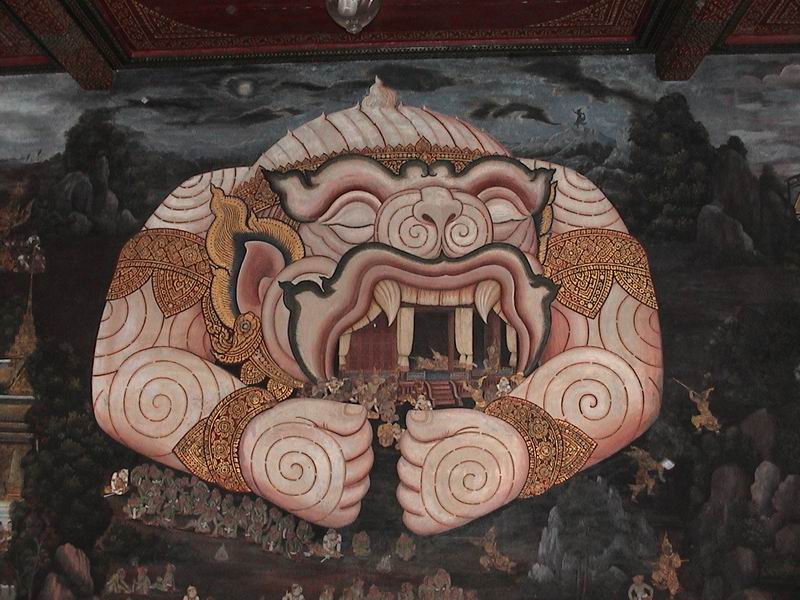
Hanuman îl protejează pe Pavilionul lui Rama (pictură murală, „Camera 53” din galeria Wat Phra Kaeo)

Majoritatea țărilor din Asia de Sud-Est împărtășesc o cultură indianizată. Prin urmare, tradițional, literatura thailandeză a fost puternic influențată de cultura indiană și de ideologia budist-hindu încă de la apariția sa în secolul al XIII-lea. Epopeea națională a Thailandei este o versiune a poveștii lui Rama-Pandita, așa cum este relatată de Gotama Buddha în Dasharatha Jataka, numită Ramakien, tradusă din pali și reorganizată în versuri siameze. Importanța epopeii Ramayana în Thailanda se datorează adoptării de către thailandezi a ideologiei religios-politice hinduse a regalității, întruchipată de Rama. Capitala siameză, Ayutthaya, a fost numită după orașul sfânt Ayodhya, orașul lui Rama. Regii thailandezi ai dinastiei actuale, începând cu Rama al VI-lea și retroactiv, sunt denumiți „Rama” până în prezent (relațiile cu Occidentul au determinat coroană să caute un nume scurt care să exprime regalitatea atât pentru thailandezi, cât și pentru străini, urmând stilurile europene).
Mai multe versiuni ale epopeii Ramakien au fost pierdute în distrugerea Ayutthaya în 1767. În prezent, există trei versiuni. Una dintre ele a fost pregătită sub supravegherea (și parțial scrisă de) regele Rama I. Fiul său, Rama II, a rescris unele părți pentru drama khon. Principalele diferențe față de original sunt un rol extins pentru zeul-maimuță Hanuman și adăugarea unui final fericit. Multe dintre poemele populare printre nobilii thailandezi se bazează, de asemenea, pe povești indiene. Unul dintre cele mai faimoase este Anirut Kham Chan, care se bazează pe o poveste antică indiană despre prințul Anirudha.

#### Khun Chang Khun Phaen: epopeea populară siameză

Reprezentație modernă a recitării orale sepha a poeziei thailandeze.

În perioada Ayutthaya, poveștile populare au înflorit de asemenea. Una dintre cele mai faimoase este povestea lui Khun Chang Khun Phaen (thailandeză: ขุนช้างขุนแผน), cunoscută în Thailanda pur și simplu ca „Khun Phaen”, care combină elemente de comedie romantică și aventuri eroice, dar se încheie cu o tragedie profundă. Epopeea Khun Chang Khun Phaen (KCKP) îl are în centru pe Khun Phaen, un general siamez cu puteri magice supranaturale, care a servit regele Ayutthaya, și relația sa de triunghi amoros cu Khun Chang și cu o frumoasă fată siameză pe nume Wan-Thong.
Compoziția KCKP, asemenea altor epopei transmise oral, a evoluat în timp. Ea a apărut inițial ca o recitare sau sepha în tradiția orală thailandeză, în jurul începutului secolului al XVII-lea (cca. 1600). Trubadurii și menestrelii siamezi au adăugat pe parcurs tot mai multe subintrigi și scene îmbogățite poveștii originale.
Până în perioada târzie a Regatului Ayutthaya, povestea a căpătat forma actuală, fiind un lung poem epic cu aproximativ 20.000 de versuri, întins pe 43 de volume samut thai. Versiunea existentă astăzi este scrisă în întregime în metru klon și este cunoscută în Thailanda ca nithan Kham Klon (นิทานคำกลอน), ceea ce înseamnă „poveste poetică”.

### Arhitectură

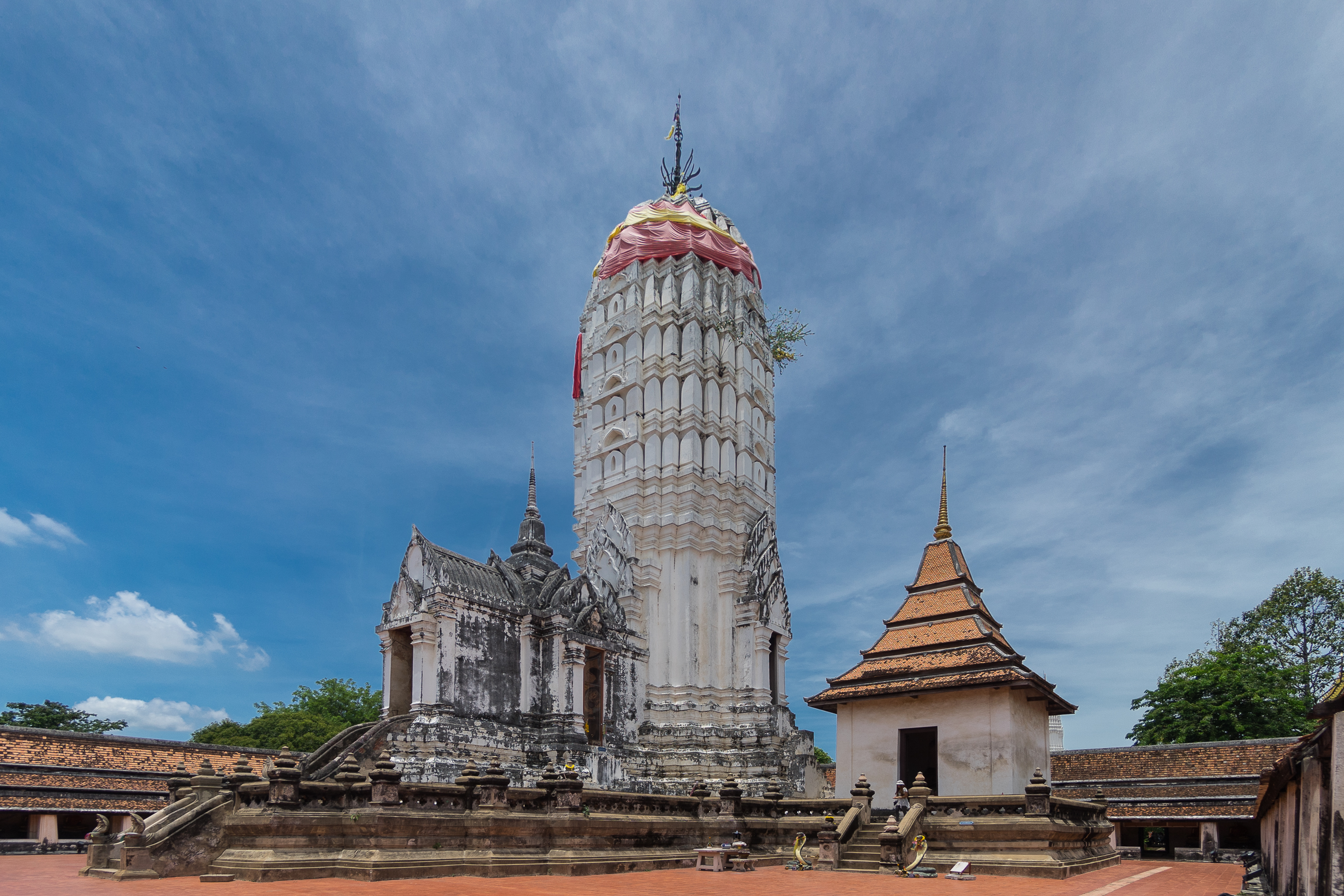
Prangul principal al templului Wat Phutthaisawan, Ayutthaya

Templul budist din Ayutthaya se încadrează în una dintre cele două categorii generale: templul solid în stil stupa și templul în stil prang (thailandeză: ปรางค์). Prang-urile pot fi întâlnite, de asemenea, în diverse forme în Sukhothai, Lopburi și Bangkok (Wat Arun). Dimensiunile pot varia, însă de obicei prang-urile măsoară între 15 și 40 de metri în înălțime și seamănă cu o structură în formă de știulete de porumb.
Prang-urile reprezintă în esență Muntele Meru. În Thailanda, relicvele lui Buddha erau adesea depozitate într-o criptă din interiorul acestor structuri, reflectând credința că Buddha este o ființă de cea mai mare importanță, care a atins iluminarea și a arătat și altora calea către iluminare.

### Situri arheologice notabile
| Name                               | Picture | Built                                                                    | Sponsor(s)                                           | Notes |
| ---------------------------------- | ------- | ------------------------------------------------------------------------ | ---------------------------------------------------- | --- |
| Palatul Chan, Phitsanulok          |         | Construit în perioada Sukhothai (1238–1438)                              | Regele Li Thai al Sukhothai                          | Fosta reședință regală a Palatelor Anterioare din Ayutthaya: regele Borommatrailokkanat și regele Naresuan. A fost folosită ca reședință regală din perioada Sukhothai până când a fost abandonată de Naresuan.                                                  |
| Wat Phanan Choeng                  |         | 1324                                                                     | Regele Sai Nam Peung al Ayodhya                      | Construit cu 27 de ani înainte de întemeierea Ayutthayei; templu venerat, încă folosit în prezent. |
| Wat Phutthaisawan                  |         | Înainte de 1351                                                          | Regele Uthong                                        | Construit înainte de întemeierea Ayutthayei; locul de naștere al artei marțiale thailandeze cu sabia, krabi-krabong. |
| Wat Thammikarat                    |         | Înainte de 1351                                                          |                                                      | |
| Wat Phra Si Sanphet                |         | 1351                                                                     | Regele Uthong                                        | |
| Wat Yai Chai Mongkhon              |         | 1357                                                                     | Regele Uthong                                        | |
| Wat Phra Ram                       |         | 1369                                                                     | Regele Ramesuan                                      | |
| Wat Mahathat                       |         | 1374                                                                     | Regele Borommarachathirat I                          | |
| Wat Ratchaburana                   |         | 1424                                                                     | Regele Borommarachathirat II                         | |
| Front Palace, Ayutthaya            |         |                                                                          |                                                      | Reședința principală a Palatelor Anterioare din Ayutthaya. Restaurată de regele Mongkut. În prezent găzduiește Muzeul Național Chan Kasem. |
| Pavilionul Elefantilor Kraal       |         | Secolul XVI                                                              |                                                      | Țarc regal pentru elefanți folosit anterior de monarhii din Ayutthaya, unul dintre puținele care mai există în Thailanda. Astăzi este utilizat ca tabără pentru elefanți.                                                                                        |
| Wat Na Phra Men                    |         | 1503                                                                     | Regele Ramathiodi II                                 | Unul dintre cele mai bine conservate temple din Ayutthaya. A supraviețuit căderii Ayutthaya în 1767. Restaurat în timpul domniei regelui Nangklao (r. 1824–1851).                                                                                                |
| Chedi Phukhao Thong                |         | 1587 (recontruit Îîn 1744)                                               | Prințul (mai tărziu Regele) Naresuan King Borommakot | Construit pentru a comemora o victorie în luptă, după eliberarea Ayutthaya de sub dominația birmană în 1584. |
| Wat Phra Phutthabat, Saraburi      |         | 1624                                                                     | Regele Songtham                                      | Loc de pelerinaj în Thailanda până în prezent. |
| Wat Chai Watthanaram               |         | 1630                                                                     | Regele Prasat Thong                                  | |
| Prasat Nakhon Luang                |         | 1631                                                                     | Regele Prasat Thong                                  | Reconstruit în mare parte în timpul domniei regelui Chulalongkorn. |
| Palatul regelui Narai, Lopburi     |         | 1666                                                                     | Regele Narai                                         | Palatul regelui Narai din 1666 până la moartea sa în 1688. |
| Wat Kudi Dao                       |         | Înainte de 1711                                                          | Prințul, mai tărziu Regele Borommakot                | Un bun exemplu de arhitectură târzie din Ayutthaya, secolul al XVIII-lea. Parțial restaurat. |
| Wat Ko Kaew Suttharam, Phetchaburi |         | 1734                                                                     | Regele Borommakot                                    | Unul dintre cele mai bune exemple de fresce (picturi murale) din templele (wat) Ayutthaya din secolul al XVIII-lea. |
| Wihan Phra Mongkhon Bophit         |         | Renovat considerabil în timpul domniei regelui Borommakot (r. 1733–1758) | Regele Borommakot                                    | Puternic avariat în timpul jafului birmanez din 1767, aspectul actual al wihan-ului provine în mare parte din renovările majore ale templului realizate de regele Borommakot în secolul al XVIII-lea. A fost în mare parte reconstruit în mijlocul secolului XX. |

### Viața cotidiană

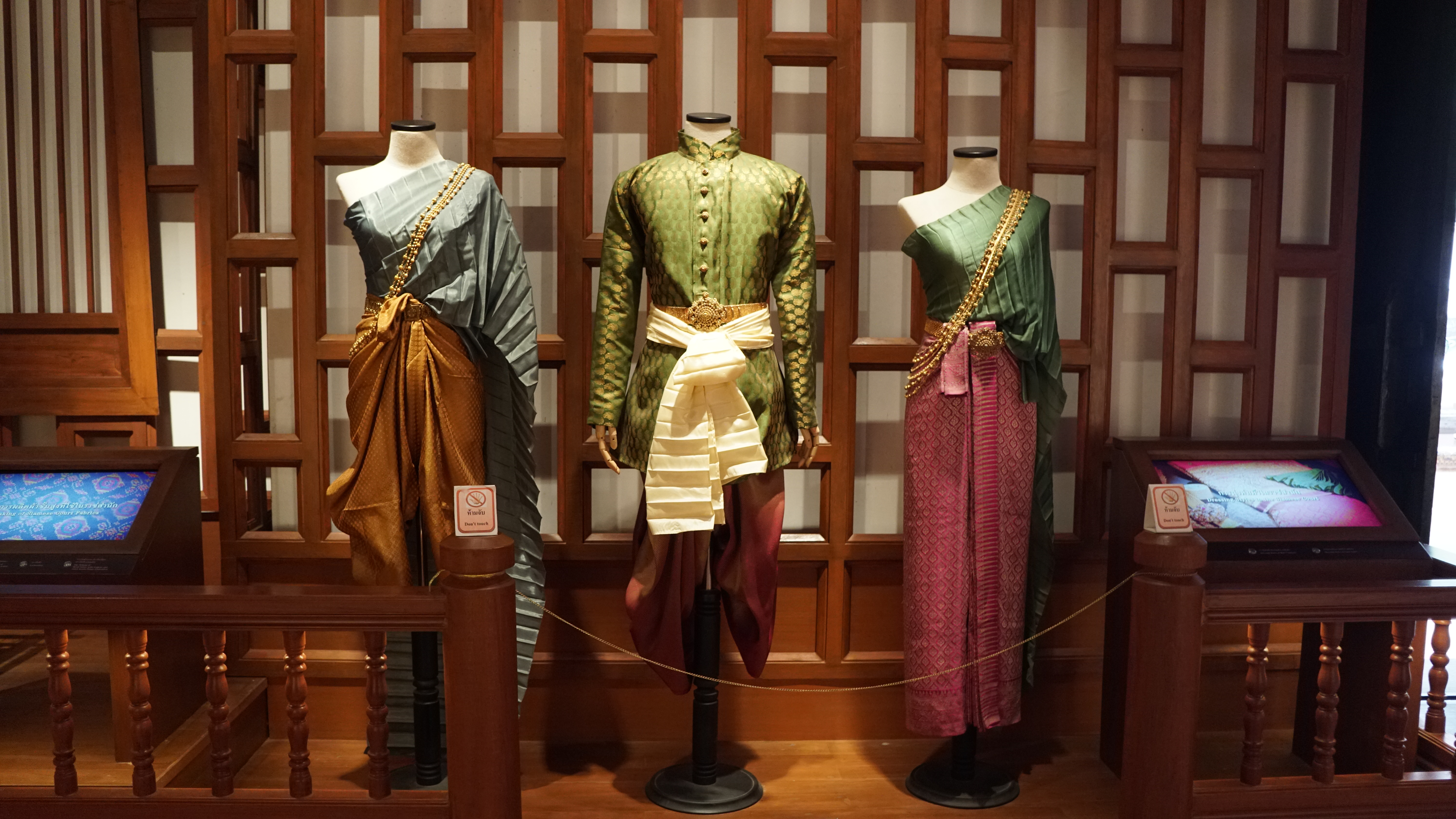
Costume tradiționale thailandeze în Muzeul Național din Bangkok

#### Îmbrăcămintea
În perioada Ayutthaya erau evidente trei stiluri de îmbrăcăminte, fiecare legat de clasa socială:
1. Îmbrăcămintea de curte (purtată de rege, regină, concubine și oficiali guvernamentali superiori):

- Bărbați: Regele purta mongkut (มงกุฎ) ca acoperământ pentru cap, guler rotund mandarin cu khrui și chong kben (โจงกระเบน) ca pantaloni. Oficialii de curte, care lucrau în palatul regal, purtau lomphok ca acoperământ pentru cap, khrui și chong kben.
- Femei: Regina purta chada (ชฎา) ca acoperământ pentru cap, sabai (สไบ) — o bucată de material înfășurată peste un umăr, în jurul pieptului și spatelui — și pha nung (ผ้านุ่ง) ca fustă. Concubinele purtau părul lung, sabai și pha nung.

1. Nobili (cetățeni înstăriți):

- Bărbați: purtau cămașă cu guler mandarin, coafură mahadthai (ทรงมหาดไทย) și chong kben.
- Femei: purtau sabai și pha nung.

1. Țărani:

- Bărbați: purtau un loincloth (haină tradițională de mijloc), pieptul gol, coafură mahadthai, uneori sarong sau chong kben.
- Femei: purtau sabai și pha nung.

## Economia

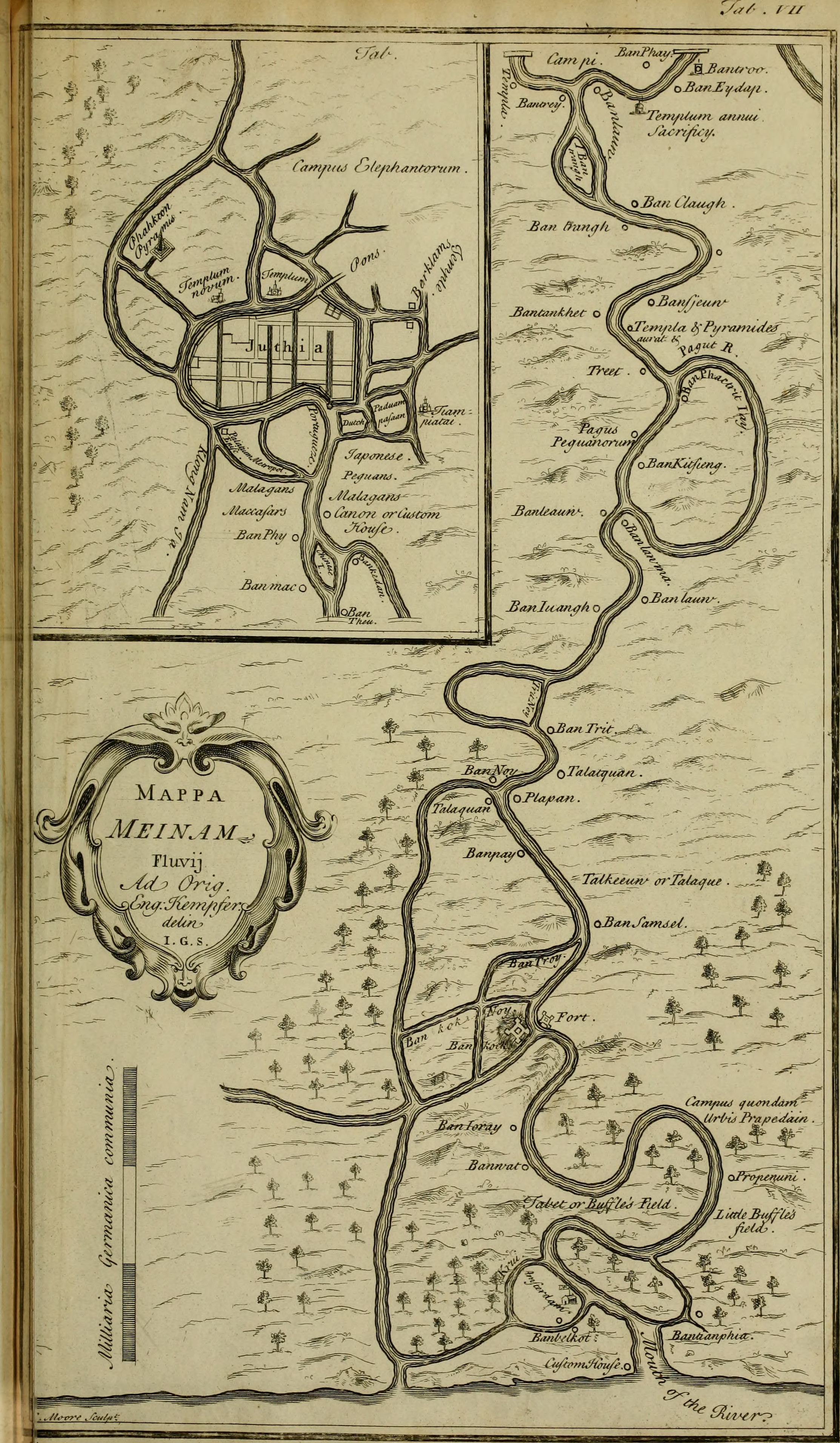
Harta cursului râului Chao Phraya la Ayutthaya în secolul al XVII-lea

Thailandezii nu au dus niciodată lipsă de alimente. Țăranii cultivau orez atât pentru consum propriu, cât și pentru plata taxelor. Ce rămânea era folosit pentru susținerea instituțiilor religioase. Între secolele XIII și XV, însă, a avut loc o transformare în cultivarea orezului în Thailanda. În regiunile înalte, unde precipitațiile trebuiau completate cu un sistem de irigații pentru a controla nivelul apei în orezăriile inundate, thailandezii semănau orez lipicios, care este și astăzi alimentul de bază în regiunile nordice și nord-estice. Însă, în câmpia inundabilă a râului Chao Phraya, fermierii au trecut la o varietate diferită de orez – așa-numitul „orez plutitor”, un soi subțire, nelipicios, introdus din Bengal – care creștea suficient de repede pentru a ține pasul cu ridicarea nivelului apei în terenurile joase.
Această nouă varietate creștea ușor și abundent, producând un surplus ce putea fi vândut ieftin în străinătate. Ayutthaya, situată la extremitatea sudică a câmpiei, a devenit astfel centrul activității economice. Sub patronajul regal, muncitori obligați prin corvoadă săpau canale pe care orezul era transportat de la câmpuri la navele regelui pentru a fi exportat în China. În acest proces, delta râului Chao Phraya – până atunci considerată nepotrivită pentru locuire – a fost recuperată și cultivată. Tradițional, regele avea datoria de a oficia o ceremonie religioasă pentru binecuvântarea plantării orezului.
Deși orezul era abundent în Ayutthaya, exportul de orez era interzis din când în când, atunci când apăreau foamete din cauza calamităților naturale sau a războiului. De obicei, orezul era trocat pentru bunuri de lux și armament de la occidentali, însă cultivarea orezului era destinată în principal pieței interne, iar exportul era în mod evident nesigur.

### Comerț și valută
Ayutthaya a folosit oficial scoici cowrie, prakab (monede din lut ars) și pod duang ca mijloace de plată. Pod duang a devenit principalul mijloc de schimb de la începutul secolului al XIII-lea până în timpul domniei regelui Chulalongkorn.

### Ayutthaya ca port comercial internațional

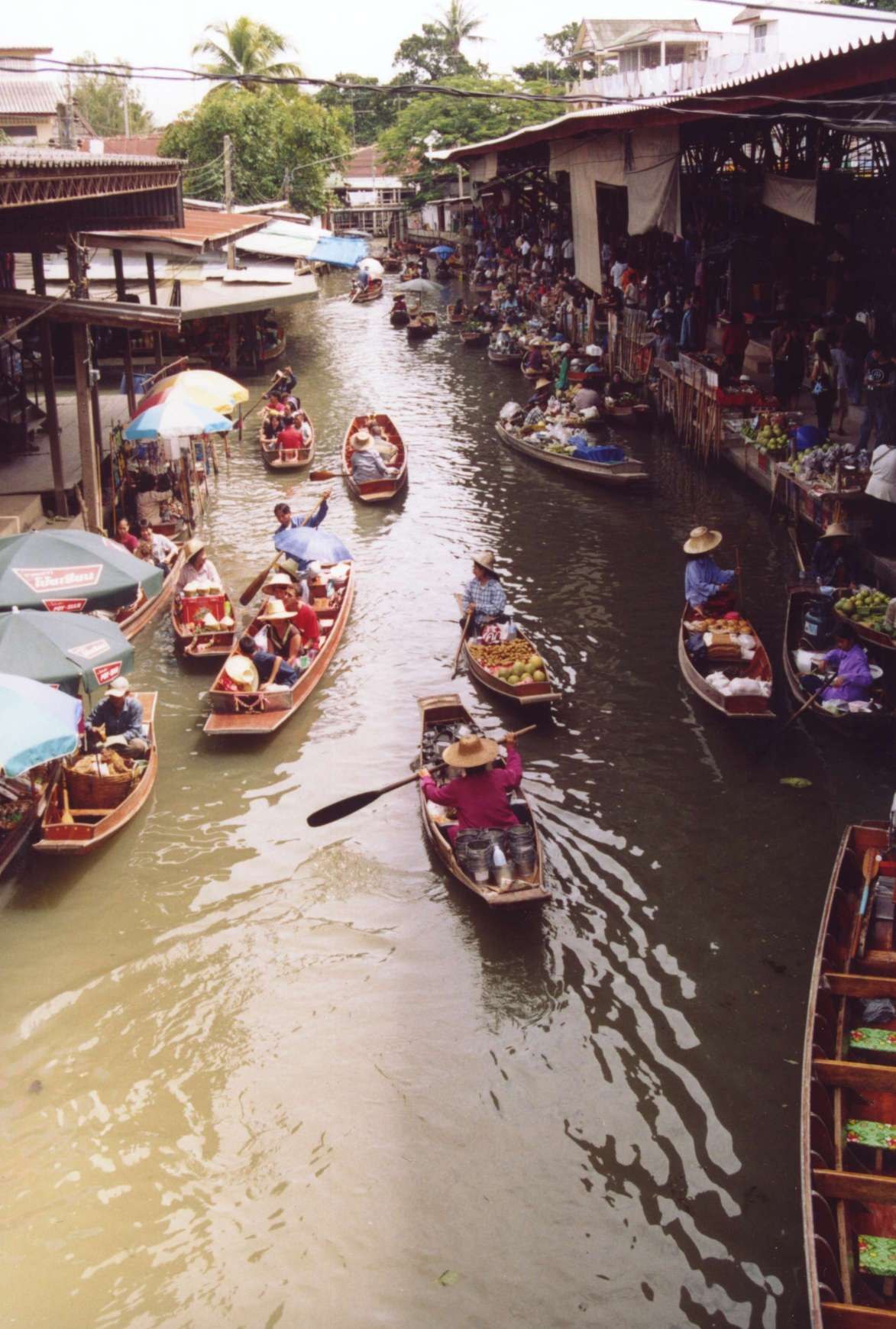
Piața plutitoare, un loc de comerț din perioada Ayutthaya, unde mărfurile erau vândute de pe bărci

Comerțul cu europenii a fost intens în secolul al XVII-lea. De fapt, negustorii europeni schimbau bunurile lor, în special arme moderne precum puști și tunuri, pe produse locale din junglele interioare, cum ar fi lemnul de sappan (literal „pod”), piele de cerb și orez. Tomé Pires, un navigator portughez, a menționat în secolul al XVI-lea că Ayutthaya, sau Odia, era „bogată în mărfuri bune”. Majoritatea negustorilor străini care veneau în Ayutthaya erau europeni și chinezi, fiind taxați de autorități. Regatul avea o abundență de orez, sare, pește uscat, arrack și legume.
Comerțul cu străinii, în special olandezii, a atins apogeul în secolul al XVII-lea. Ayutthaya a devenit o destinație principală pentru negustorii din China și Japonia. Se observa că străinii începeau să participe în politica regatului. Regii Ayutthaya angajau mercenari străini care uneori luptau în războaiele împotriva dușmanilor regatului. Totuși, după epurarea francezilor spre sfârșitul secolului al XVII-lea, principalii comercianți cu Ayutthaya au rămas chinezii. Olandezii de la Compania Olandeză a Indiilor de Est (Vereenigde Oost-Indische Compagnie sau VOC) erau încă activi. Economia Ayutthaya a început să decadă rapid în secolul al XVIII-lea, până când invazia birmană a cauzat prăbușirea totală a economiei în 1767.

#### Contacte cu Occidentul
În 1511, imediat după cucerirea Malacca, portughezii au trimis o misiune diplomatică condusă de Duarte Fernandes la curtea regelui Ramathibodi al II-lea din Ayutthaya. După stabilirea unor relații amicale între Regatul Portugaliei și Regatul Siamului, au revenit cu un trimis siamez care a adus cadouri și scrisori regelui Portugaliei. Portughezii au fost primii europeni care au vizitat țara. Mercenarii portughezi au jucat, de asemenea, un rol important în invazia Lanna din 1539 de către regele Chairachathirat, iar soldații portughezi au fost considerați o forță de luptă respectată pentru regat pe tot parcursul existenței sale.  Cinci ani după acest contact inițial, Ayutthaya și Portugalia au încheiat un tratat care acorda portughezilor permisiunea de a face comerț în regat. Un tratat similar în 1592 a oferit olandezilor o poziție privilegiată în comerțul cu orez.
Străinii erau primiți cordial la curtea lui Narai (1657–1688), un conducător cu o perspectivă cosmopolită, dar totodată precaut față de influențele externe. Legături comerciale importante au fost încheiate cu Japonia. Companiile comerciale olandeze și engleze au primit permisiunea de a înființa fabrici, iar misiuni diplomatice thailandeze au fost trimise la Paris și Haga. Prin menținerea acestor relații, curtea thailandeză a reușit să echilibreze influența olandezilor față de englezi și francezi, evitând dominația excesivă a unei singure puteri.
Totuși, în 1664, olandezii au folosit forța pentru a obține un tratat care le acorda drepturi extraterritoriale și acces mai liber la comerț. La insistențele ministrului său de externe, aventurierul grec Constantin Phaulkon, Narai a apelat la Franța pentru ajutor. Inginerii francezi au construit fortificații pentru thailandezi și au ridicat un nou palat la Lopburi pentru Narai. În plus, misionarii francezi s-au implicat în educație și medicină și au adus prima tiparniță în țară. Interesul personal al regelui Ludovic al XIV-lea a fost stârnit de rapoartele misionarilor care sugerau că Narai ar putea fi convertit la creștinism.

Totuși, prezența franceză încurajată de Phaulkon a provocat resentimente și suspiciuni în rândul nobilimii thailandeze și clerului budist. Când s-a aflat că Narai era pe moarte, un general, Phetracha (domnit 1688–1693), a organizat o lovitură de stat, revoluția siameză din 1688, a confiscat tronul, a ucis moștenitorul desemnat, un creștin, și l-a executat pe Phaulkon împreună cu mai mulți misionari. Apoi a expulzat străinii rămași. Unele studii susțin că Ayutthaya a început o perioadă de izolare față de comercianții europeni, primind însă mai mulți comercianți chinezi. Alte studii recente argumentează că, din cauza războaielor și conflictelor din Europa din mijlocul secolului al XVIII-lea, comercianții europeni și-au redus activitățile în Est. Cu toate acestea, era evident că Compania Olandeză a Indiilor de Est (VOC) încă desfășura afaceri în Ayutthaya în ciuda dificultăților politice.

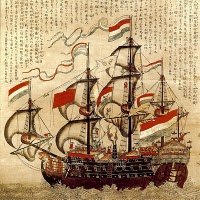
Vapor comercial al Companiei Olandeze a Indiilor de Est.
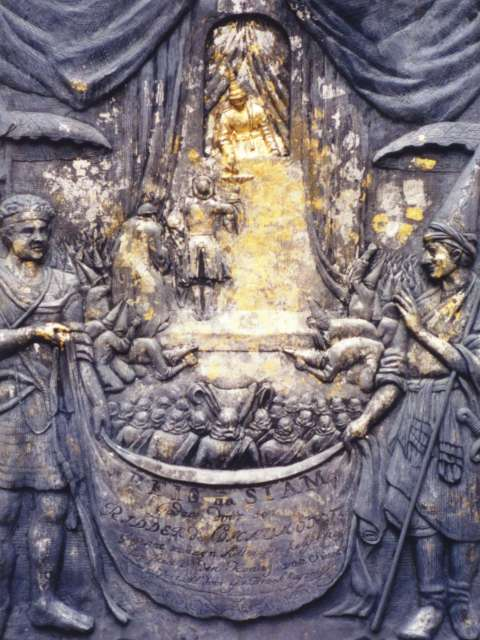
Placă memorială în Lopburi care îl înfățișează pe Regele Narai împreună cu ambasadorii francezi.
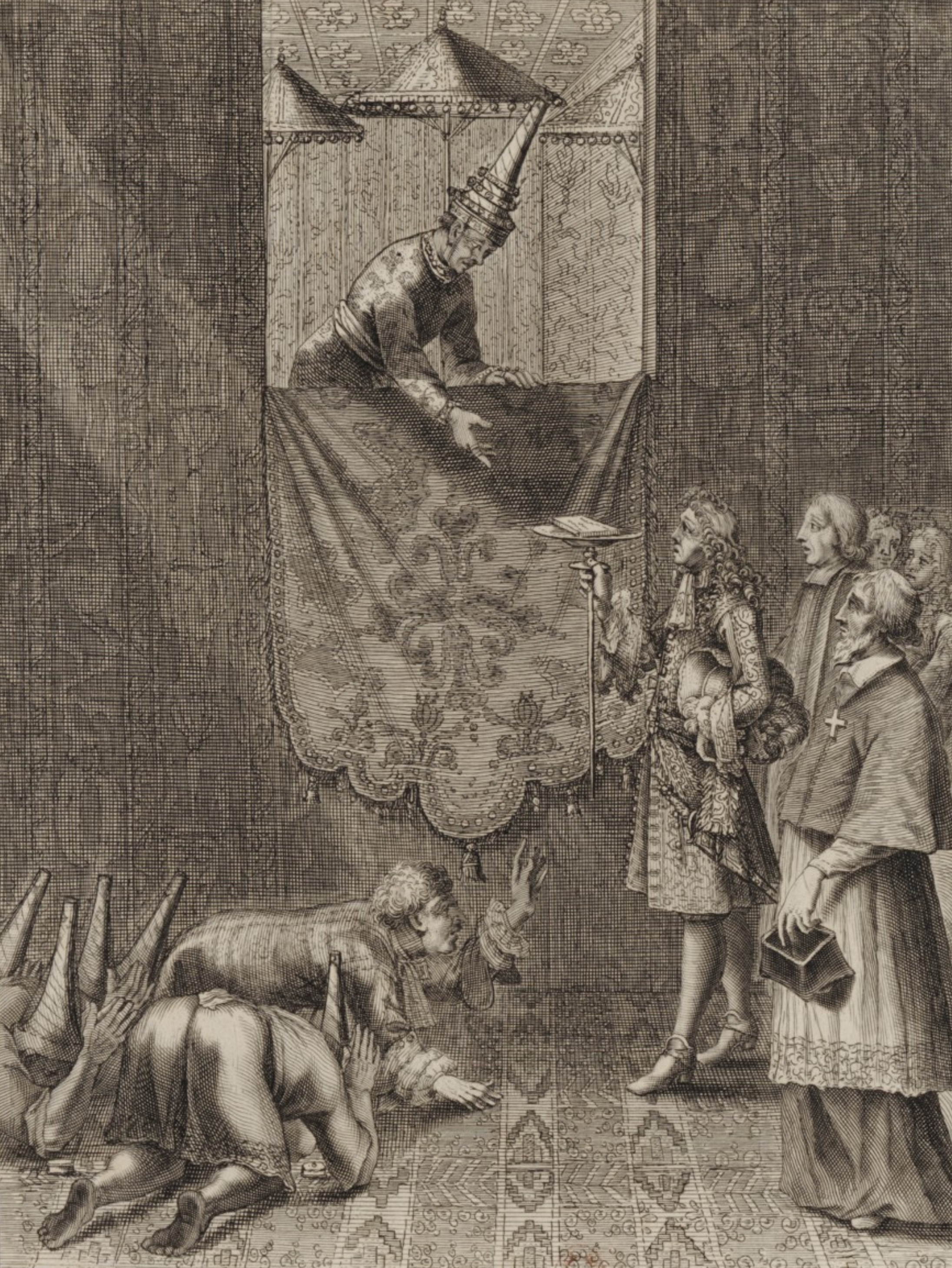
Ambasadorul francez Chevalier de Chaumont îi prezintă o scrisoare regelui Narai din partea lui Ludovic al XIV-lea. Constance Phaulkon este văzut făcând kowtow în colțul din stânga jos al gravurii.
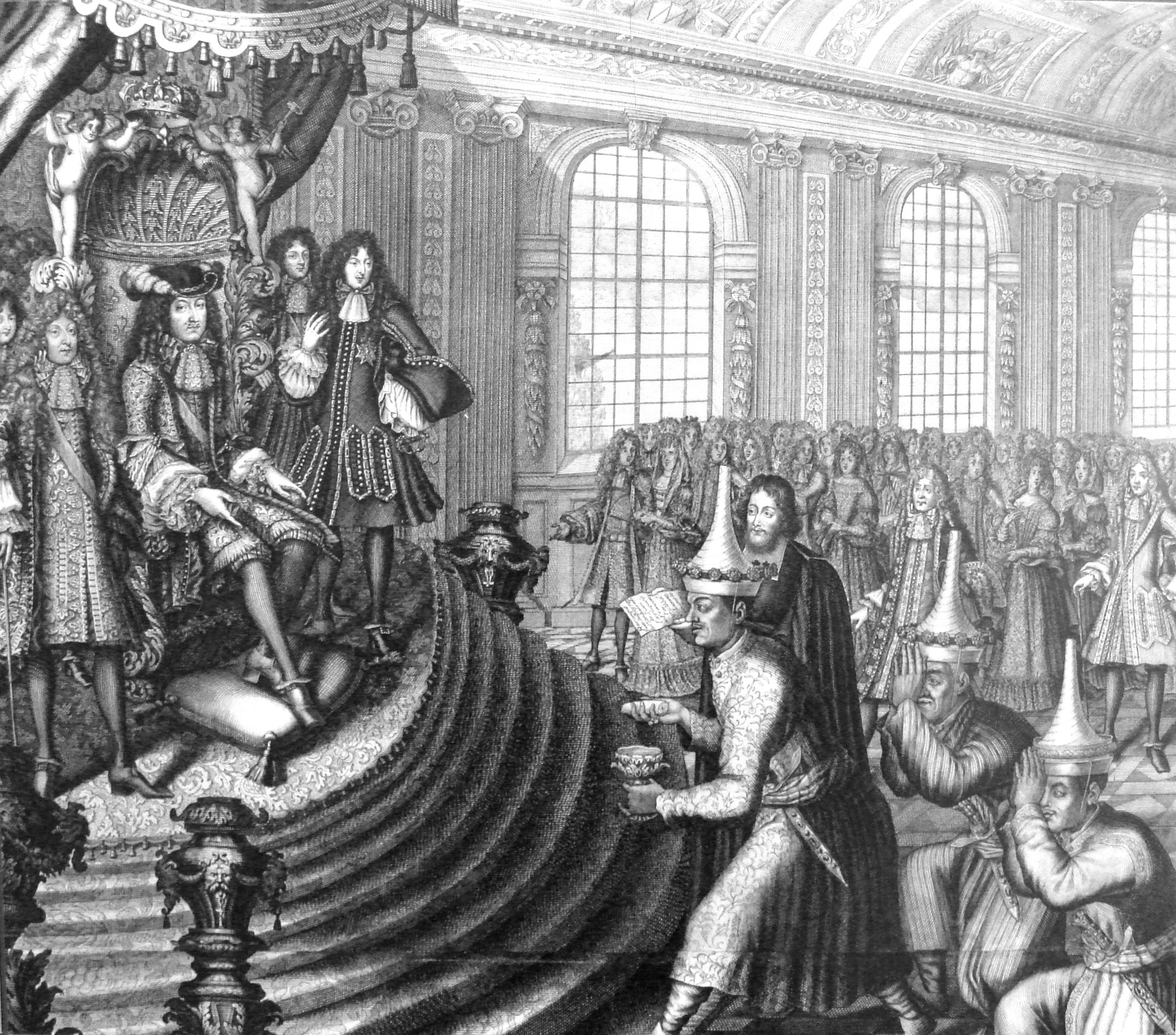
Ambasada siameză la Ludovic al XIV-lea în 1686, realizată de Nicolas de Larmessin.
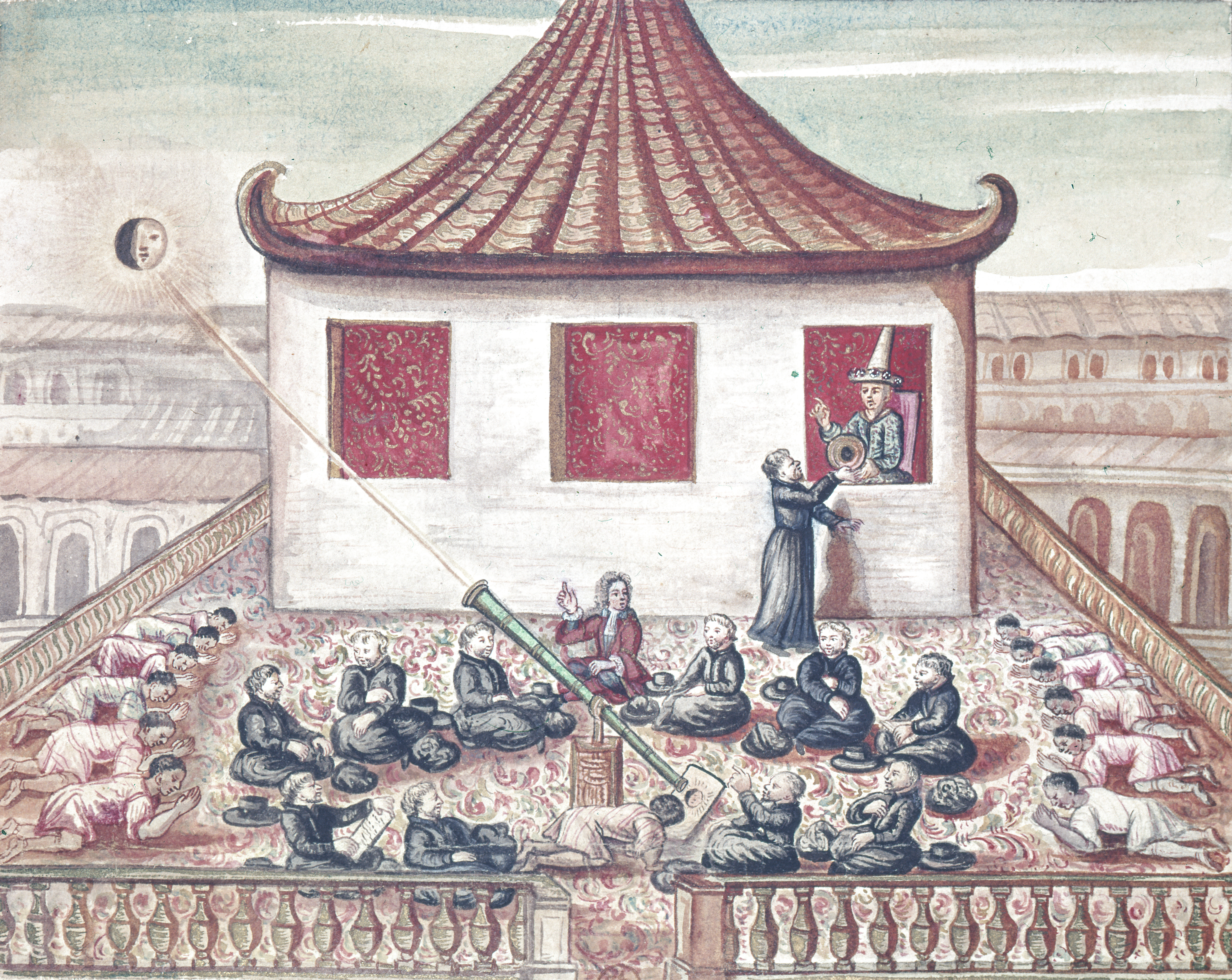
Iezuiții francezi observând o eclipsă împreună cu regele Narai și curtea sa în aprilie 1688, cu puțin timp înainte de revoluția siameză.
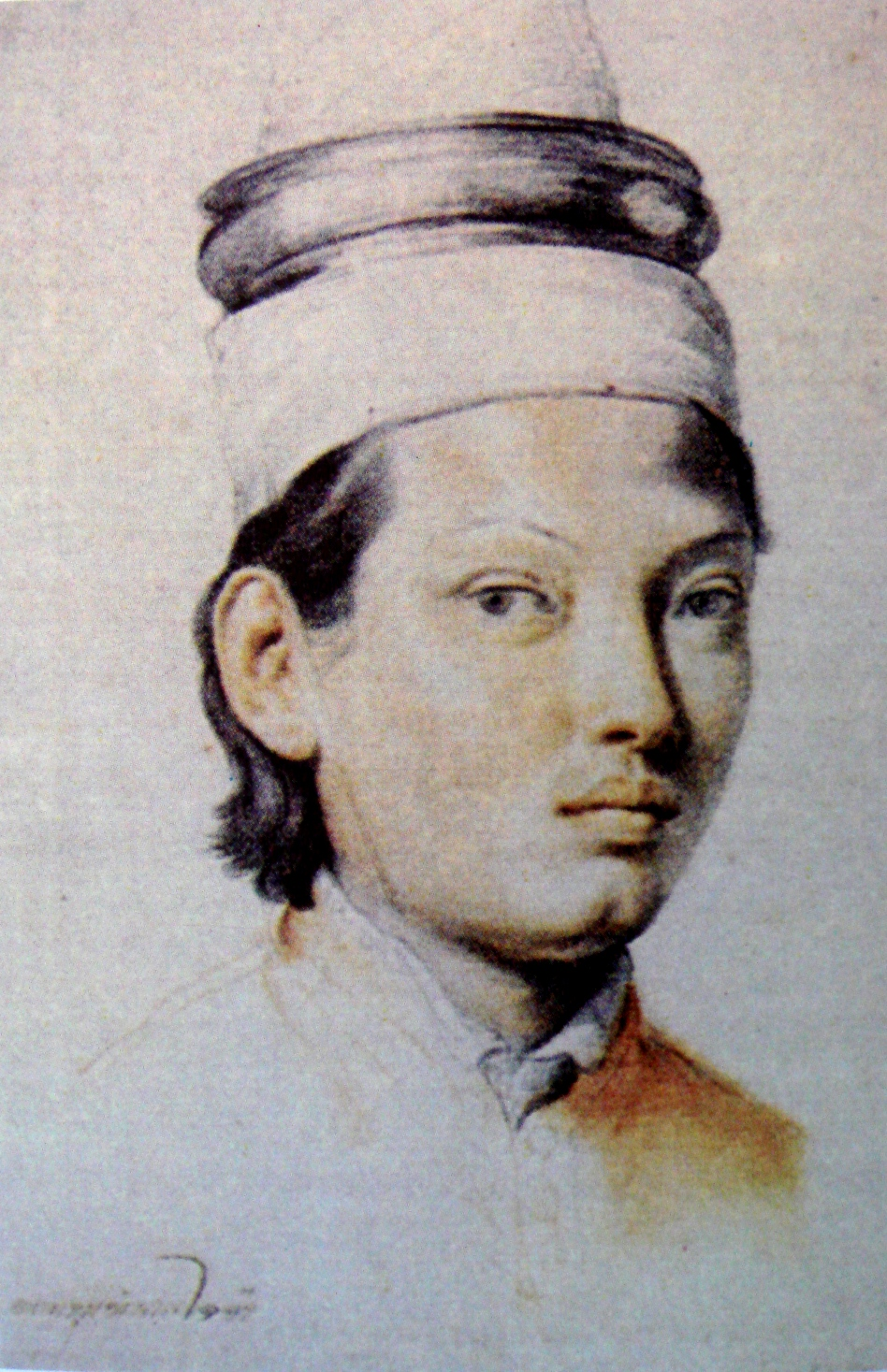
Ok-khun Chamnan, ambasador siamez care a vizitat Franța și Roma într-o misiune diplomatică în anul 1688.
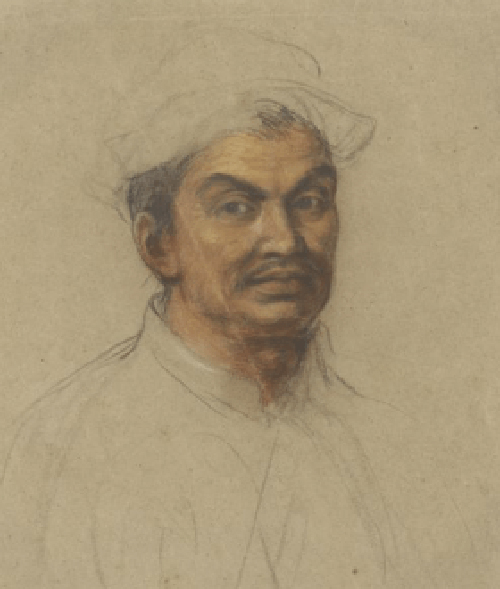
Un portret al lui Kosa Pan, ambasador thailandez acreditat de regele Narai al Ayutthaya la curtea regelui Ludovic al XIV-lea al Franței, realizat de Charles Le Brun în 1686.

#### Contacte cu Asia de Est
Între 1405 și 1433, dinastia chineză Ming a sponsorizat o serie de șapte expediții navale. Împăratul Yongle le-a conceput pentru a stabili o prezență chineză, a impune controlul imperial asupra comerțului și a impresiona popoarele străine din bazinul Oceanului Indian. De asemenea, este posibil să fi dorit să extindă sistemul tributari. Se crede că flota chineză sub comanda amiralului Zheng He a navigat de trei ori pe râul Chao Phraya până la Ayutthaya.
Între timp, o colonie japoneză a fost stabilită în Ayutthaya. Colonia era activă în comerț, în special în exportul de piele de cerb și lemn saphan către Japonia, în schimbul argintului japonez și al obiectelor artizanale japoneze (săbii, cutii lăcuite, hârtie de înaltă calitate). Din Ayutthaya, Japonia era interesată să cumpere mătăsuri chinezești, precum și piei de cerb și piei de rază sau rechin (folosite pentru a confecționa un fel de shagreen pentru mânerul și tecile săbiilor japoneze).
Cartierele japoneze din Ayutthaya găzduiau aproximativ 1.500 de locuitori japonezi (unele estimări ajung până la 7.000). Comunitatea era numită Ban Yipun în thailandeză și era condusă de un șef japonez numit de autoritățile thailandeze. Se pare că era o combinație între comercianți, convertiți creștini (Kirishitan) care fugiseră din țara lor natală către diverse țări din Asia de Sud-Est în urma persecuțiilor lui Toyotomi Hideyoshi și Tokugawa Ieyasu, și foști samurai șomeri care fuseseră în tabăra învinsă la bătălia de la Sekigahara.

Părintele António Francisco Cardim relata că a administrat sacramentul a aproximativ 400 de creștini japonezi în 1627 în capitala thailandeză Ayutthaya ("a 400 japonezi creștini"). Existau, de asemenea, comunități japoneze în Ligor și Patani.

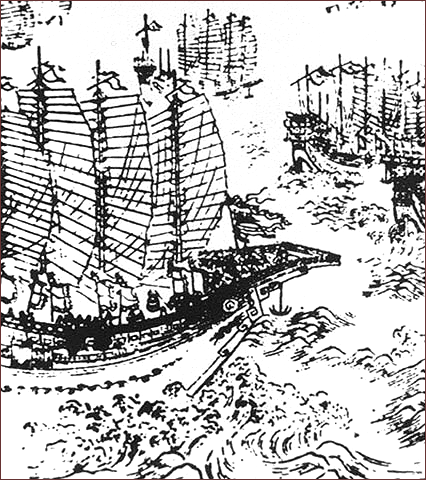
Gravură în lemn chineză din începutul secolului al XVII-lea, considerată a reprezenta navele lui Zheng He.
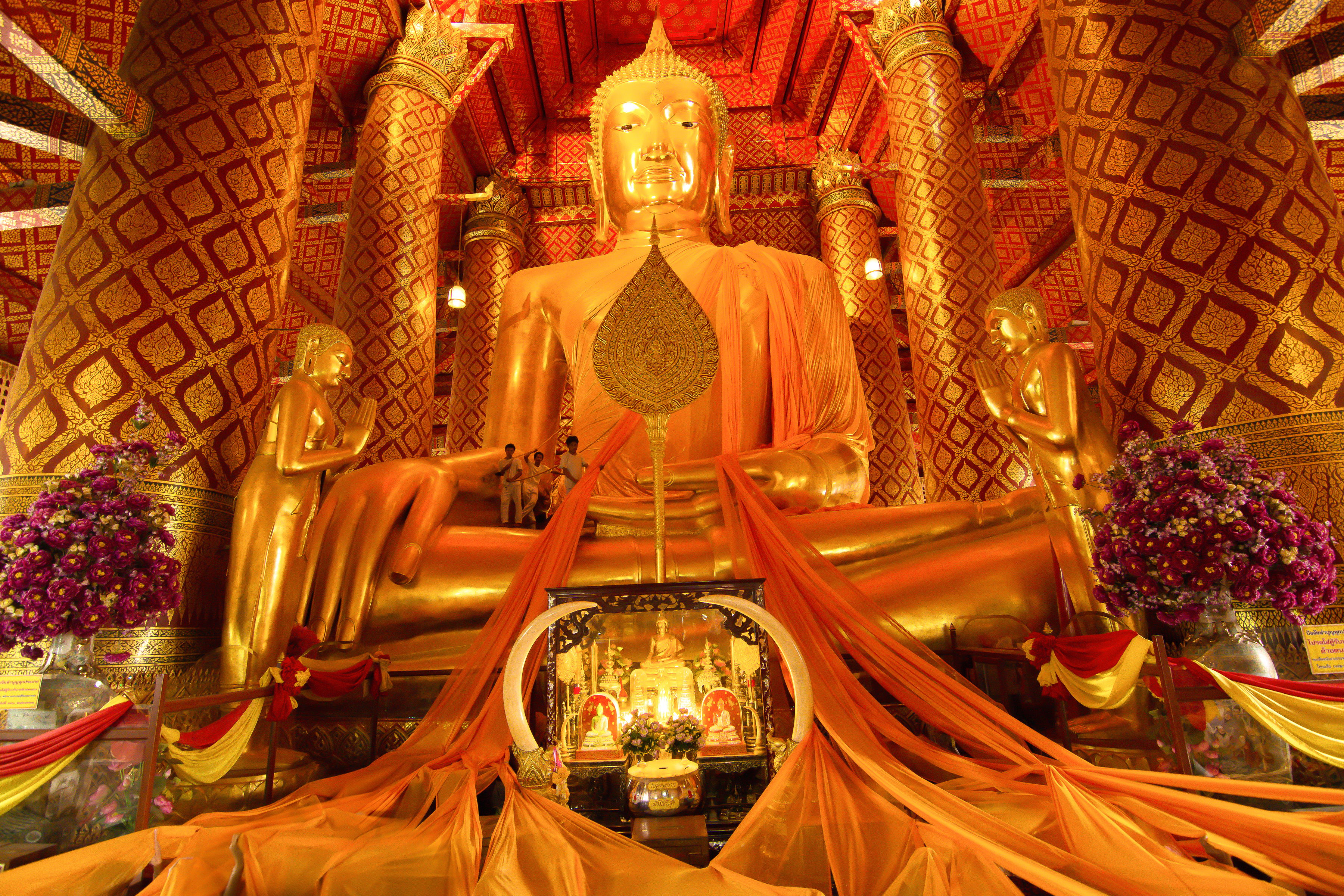
Luang Pho Tho sau Sam Pao Kong, statuia foarte venerată a lui Buddha din templul Wat Phanan Choeng, a fost vizitată în 1407 de Zheng He în timpul expediției navale.
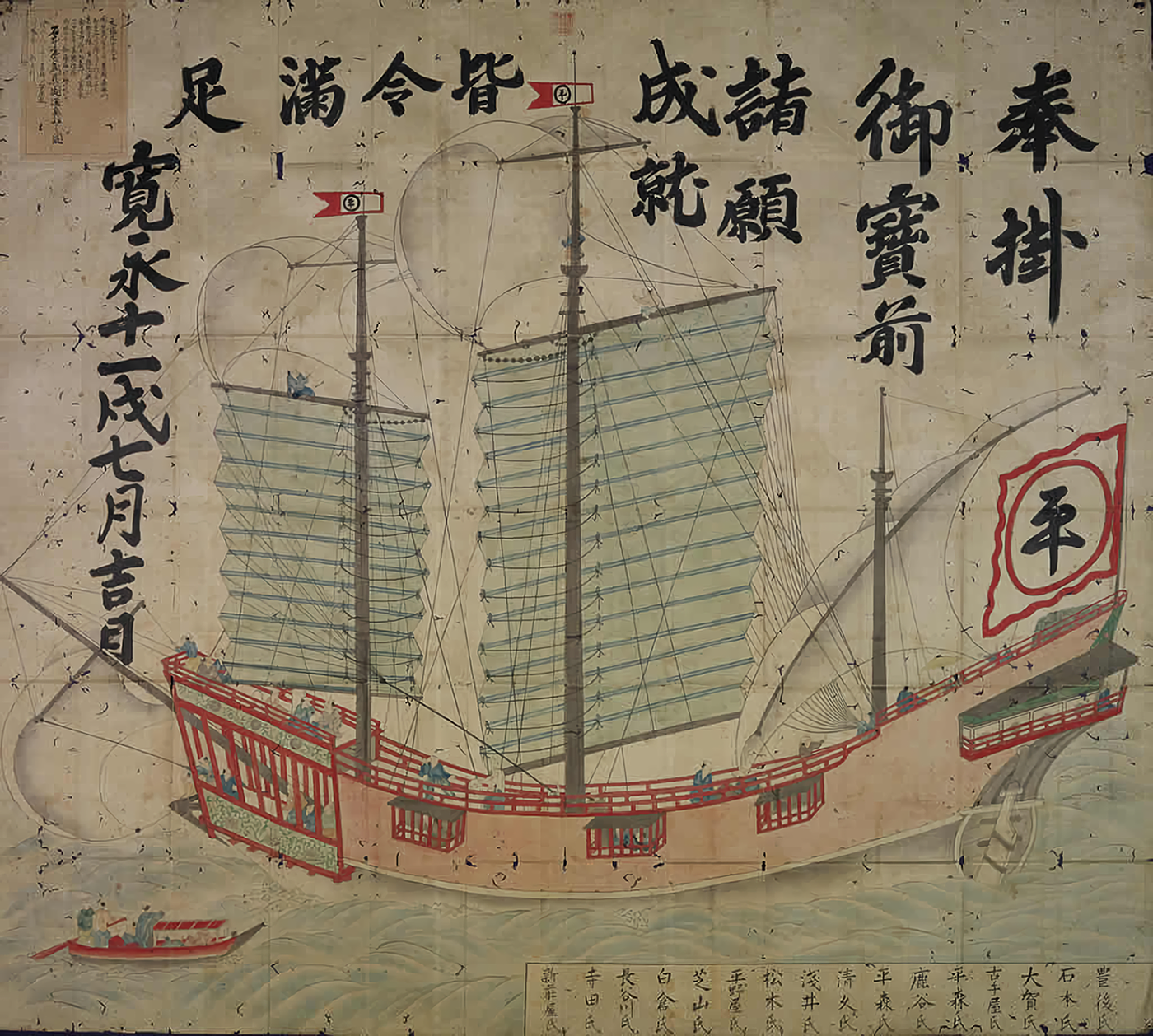
Nava japoneză cu sigiliu roșu din 1634. Muzeul Științelor Navale din Tokyo.
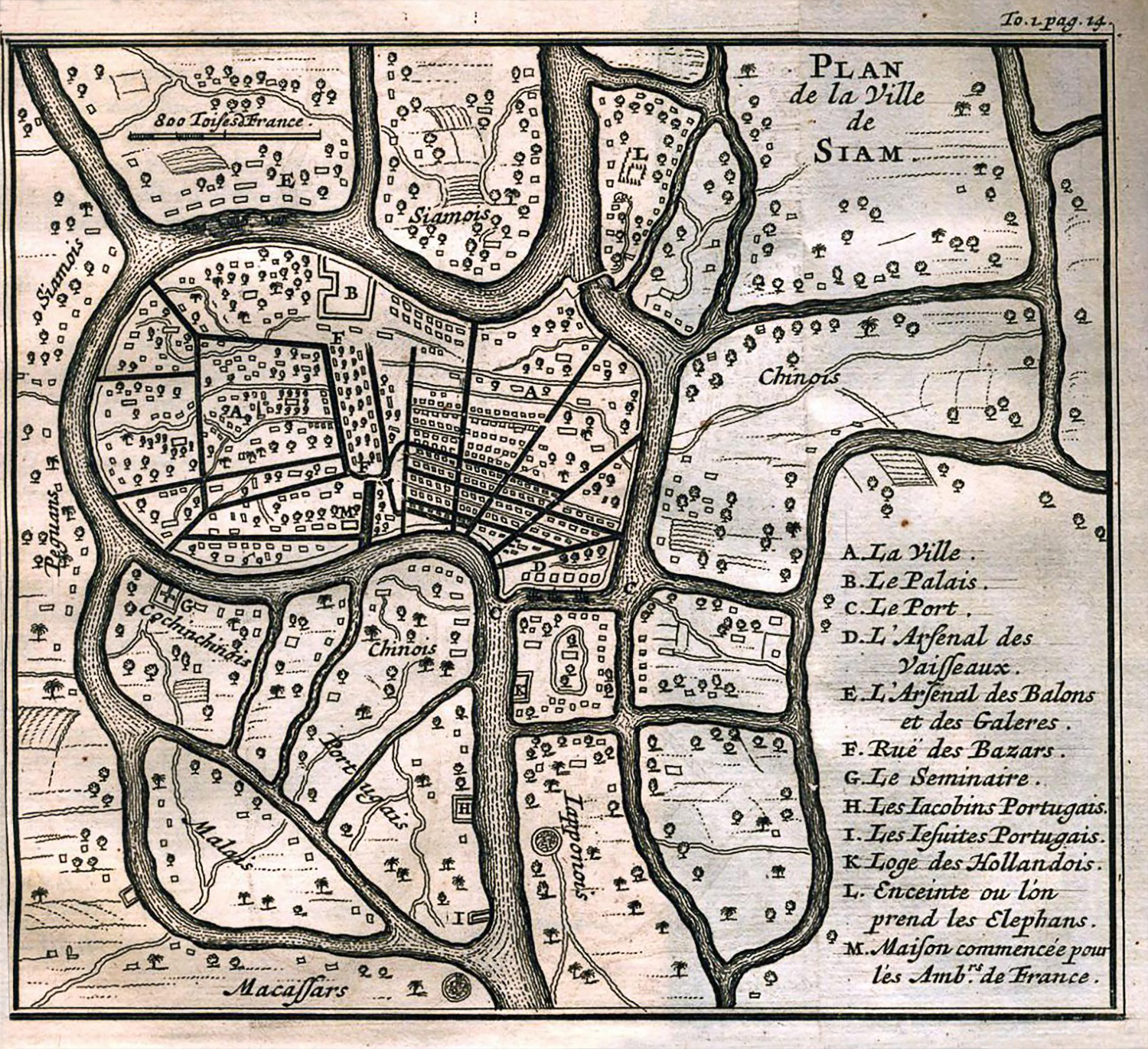
Cartierul japonez din Ayutthaya este indicat în partea de jos, în centru („Japonois”) pe harta din 1691.
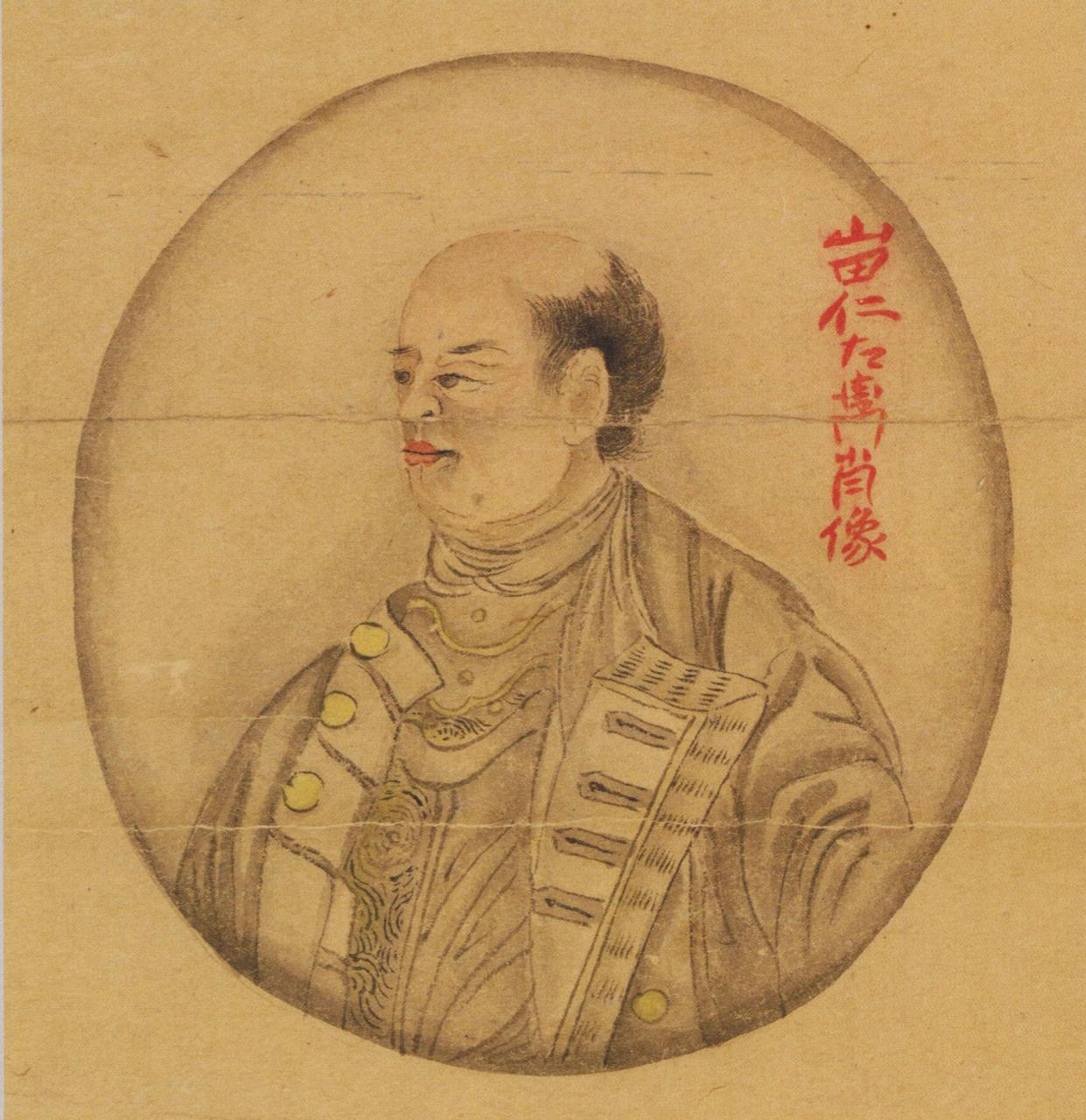
Portretul lui Yamada Nagamasa, circa 1630.
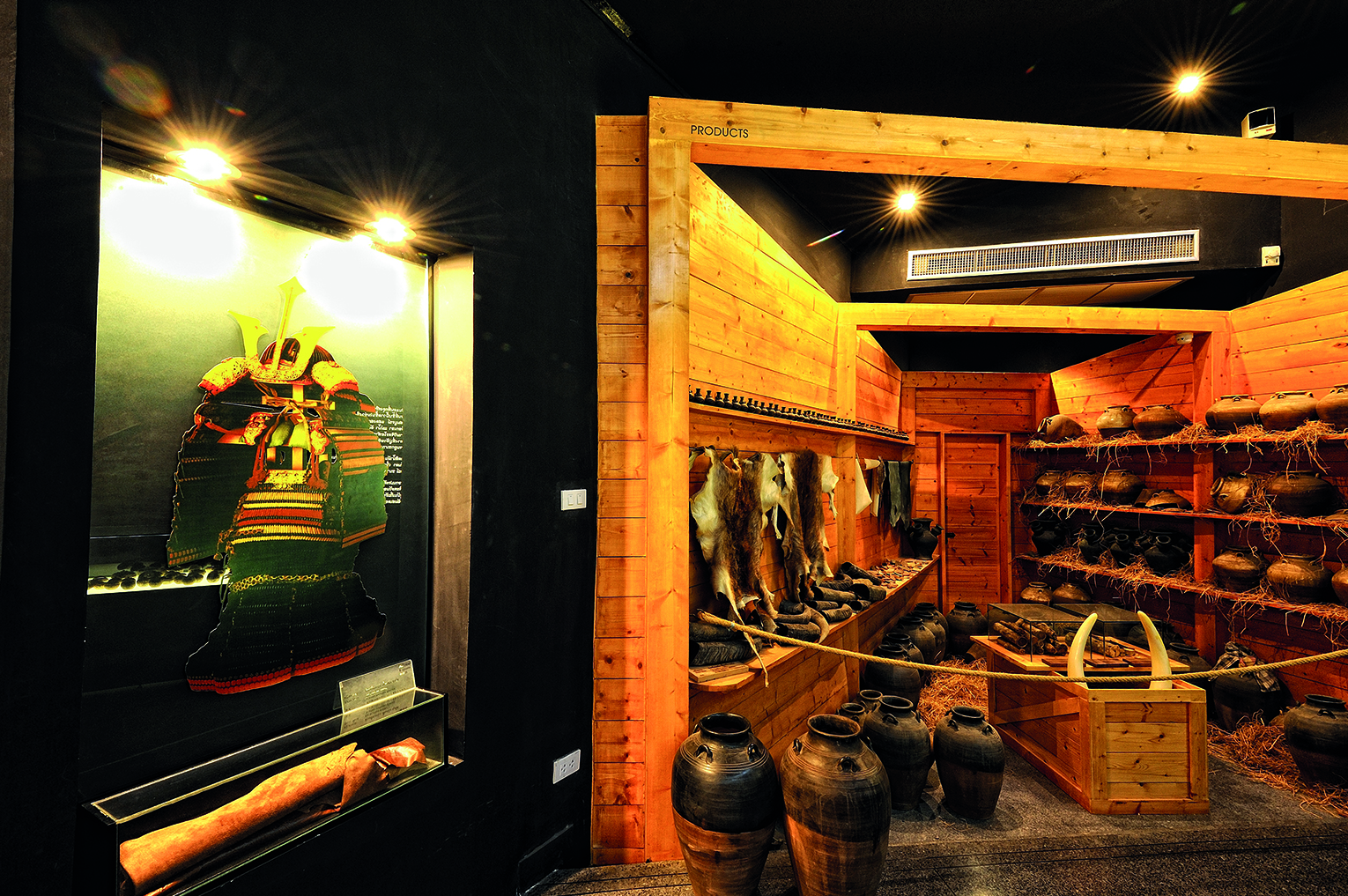
Interiorul muzeului Satului Japonez din Ayutthaya.

#### Străini notabili în Ayutthaya în secolul al XVII-lea
- Constantine Phaulkon – aventurier grec și prim consilier al regelui Narai
- François-Timoléon de Choisy – scriitor și diplomat francez
- Părintele Guy Tachard – scriitor iezuit francez și ambasador al Siamului în Franța (1688)
- Louis Laneau – vicar apostolic al Siamului
- Claude de Forbin – amiral francez
- Yamada Nagamasa – aventurier japonez care a devenit conducătorul Nakhon Si Thammarat
- George White – negustor englez
- Jeremias van Vliet – opperhoofd olandez (șef factor/comerciant)

## Istoriografie

### Mărturii contemporane despre Ayutthaya
Gradul în care textele despre Ayutthaya au fost distruse în timpul jefuirii birmane din 1767 variază foarte mult. Înregistrările scrise ale lui Van Vliet despre Siam reprezintă cea mai veche istorie scrisă a Siamului și Ayutthaya, datând de la începutul până la mijlocul secolului al XVII-lea și care probabil a folosit ca sursă cronici religioase din temple. Cea mai veche cronică palatină păstrată este cronica Luang Prasoet, care datează din 1681. Istoriile Ayutthayei nu au fost considerate importante până în epoca comerțului și a păcii din secolele XVII și XVIII. În primii ani, Ayutthaya nu și-a consemnat istoria în scris. Cronicile religioase sunt, de asemenea, importante pentru înțelegerea Ayutthayei, datând încă din secolul al XVI-lea. O parte semnificativă a dovezilor scrise trebuie să provină așadar din surse externe. Pe lângă Van Vliet, un număr de europeni din secolele XVII și începutul XVIII au scris relatări care s-au păstrat despre Siam. Cronicile chinezești ale palatului sunt, de asemenea, esențiale pentru analiza istoriei Ayutthayei.
Mărturiile Ayutthaya reprezintă o altă sursă importantă despre Regatul Ayutthaya. Bazate pe mărturiile foștilor locuitori ai Regatului Ayutthaya și păstrate în trei documente diferite, aceste relatări atestă descrierea orașului Ayutthaya și a regatului înainte și în timpul căderii sale din 1767.

### Istoriografia post-Ayutthaya
Istoria Regatului Ayutthaya a fost, în general, o perioadă neglijată în istoriografia Thailandei, precum și în străinătate, caracterizată prin studii bine documentate și istorii populare ale unor subperioade ale Ayutthayei. „A History of Ayutthaya: Siam In the Early Modern World” (O istorie a Ayutthayei: Siam în lumea modernă timpurie), de Chris Baker și Pasuk Phongpaichit, publicată în 2017, a fost prima carte academică în limba engleză care a analizat întreaga existență de patru sute de ani a Regatului Ayutthaya. Istoriografia Asiei de Sud-Est a provenit din capitale post-coloniale. Deoarece Thailanda nu a fost niciodată complet colonizată, nu a avut niciun patron european care să scrie istorii naționale despre ea însăși până la sosirea americanilor în anii 1960.
În perioada timpurie Rattanakosin, regele Rama I a adunat toate documentele legale supraviețuitoare din Ayutthaya și a publicat „Legea celor Trei Sigilii” în 1805. Documentele din perioada timpurie Rattanakosin își urmăreau originea „națională” până la întemeierea Ayutthayei în 1351. Totuși, la începutul secolului al XX-lea, elitele thailandeze, influențate de ideile occidentale despre naționalismul european și statul-națiune, au folosit acest cadru pentru a crea o istorie naționalistă a Thailandei, în care au redus importanța Ayutthayei în istoria thailandeză, prezentând Regatul Sukhothai ca primul regat „thai” sau epoca de aur a „thainess-ului” (buddhism, democrație în stil thailandez, comerț liber, abolirea sclaviei), Rattanakosin ca „renaștere”, iar Ayutthaya ca o perioadă de declin între Sukhothai și Rattanakosin. Ca urmare, Ayutthaya a fost în mare parte uitată în istoriografia Thailandei pentru aproape jumătate de secol după lucrările prințului Damrong din începutul secolului XX.
Istoriile cu tematică naționalistă ale Ayutthayei, inițiate de prințul Damrong, au prezentat în principal povești despre regi care au purtat războaie și ideea supunerii teritoriale a statelor vecine. Aceste teme istorice rămân influente în Thailanda și în istoria populară thailandeză până în prezent, fiind contestate doar de o generație mai nouă de istorici și academicieni din Thailanda și din străinătate, începând cu anii 1980, care au pus accent pe aspectele comerciale și economice mult neglijate, dar importante pentru Ayutthaya. Sursele noi și traducerile dintr-o varietate de documente istorice (din China, Olanda etc.) au făcut cercetarea istoriei Ayutthayei mai accesibilă în ultimele două-trei decenii.
Din anii 1970, generații noi de academicieni au apărut și au contestat vechea istoriografie, acordând mai multă atenție și publicând lucrări despre istoria Ayutthayei, începând cu „The Rise of Ayudhya” (Ascensiunea Ayudhyei) a lui Charnvit Kasetsiri, publicată în 1977. Kasetsiri susține în 1999 că „Ayutthaya a fost primul mare centru politic, cultural și comercial al thailandezilor.

### Ipoteza „Crizei Generale”
Ideea că Ayutthaya a suferit un declin după plecarea europenilor la sfârșitul secolului al XVII-lea a fost popularizată, inițial, la curtea Rattanakosin, într-o încercare de a legitima noua dinastie în fața dinastiei Ayutthaya Ban Phlu Luang, și mai târziu, mai cunoscută, prin cartea lui Anthony Reid despre „Epoca Comerțului” în ultimele decenii. Totuși, studii mai recente, precum cele ale lui Victor Lieberman în „Strange Parallels in Southeast Asia” și ale lui Baker și Phongpaichit în „A History of Ayutthaya”, au contestat în mare parte ipoteza lui Reid, în special Lieberman criticând metodologia lui Reid care folosea exemplul Asiei de Sud-Est Maritime pentru a explica Asia de Sud-Est Continentală, menționând deschiderea Chinei Qing prin revocarea interdicției maritime și creșterea ulterioară a comerțului dintre China și Siam, precum și importanța istorică a Ayutthaya ca un centru regional de comerț în Asia, mai degrabă decât un loc în care europenii ar fi deținut vreun fel de putere sau influență semnificativă pentru o perioadă îndelungată.

## Galerie

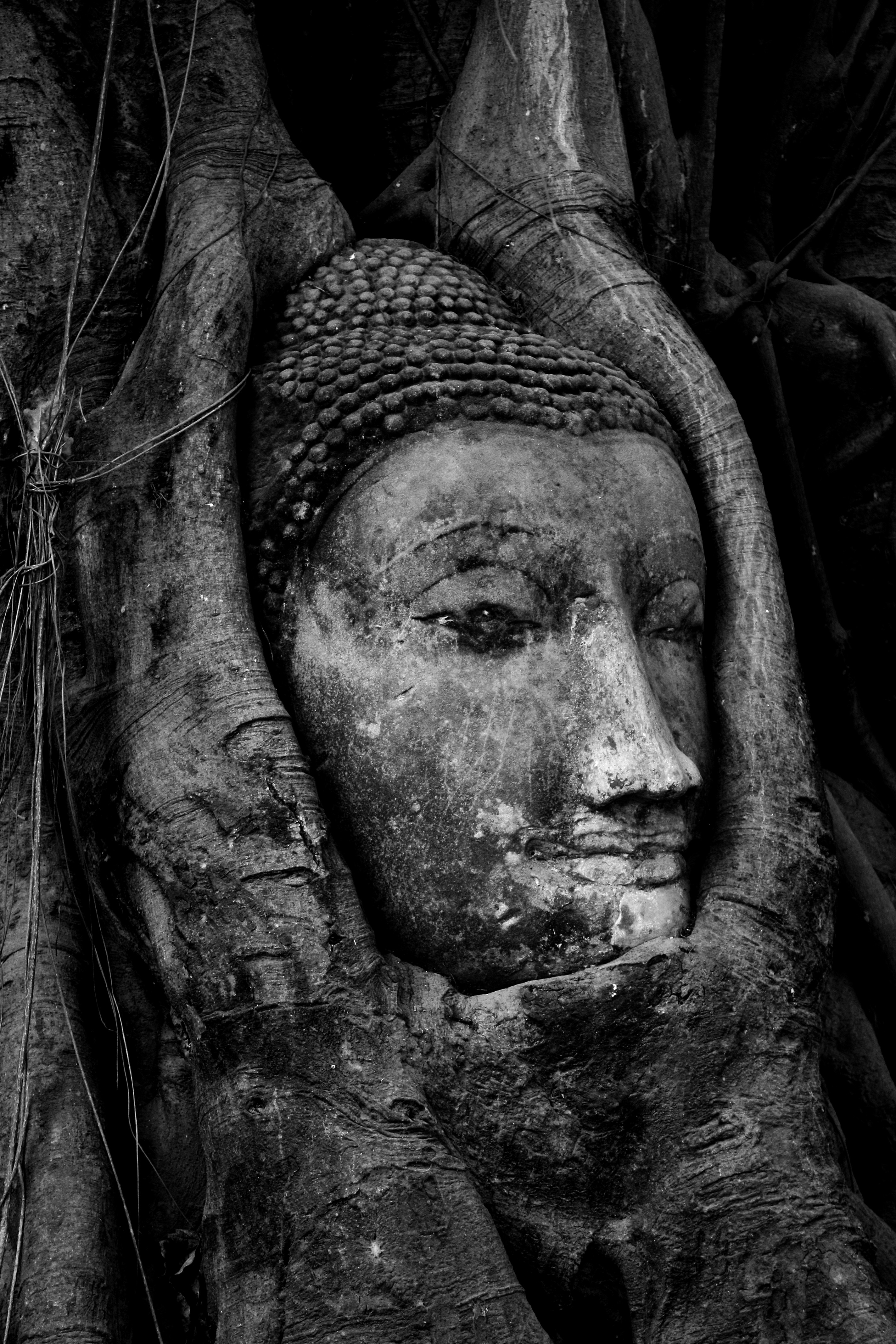
Cap de Buddha desprins înrădăcinat în rădăcinile unui smochin
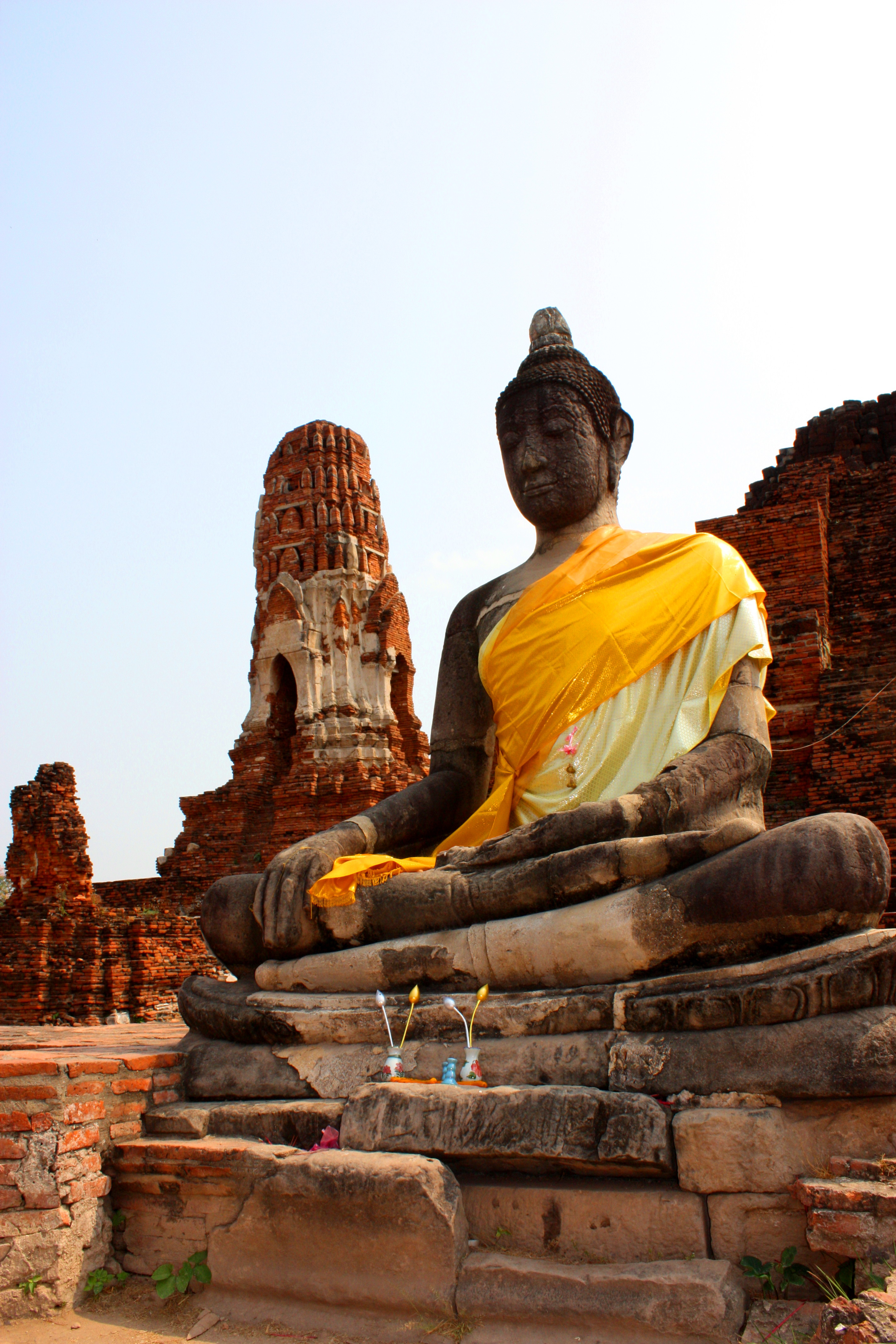
Buddha șezând, Ayutthaya
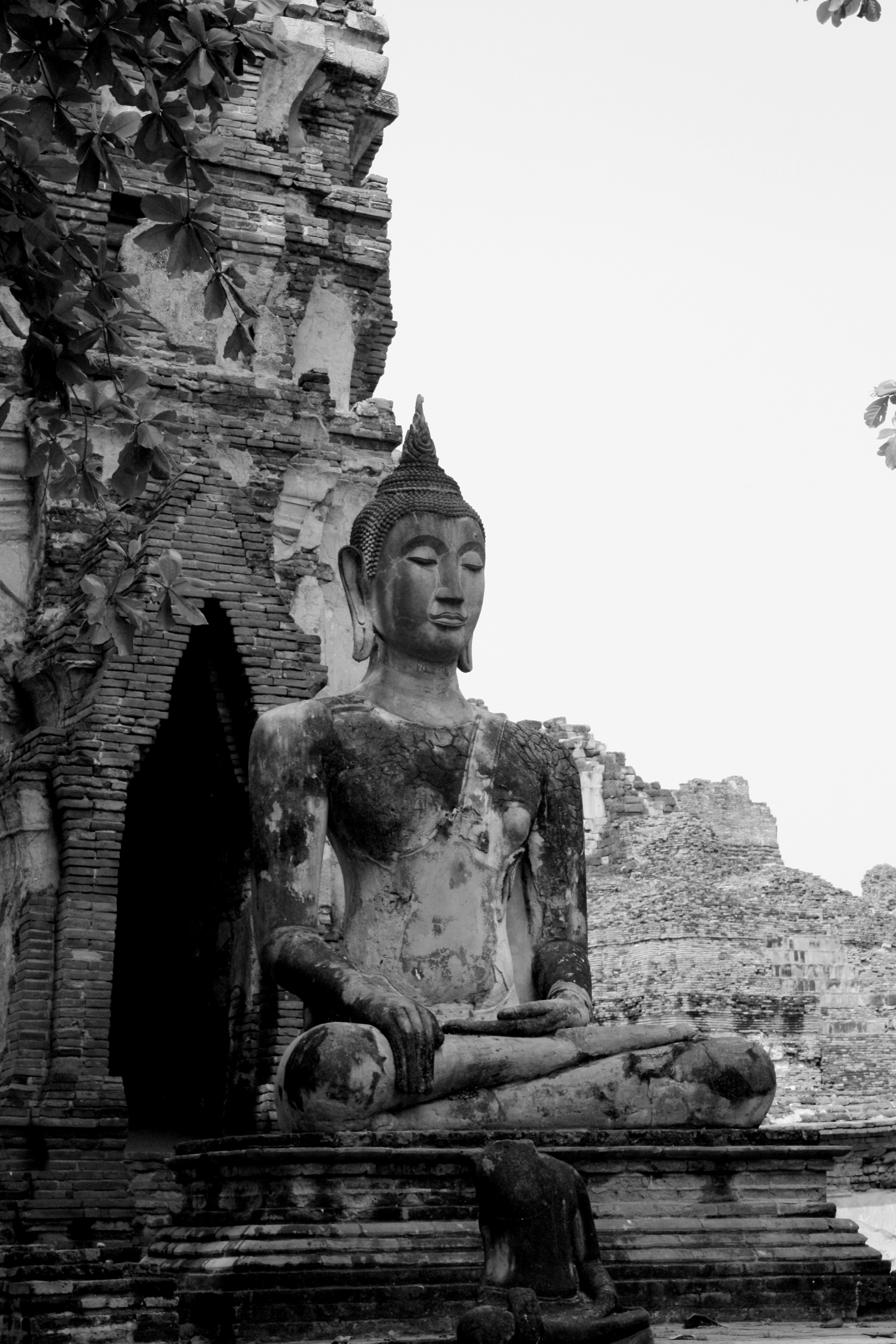
Buddha șezând, Ayutthaya
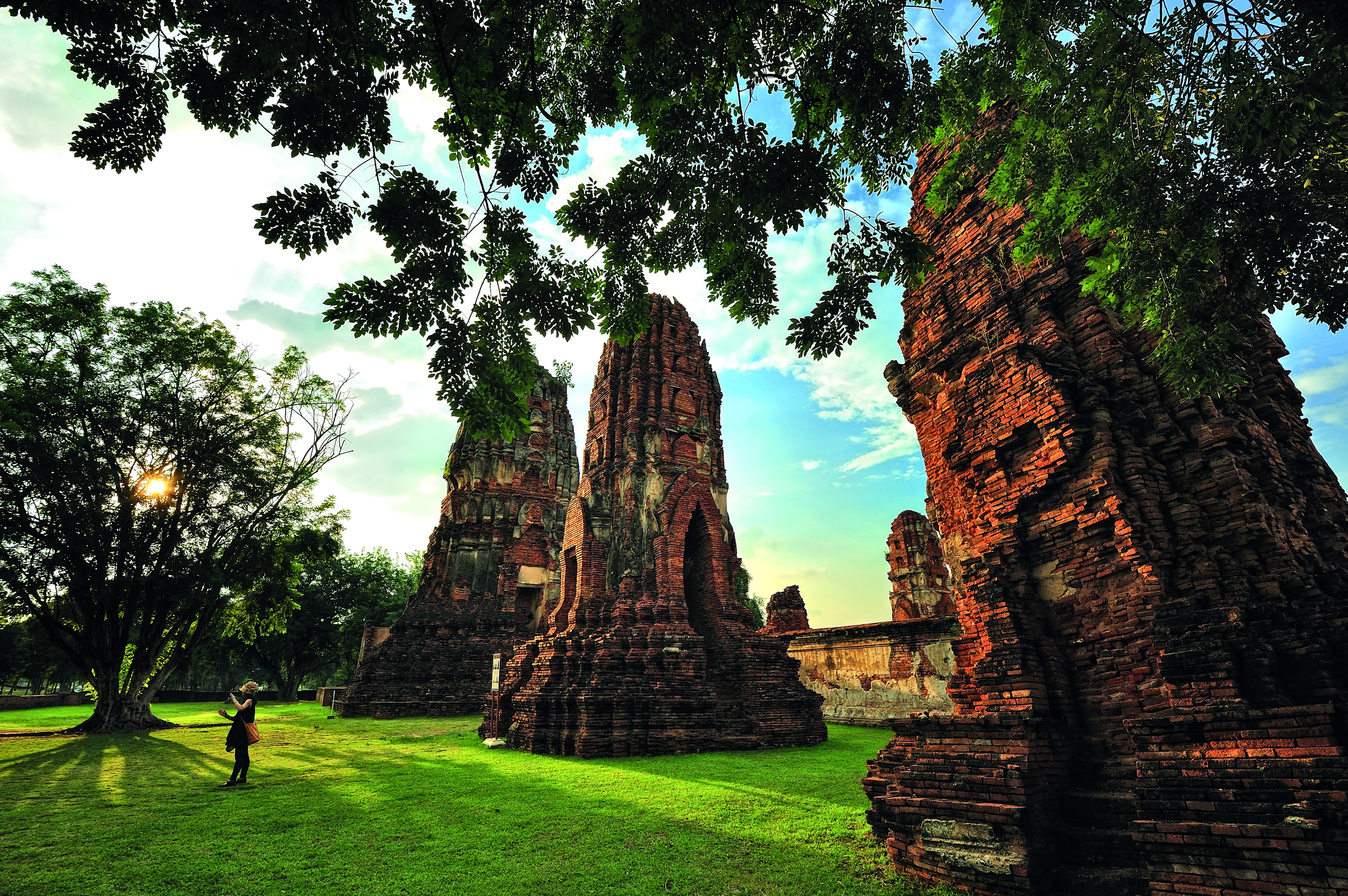
Parcul Istoric Ayutthaya
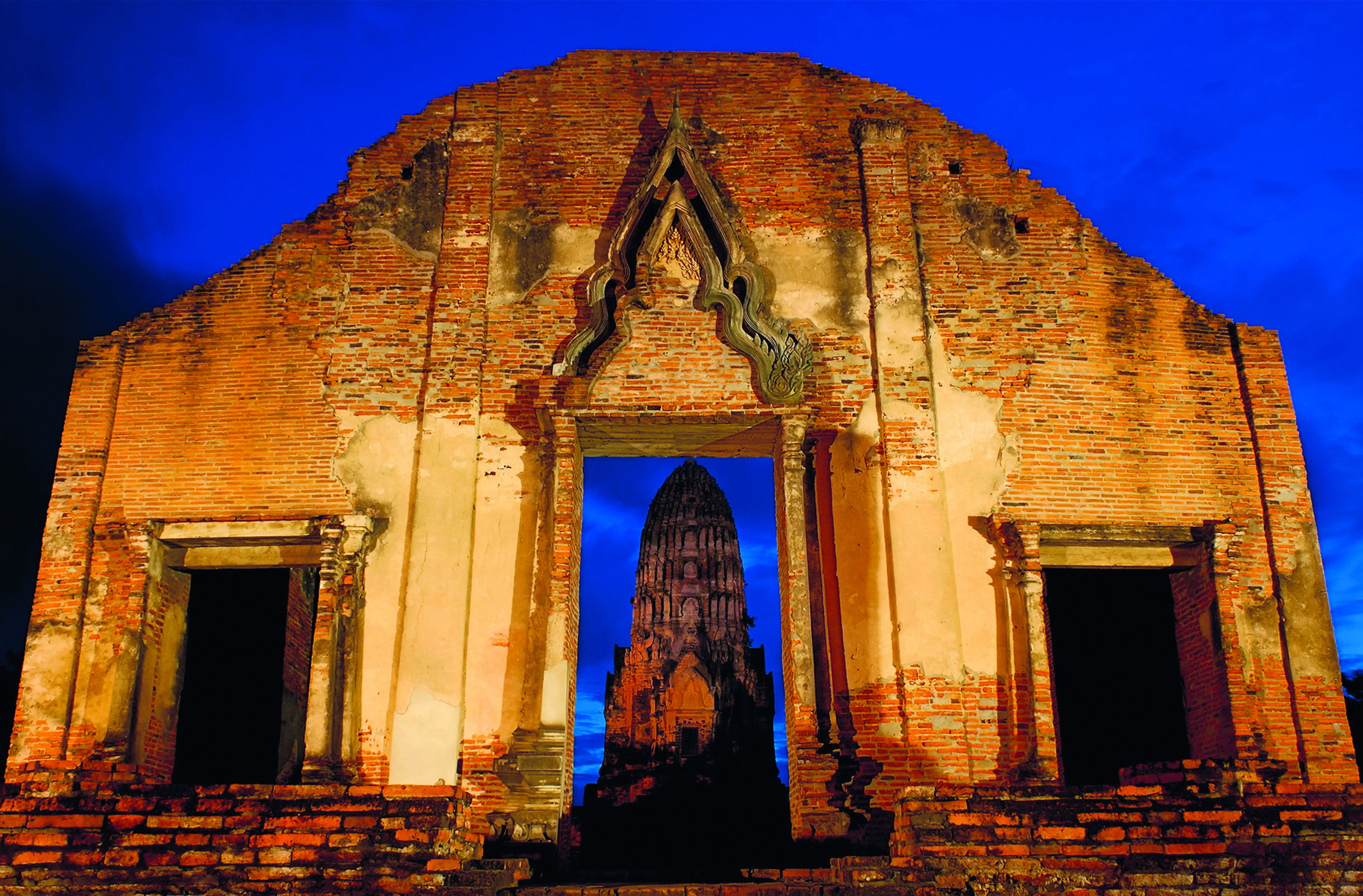
Parcul Istoric Ayutthaya
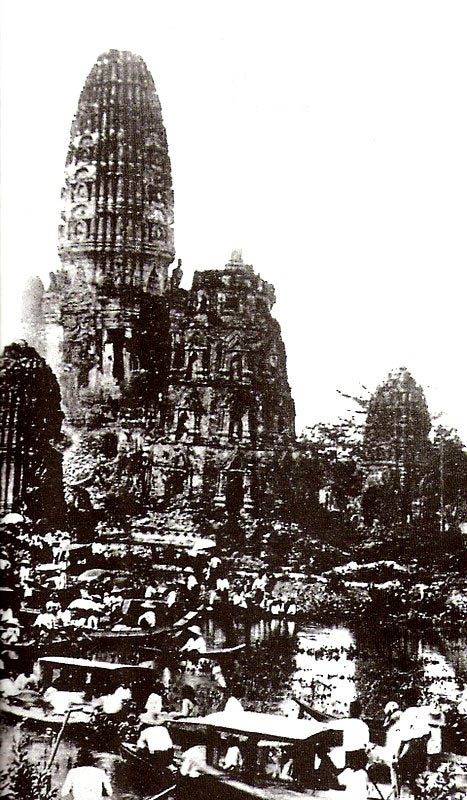
Prangul principal al Wat Mahathat, prăbușit în 1904, fotografiat la începutul secolului al XX-lea
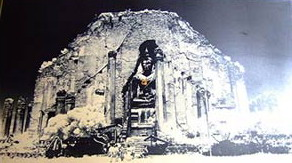
Wihan Phra Mongkhon Bophit înainte de restaurare, la sfârșitul secolului al XIX-lea și începutul secolului al XX-lea
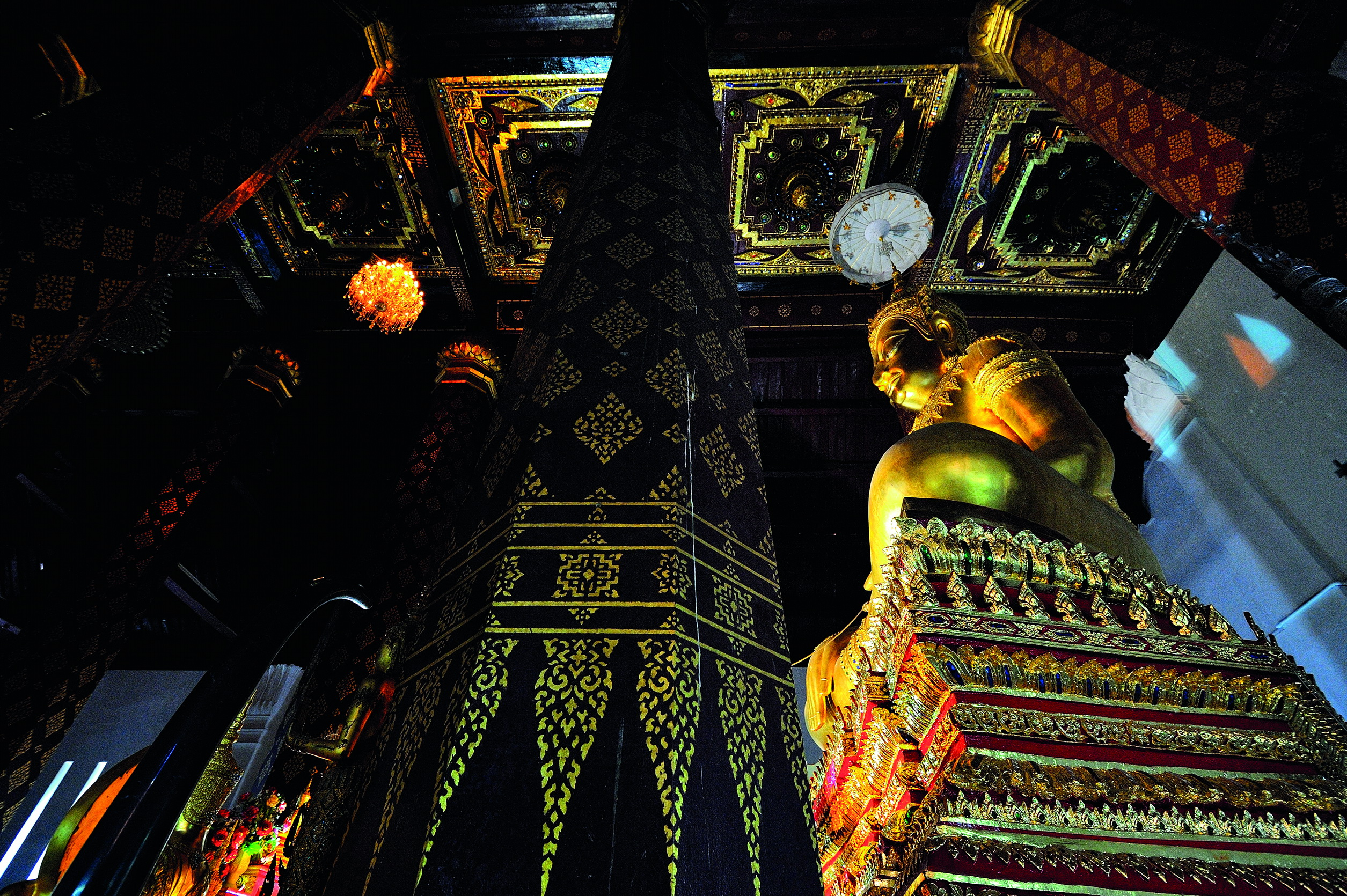
Interiorul Wat Na Phra Men

## În cultura populară
- Love Destiny (serial TV) (thailandeză: บุพเพสันนิวาส; Bupphesanniwat), serial istoric thailandez din 2018.
- Legenda lui Suriyothai, serie de filme dramatice istorice biografice thailandeze din 2001 despre regina Suriyothai.
- Regele Naresuan (film), serie de filme dramatice istorice biografice thailandeze din 2007–2015 despre regele Naresuan.